# Венгерский национальный костюм

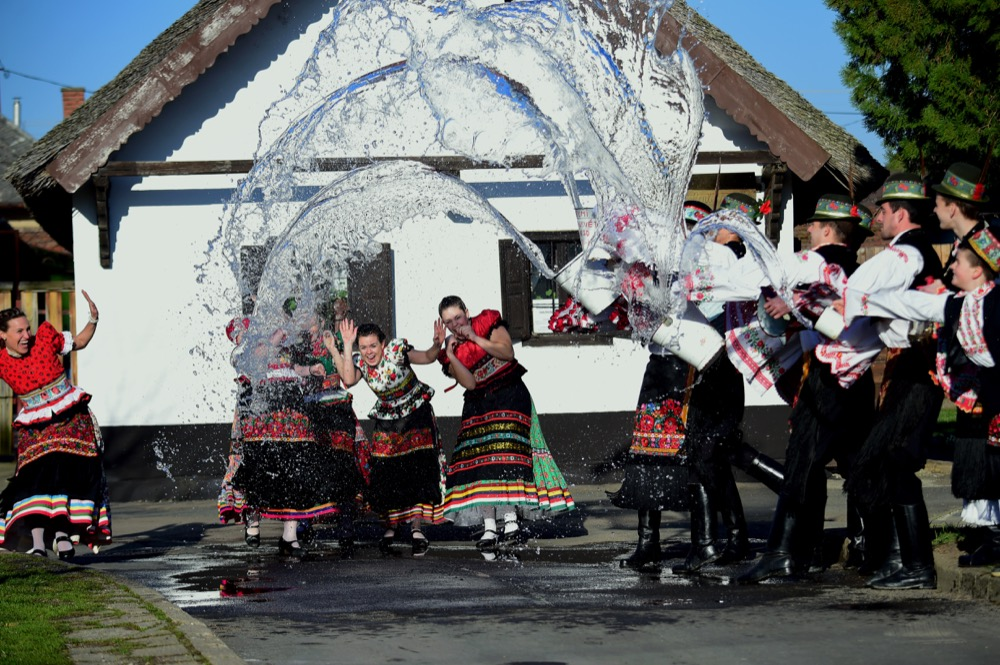
Поливальный понедельник у матьё (этническая группа венгров) (окрестности Мезёкёвешда, медье Боршод-Абауй-Земплен, Северная Венгрия)

Венгерский национальный костюм, венгерский народный костюм (венг. magyar népviselet) — совокупность предметов одежды, исторически бытовавшая среди венгров и являющаяся неотъемлемой частью венгерской культуры.
Венгерский костюм, несмотря на ряд объединяющих признаков (как то, преобладание белого и чёрного цветов, обильный орнамент), весьма сильно зависит от места проживания носящего; помимо этого, он не менее сильно зависит от профессии: существовали отдельные наборы одежды для отдельных групп земледельцев и пастухов. Существовали также и поло-возрастные различия: например, пожилые женщины носили более тусклую (как правило, более тёмную) одежду, нежели девушки и молодухи, а мужская одежда была менее яркая, нежели женская. Одними из наиболее красочных областных разновиднностей являются костюмы таких этнических групп, как матьё (север Венгрии, окрестности Мезёкёвешда), палоцы (север Венгрии) и шаркёзы (запад Венгрии).
Помимо собственно народного костюма — одежды крестьян — венгерский национальный костюм также включает в себя и одежду дворян, значительно отличавшуюся от одежды простонародья. Венгерская дворянская одежда отделывалась шнуровкой и меховой опушкой. Застёгивалась дворянская одежда на петли-разговоры из шнура и продевавшиеся в них пуговицы.
В народном костюме отражены традиционные представления венгров о красоте — мужской народный костюм подходит, прежде всего, статным мужчинам со стройным телосложением. Женский же напротив, тяготеет к пышности.

## История

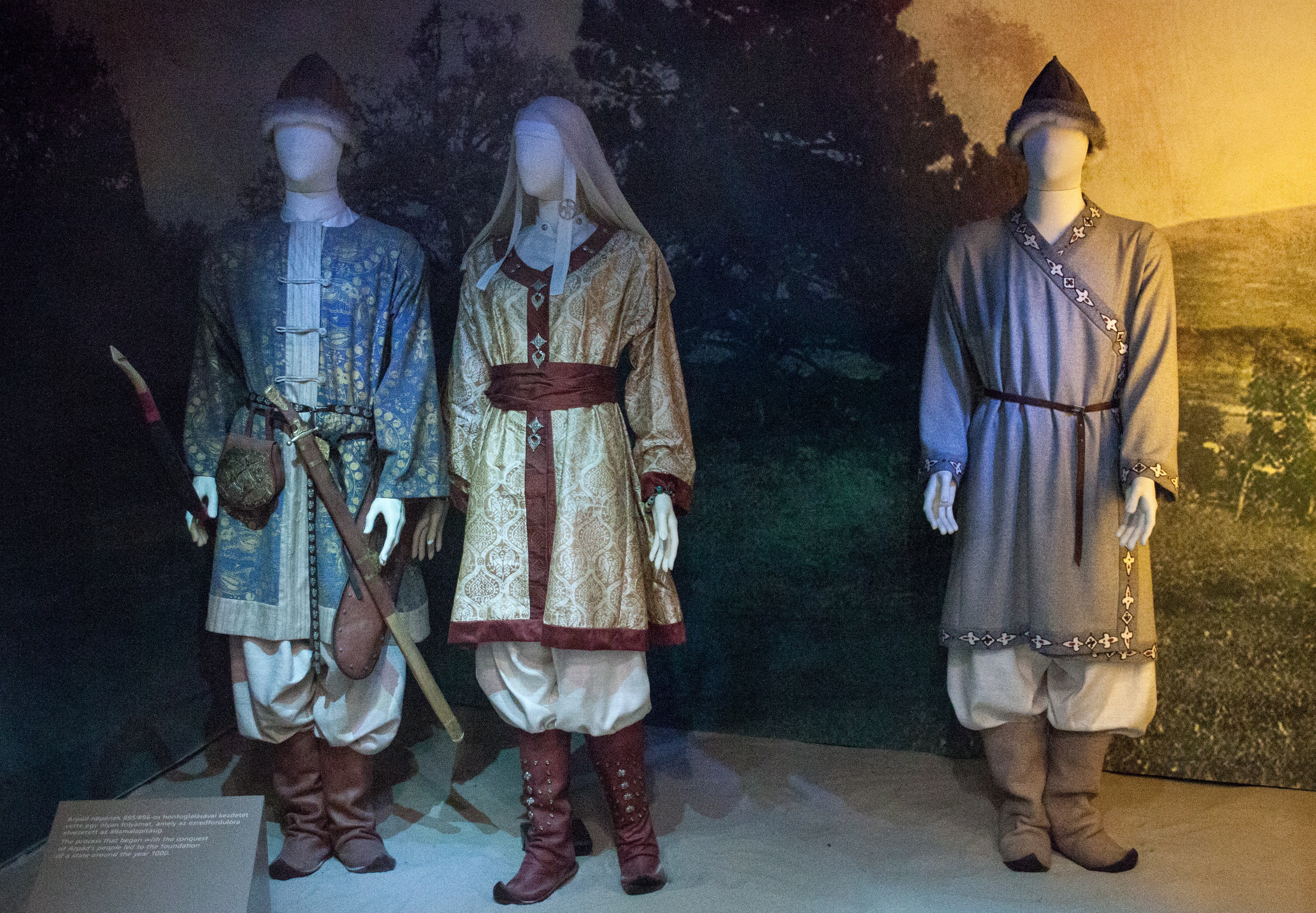
Реконструкция одежды древних мадьяр эпохи «завоевания Родины», экспозиция одного из музеев в Ньиредьхазе

Венгерский национальный костюм восходит к одежде древних мадьяров — угорских племён, на протяжении первых веков нашей эры откочёвывавших из Предуралья в степи Восточной и Центральной Европы, в конце концов, осев на территории Паннонской равнины (в венгерской историографии данный процесс известен под названием «Завоевание Родины»). Древнемадьярская одежда является типичной для кочевников-степняков Раннего Средневековья: двубортный распашной кафтан с левым запа́хом; шаровары и кожаные сапоги без каблука, но с высокими голенищами и острыми, загнутыми вверх носками. Мужской мадьярский кафтан, узкий и приталенный, доходил до колен и украшался каймами по подолу и рукавам. Застёжка, по-видимому, производилась на ряд воздушных петель и пуговиц, низ не застёгивался, обладая свободным запахом. Под кафтан надевали нижнюю рубаху с небольшим стоячим воротником, который, вероятно, мог изготовляться из кожи. Кафтан опоясывался поясом, на котором носили оружие и снаряжение. Головными уборами служили войлочные колпаки с высокими отворотами и шапки с меховой опушкой, обладавшие округлым верхом. Не исключено, что среди древних мадьяр были известны чулки-ноговицы (близкие к западноевропейским средневековым шоссам), привязывавшиеся к поясу рубахи, и также известные у степных кочевых народов. Женская одежда, по-видимому, была близка по покрою к мужской. Впоследствии на территорию Венгрии продолжают прибывать отдельные кочевые народности, такие как ясы и половцы (куманы), привнося элементы своей одежды, заимствовавшимися венграми. Тем не менее, соседство со славянскими, романскими и германскими народами, а помимо этого и ассимиляция исконного населения Паннонии, также не могло не оказать влияния на одежду венгров. Главными изобразительными источниками одежды древних мадьяр XI в., эпохи т.н. «Великой Венгрии», являются художественные изделия, например, блюдца из драгметаллов. Реконструкцию костюма мадьяров периода «завоевания родины», в частности, предпринял археолог и художник Дьюла Ласло. В России первую попытку реконструкции древнемадьярской одежды предприняли Альфред и Елена Халиковы в 1970-1980-е годы на основе материалов Больше-Тиганского могильника (ныне Алексеевский район Татарстана), относимого к караякуповской археологической культуре, отождествляемой с мадьярами.

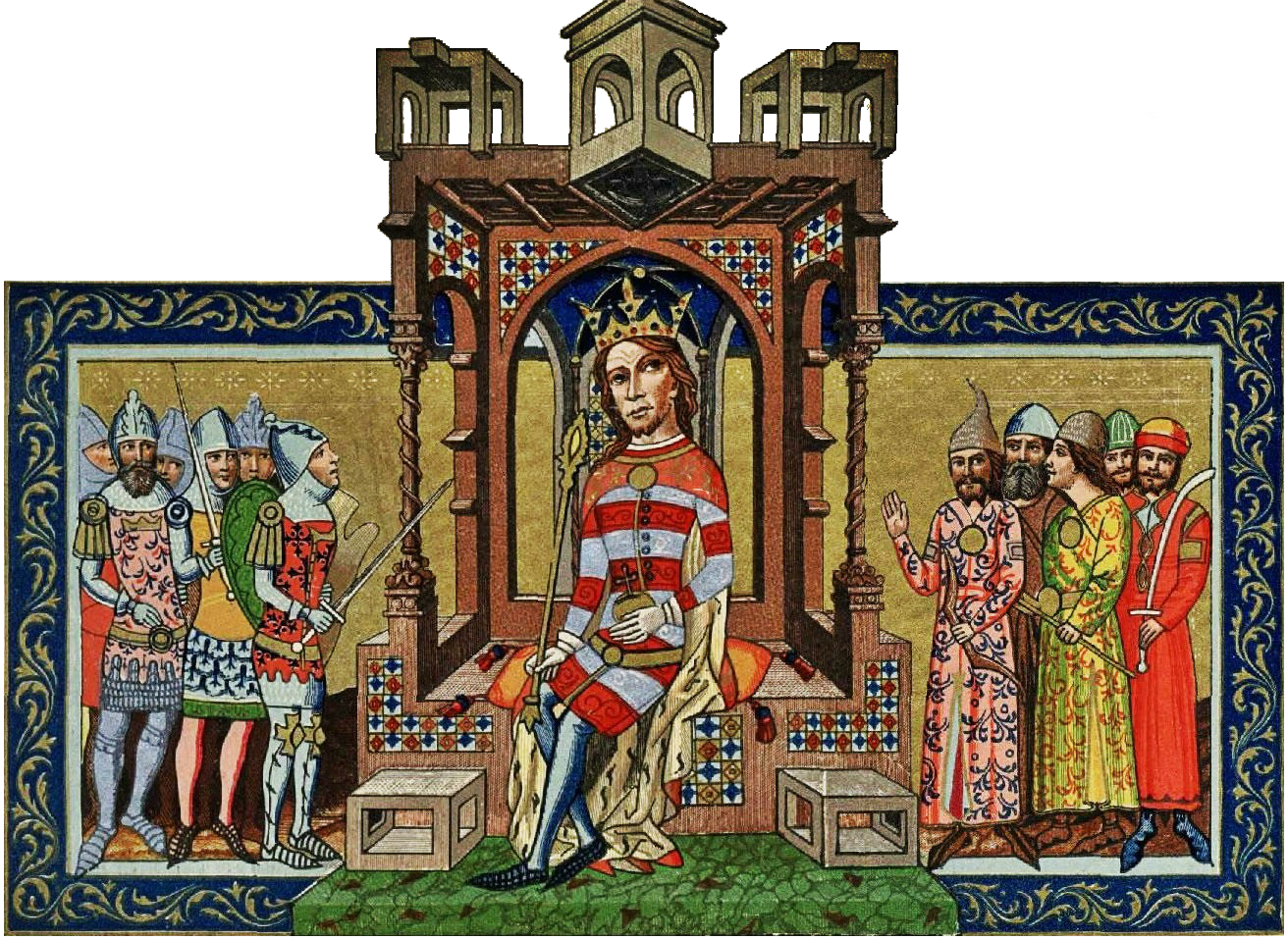
Двор Лайоша I, фронтиспис Венгерской иллюстрированной хроники, середина XIV в.

На протяжении Средневековья заметно сосуществование собственно венгерской, степняцкой по происхождению одежды, и западноевропейской (в частности, влияние оказывала одежда верхненемецких княжеств), и соответственно взаимопроникновение отдельных элементов, хотя в целом венгерская аристократия больше придерживалась западноевропейским модным веяниям. В частности, это отражено на фронтисписе Венгерской иллюстрированной хроники (лат. Chronica de Gestis Hungarorum, она же Кепешская хроника) середины XIV века: показан двор Людовика (Лайоша) Великого, по левую сторону от государя стоит группа рыцарей в западных доспехах, а по правую — группа людей в степняцких костюмах, предположительно половцах, представителей самого многочисленного в это время нацменьшинства в Венгрии. Половцы облачены в долгополые кафтаны, у двоих из них они, по-видимому, шёлковые. Эти кафтаны, судя по отчётливо видным запаху слева и краю полочки, доходящему до бокового шва ниже подмышки на кафтане одного из изображённых, ярко выраженного монгольского типа, вошедшие в моду среди тюркоязычных степняков в XIII веке. Также среди венгров XIV века были известны кафтаны с плиссированными полами (выполненными в виде отрезной «юбки», пришитой к верхней части) и заниженной талией, что видно на миниатюре из той же хроники, демонстрирующей приход мадьяров в Паннонию, а также на золотых форинтах Сигизмунда Люксембургского, датирующихся концом XIV века. Этот вид кафтанов также был известен у монголов. Кроме того, чисто венгерские и степняцкие формы одежды могли модернизироваться в соответствии с западноевропейской модой: к примеру, в том же XIV веке, во время моды на плотно облегающую одежду (в частности, котарди) и заниженную талию в мужской одежде венгры-мужчины таким образом стали носить кафтаны. На тех же сигизмундовских форинтах правитель изображён в вышеупомянутом кафтане с плиссированными полами, но с заниженной талией, а линия стыка верха и плиссированного низа украшена кантом. Смешение венгерских и западноевропейских элементов также отражено в заимствовании т. н. «ми-парти» — разделении одежды поперёк на две половины, окрашенной в разные цвета, и его употреблении не только с западноевропейской одеждой, но и с венгерскими кафтанами, что также видно на миниатюрах к данной хронике. Помимо сапог и шаровар, в XIV веке венгры также носили чулки-шоссы и остроносые туфли-пулены. Что касается женской одежды, то на примере миниатюр из той же хроники практически все женщины облачены по-западноевропейски (за исключением одной половчанки, одетой в кафтан с откидными рукавами).

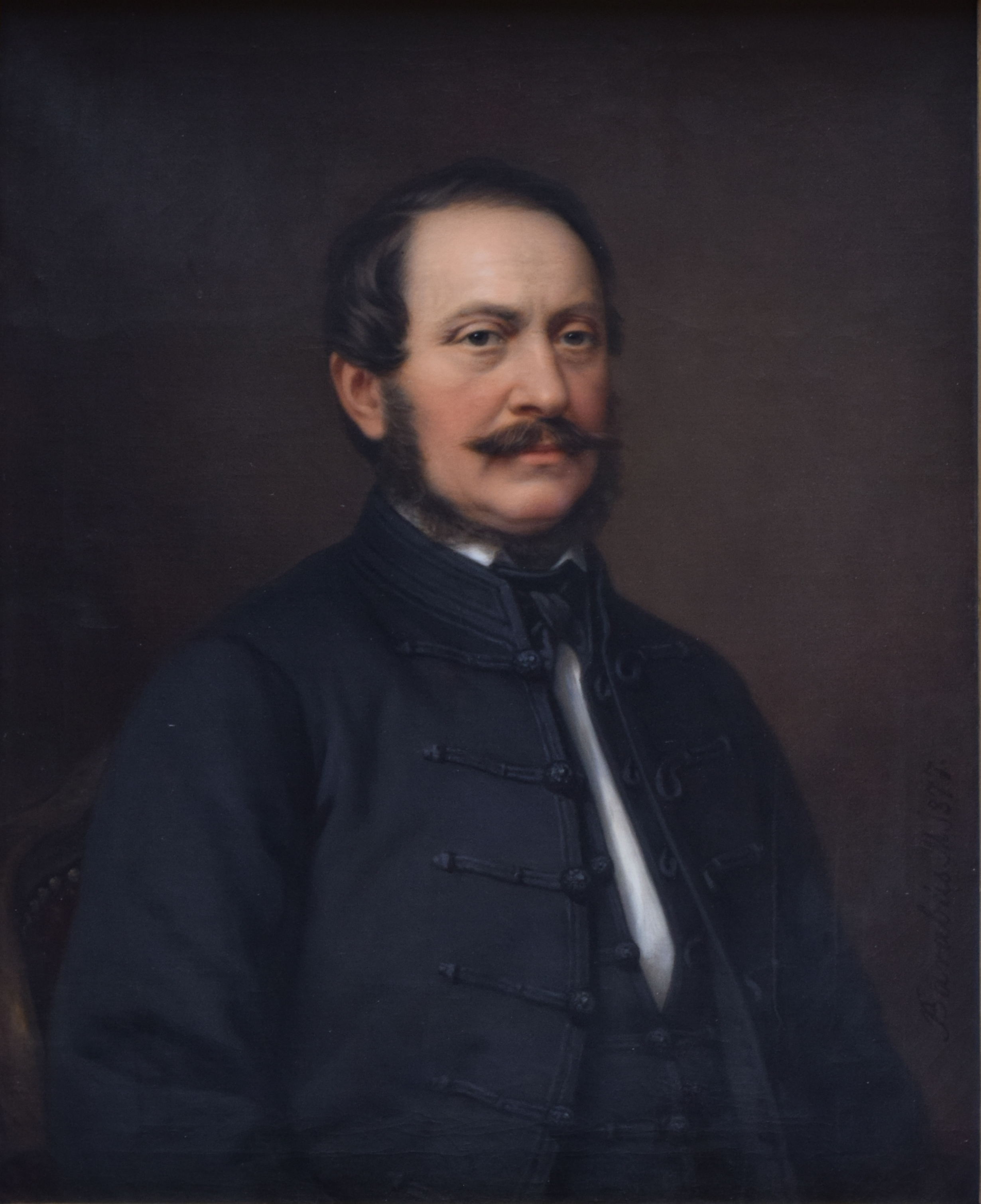
Портрет венгерского писателя Жигмонда Кеменя кисти Миклоша Барабаша, 1877 год. Изображённый одет в чёрный доломан

К XVI веку собственно венгерская одежда вытесняет западноевропейскую в среде феодалов, и не теряет популярности на протяжении последующих двух-трёх столетий. Венгерский дворянский костюм на протяжении XVI века испытывал влияние так и западное влияние: немецкое, итальянское, испанское; так и восточное — турецкое, и, как и в предыдущие столетия, различные стилевые элементы как и западного, так и восточного происхождения совмещались с собственно венгерской одеждой. Однако хорошим тоном среди венгерской знати Раннего Нового времени, XVI-XVII вв., считалось носить исключительно национальный костюм, особенно по большим праздникам, в то время как излишнее увлечение западной модой осуждалось и даже наказывалось (например, могли не пустить на светский приём). Интерес к традиционному костюму демонстрировали и непрерывно правившие Венгрией с XVI столетия Габсбурги, немцы по происхождению, поскольку титул венгерского короля был главным, обеспечивавшим базу габсбургской монархии. Начиная с Маттиаса Габсбурга, правившего Венгрией под именем Матьяш II, габсбургские правители Венгрии непременно портретировались в венгерском костюме (точнее, в одежде венгерской знати) и в нём же короновались на венгерский престол (этот факт являлся отражением общеевропейской традиции: так, на польский престол монархи короновались в польской же одежде). Данная практика, среди всего прочего, символизировала единение правителя с народом Венгрии. Стоит отметить, однако, что структурно (а также по характеру декора) дворянская одежда этого периода мало чем отличалась от простонародной. В первую очередь, крестьянская одежда не заимствовала иностранные элементы и обладала простотой и удобством, в то время как дворяне же, напротив, старались шить одежду из дорогих тканей (в т. ч. иностранного происхождения) и максимально украшать её, используя к примеру, вышивку. Венгерки этого периода носили длинную белую рубаху с широкими рукавами, корсаж на шнуровке (хотя он также мог застёгиваться на пуговицы), широкую юбку и длинный узкий передник. В такую одежду, в частности, облачены мумифицированные тела, хранящиеся в музее Ваца. В XIX веке национальный костюм начинает пользоваться популярностью не только среди дворян, но и среди буржуазии и зародившейся национальной интеллигенции, особенно после «Весны народов» 1848 года, по результатам которой, в частности, входившая в состав Австрийской империи Венгрия получила широчайшую автономию, что впоследствии определило возникновение Австро-Венгрии. В частности, популярность обрели доломаны и мундиры-«аттилы». В XIX веке на основе традиционного венгерского дворянского костюма был разработан церемониальный придворный костюм королевства Венгрии (венг. díszmagyar, нем. ungarische Magnatentracht). Как и в случае с русским придворным платьем, венгерское, взяв за основу венгерский национальный костюм, было модернизировано в угоду модных веяний этого столетия, хотя, по сравнению с русским, сохранив больше деталей от «оригинала»: к примеру, лиф придворного женского платья имитирует традиционный венгерский корсаж. Для особых случаев, например, коронации, как и при дворах других монархий, к женскому венгерскому придворному платья полагался шлейф. Тогда же, после 1848 года и поднявшегося национального самосознания (происходившего на фоне отмирания феодальных пережитков и переходов к капитализму) развитие получает и собственно народная одежда: украшения на одежде становятся более обильными, хотя среди некоторых этнических групп ещё в 1850-е годы был распространена простая льняная одежда с минимумом украшений.
В конце XIX века, в связи с набиравшей обороты индустриализации, на селе стали появляться фабричные ткани и общеевропейская одежда. Из-за этого народный костюм сильно изменился (что особенно выразилось с приходом к власти коммунистов), однако в целом сохранил все свои основные элементы, такие как контур фигуры и структура одежды. Так, мужской костюм шился из фабричного сукна тёмных цветов (синего или чёрного), и состоял из белой рубахи с узкими рукавами, узких брюк, жилета и куртки или пиджака. Такой костюм, ставший фактически общераспространённым среди крестьян в конце XIX-начале XX века, пользуется спросом среди участников танцхазов (подробнее ниже). Женщины же стали носить комплект из кофты и верхней юбки из одной фабричной ткани, в царской России такой комплект назывался «парочкой». Также венгерки могли носить кофту и юбку из контрастных цветов. Пропаганда народного костюма активизировалась в Венгрии в 1930-х годах на ревизионистской и ирредентистской почве (поскольку по итогам Первой Мировой войны Австро-Венгрия потерпела поражение, а собственно Венгрия потеряла существенную часть территорий), а после прихода к власти Гитлера в Германии, движение за народный костюм стало носить ещё и антинемецкий характер; а с конца этого десятилетие движение за народный костюм обрело ярко политическую окраску, в 1938 году оно, будучи сперва общественным, взяло под свою опеку правительство. Движение охватывало широкие слои населения, в отличие от предыдущих лет, когда увлечение народным костюмом было распространено прежде всего среди элиты венгерского общества.
К приходу к власти коммунистов венгерский костюм ассоциировался прежде всего с шовинизмом и фашизмом, однако новое коммунистическое правительство также стало предпринимать меры по защите и изучению народного костюма и традиционной культуры в целом. В частности, создания Института народного творчества, чья задача была сформулирована в плане работы учреждения на 1953 год: «…вдохновлять народ на создание произведений народного творчества, чтобы те все более точно отражали новую жизнь и несли социалистическое слово в массы». Реализация, в частности, предполагала помощь народным мастером с помощью Народного совета по прикладному искусству, созданного в 1953 году, работавшие под его эгидой экспертные комиссии рассматривали и оценивали произведения народного искусства. Благодаря этому в госмагазинах было полно предметов народного искусства, включая народную одежду и аксессуары к ней. Они создавались кооперативами и надомными артелями. Данная продукция обладала высоким качеством, однако из-за нехватки квалифицированных модельеров они подвергались критике за эстетические недостатки. Дизайнер и модельер Каталин Беспреми, одна из ключевых фигур народного прикладного искусства, вспоминала:

Я не жалею об исчезновении этой продукции и не хотела бы, чтобы на прилавках вновь появилось подобное «народное творчество», но мне жаль, что вместе с упразднением созданной в период социализма, хорошо работавшей кооперативной структуры мы потеряли благоприятные возможности для реализации продукции.
В то же время политика ВНР была направлена на уничтожение старого крестьянского уклада, с которым исчезал и собственно народный костюм.
Так или иначе, венгерский народный костюм вышел из повседневного употребления в середине-конце XX века, однако и сегодня он используется в качестве праздничного (например, для похода в церковь в некоторых сёлах). Дольше всех народный костюм сохранялся в отдалённых областях: в горах и некоторых скотоводческих районах, как например, Хортобадьская пуста. Ориентировочно в 1950-1960-х годах среди пастухов, работавших на государственных хозяйствах и производственных кооперативах, возникло движение за возрождение традиционной верхней одежды вроде сюров и полушубков.
Также венгерский народный костюм на данный момент является сценической одежды ансамблей народной музыки и народного танца, а также участников т.н. «танцхазов» — учреждений, где обучают народным танцам, исполняемых здесь в качестве формы досуга. Танцхазы, возникшие в 1970-х годах, посещает в том числе и молодёжь, что способствует сохранению народного костюма. Яркую характеристику даёт один из членов движения с самых первых его дней, Иштван Майер:

Тех, кто ходит в танцхазы, распознать нетрудно: например, по прическе, пышной юбке, тарисне — это все непременные атрибуты. Таких людей видно издалека, в каждом из них есть что-то народное.

Что характерно, венгры-селяне конца XX века, уже не носившие народный костюм, воспринимали увлечение молодёжью танцхазами и соответственно народным костюмом как дикость. Так, известная певица и исполнительница народных песен, участница ансамбля «Muzsikás» Марта Шебештьен вспоминает, что когда она в 1974 году появилась в народном костюме перед своей пожилой матерью, жившей в небольшом селе в медье Ваш, та изрядно удивилась и воскликнула: «Пресвятая Богородица, на кого ты похожа?! Не могла одеться поприличнее?» Многие участники танцхазов настолько увлекались своим движением, что начинали носить народный костюм и в быту, а поскольку движение зародилось в городах, то для непричастных горожан ходившие в народном участники танцхазов были непривычным зрелищем.

## Ткани

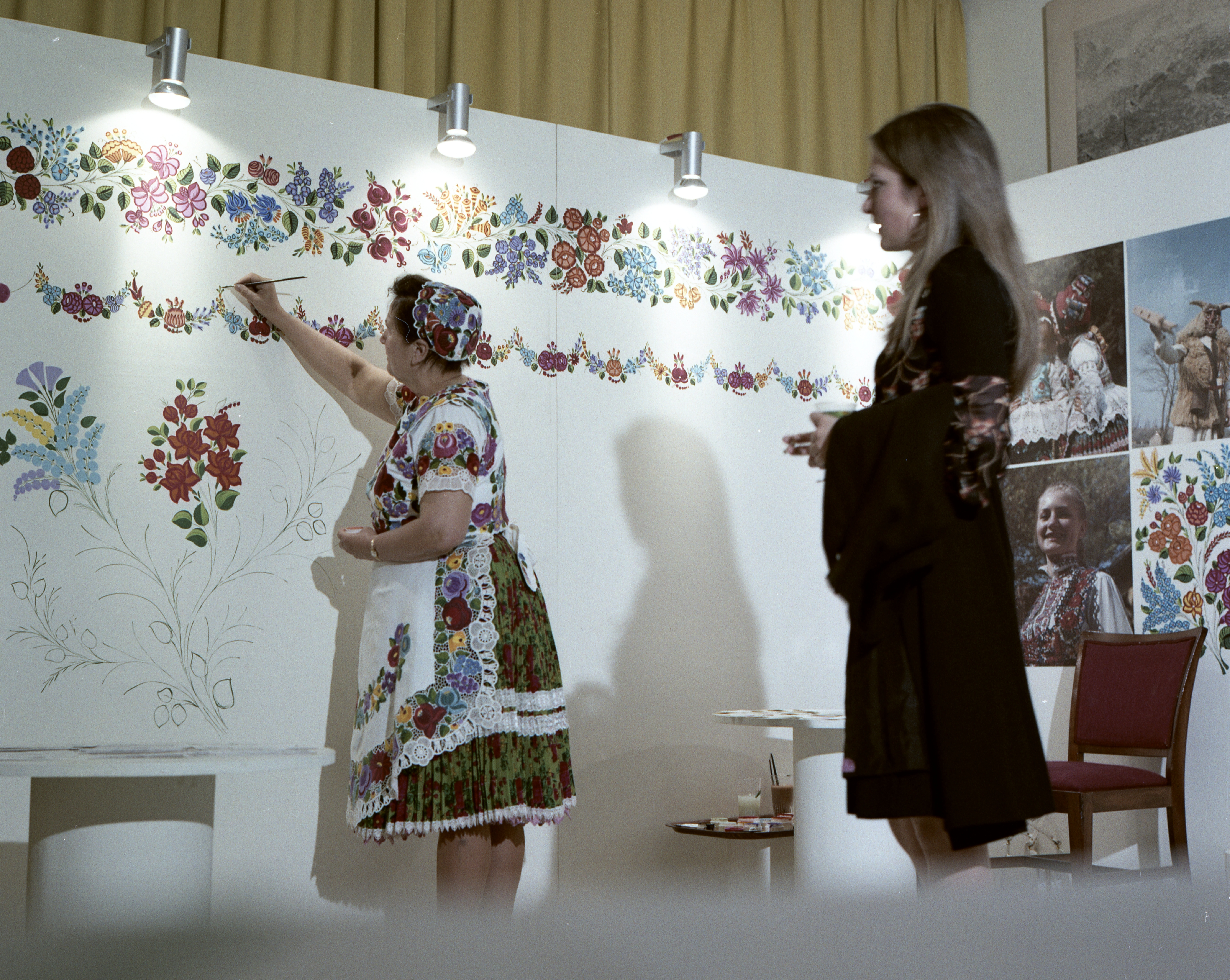
Семинар по традиционной орнаментике Калочи, женщина слева — в народном костюме этого же города, 1973 г.

Из тканей в венгерском народном костюме чаще всего используются холст, полотно и сукно. Вплоть до конца XIX века ткани были преимущественно домашнего изготовления, а собственно одежда изготовлялась у сельских портных, руководствовавшихся прежде всего издревле укоренившимися традициями. Помимо одноцветных тканей, также изготовлялись узорчатые ткани, обычно украшавшиеся геометрическим рисунком, располагавшимся узкими или широкими полосами. На севере Венгрии, в частности, у палоцев в некоторых местах до сих пор сохраняется архаичный способ возделывания и обработки льна и холста. Верхняя одежда традиционно изготовляется из овчины и грубой шерсти. Овчина обрабатывалась как и пастухами, так и профессиональными скорняками. Меховую одежду носили мехом вниз, за исключение м дождливой погоды.
Традиционная цветовая гамма мужского народного костюма — чёрно-белая, хотя дворяне носили одежду ярких цветов. Кроме того, в народном костюме популярны красный и зелёный цвет (по иронии судьбы, они, наряду с белым цветом, составляют флаг Венгрии). В некоторых местах белый ассоциировался со старостью и смертью, поэтому считался траурным, либо же цветом для одежды старух.
Из украшений одежды среди венгров наиболее распространены вышивка и кружевоплетение. Промысел вышивки возник в Венгрии в конце XVII века, несмотря на то, что, как уже было указано ранее, вышивка применялась и ранее. Первые мастерицы-вышивальщицы появились в городах Ходмезёвашархей и Орошхаза. Традиционно суконная одежда украшается шнурами-гайтанами.
Самый распространённый орнамент в венгерском народном искусстве, в том числе и в одежде — растительный. Изображались цветы, листья и бутоны.

## Основные элементы

### Мужская одежда
- Рубаха — шилась из холста, заправлялась в штаны; на севере и западе Венгрии мужская рубаха была короткой (часто с широкими рукавами), в то время как на юге и востоке — напротив, доходила до колен. Впоследствии на большей территории страны получила распространение длинная рубаха (ниже поясницы) и зачастую с очень широкими рукавами. В плече рукава собирались в складки, ввиду чего покрывающая предплечье часть была очень широкой. Такие рубахи ещё в середине XX века носились в Альфёльде. Свадебные мужские рубахи особенно обильно украшались вышивкой.
- Штаны (венг. nadrág) — в целом, по покрою и ареалу распространения разделяются на два вида:
  - Гатья, гатя (венг. gatya) — очень широкие и просторные, полотняные или холщовые штаны белого цвета, носившиеся в центре, на юге и востоке Венгрии прежде всего в тёплую погоду. Штанины гатья доходили слегка ниже голенища сапог, низ штанин мог украшаться бахромой[19]. Порой праздничные гатья изготавливались в 10—12-кратную ширину и собирались в сборку. На талии гатья скреплялись шнурком-гашником (венг. gatyakorc), продевавшимся в специальный проём[1].
  - Узкие штаны — были тёмных цветов, изготовлялись из сукна, носились на западе и севере Венгрии, а также в Трансильвании (где изготовлялись из полотна и вельвета). Изначально, к примеру в XVII веке, обладали лацбантом[20], но в конце XIX века на них стал делаться гульфик современного типа. На протяжении конца XIX-начала-середины XX сильно потеснили гатья. В этот промежуток времени зачастую носили брюки-галифе. Сейчас узкие брюки пользуются спросом у участников движения танцхаза[17].
- Жилет — плотно облегал фигуру по талии.
- Меховая безрукавка — носилась в прохладную погоду в некоторых этнографических группах.
- Кожух (венг. kődmőn, kozsók[17]) — полушубок, тулуп, верхняя одежда из овчины и с разрезом спереди, носившаяся в прохладную погоду. Помимо более распространённых коротких, мужчины носили длинные, доходившие до колен и лодыжек, притом надевая прямо на рубаху. Украшается аппликацией из кусков кожи и вышивкой[17].
- Шуба (венг. bunda) — носилась в холодное время года.

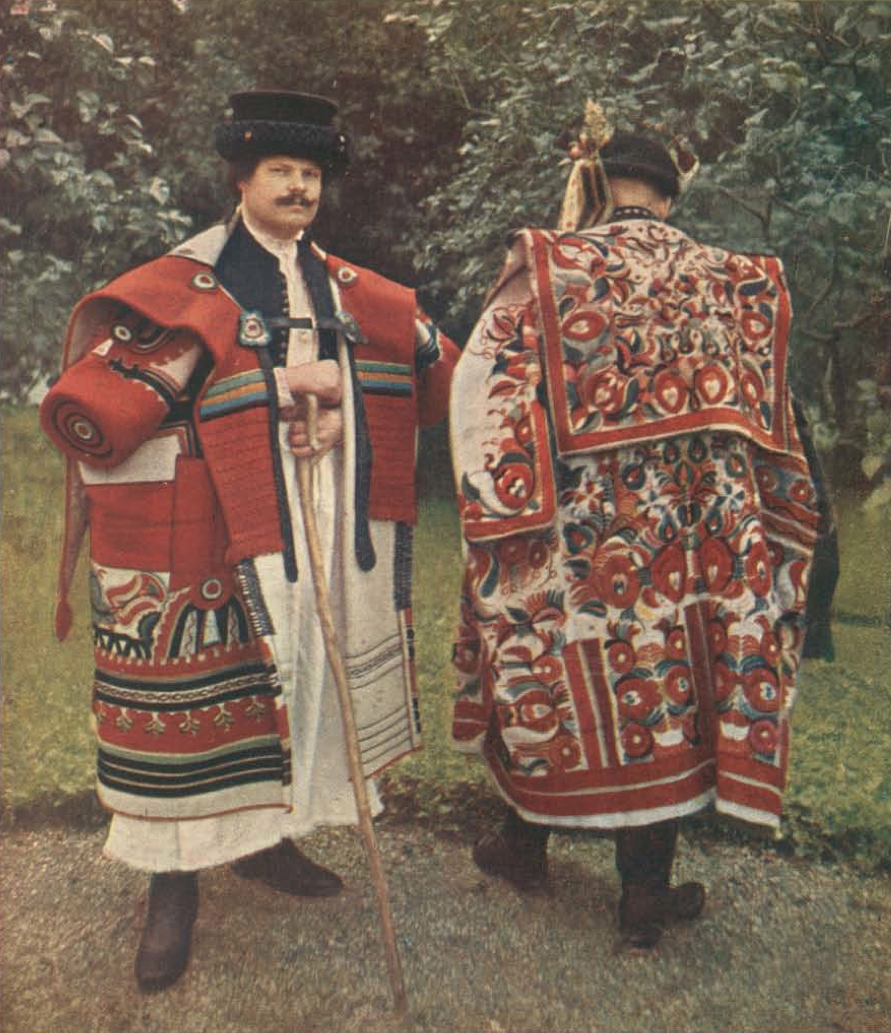
Сюры комитатов Боршод и Веспрем, 1913 г.

- Сюр (венг. szűr) — плащ с рукавами, изготовлявшийся из грубой шерсти или такого же грубого, толстого сукна. Был распространён в скотоводческих (главным образом, овцеводческих) регионах Венгрии — на юге и востоке страны. Порой сюр служил в качестве накидки, а рукава служили карманами. На спине изначально присутствовал капюшон, впоследствии выродившийся в прямоугольный кусок ткани, нередко украшавшийся вышивкой и аппликациями из кусочков сукна. До XIX века сюр считался бедняцкой одеждой. Сюр порой носили ещё в середине XX века, главным образом к востоку от Тисы. Схожую одежду, чугу, носили западные украинцы, русины и поляки.
- Гу́ба (венг. guba) — шуба-накидка из грубошёрстного сукна с длинным ворсом, наподобие кавказской бурки, но обладающая рукавами. Губа обладала очень архаичным покроем. В прошлом у бедняков была одна губа на всю семью. Нередко новая губа носилась женщинами, а донашивали губу уже мужчины.
- Бекеша — зимняя короткая куртка-кафтан с меховой опушкой (по вороту, краям рукавов и подолу) и сборками и складками сзади по талии, названная в честь венгерского военного деятеля XVI века Каспара Бекеша[21].
- Тюсё (венг. tüsző) — широкий кожаный пояс наподобие гуцульского череса в 20-25 см ширину. Носился на голое тело под одеждой, охранял от холода поясницу и живот, а также обладал кармашками для хранения мелких вещей.
- Доломан (венг. dolmány) — короткая и облегающая куртка со стоячим воротом, среди простолюдинов распространённая прежде всего на западе Венгрии, и лёгшая в основу одноимённого гусарского мундира. Традиционный венгерский доломан, в отличие от гусарского, мог доходить не до талии, а до середины бедра или до колен. Изготовлялся он синего или чёрного сукна. Подбивались доломаны чаще фланелью или сукном, мехом доломаны подбивались крайне редко. Доломаны украшались тесьмой, шнуровкой и металлическими пуговицами. Первоначально доломан был дворянским предметом одежды, у крестьян он появляется в XVI веке и продолжительное время его носили обеспеченные крестьяне, лишь к концу XIX столетия доломаны начинают носить и беднейшие крестьяне, бедняцкие доломаны могли быть льняными[22]. Дворянские доломаны XVI-XVII веков были полукафтанами, во многом аналогичными польским жупанам, некоторым типам русских зипунов и турецким кафтанам[23].
- Ментик (венг. mente — плащ, накидка) — с XVIII-го века представляла собой короткую куртку, подбитую мехом, одевавшуюся поверх доломана. Ранее, в XVI-XVII вв. ментик представлял собой короткий верхний кафтан (с короткими же рукавами), также надевавшийся поверх доломана. Подобный ментик хранится, в частности, хранится в стокгольмском Ливрусткаммарене[20].

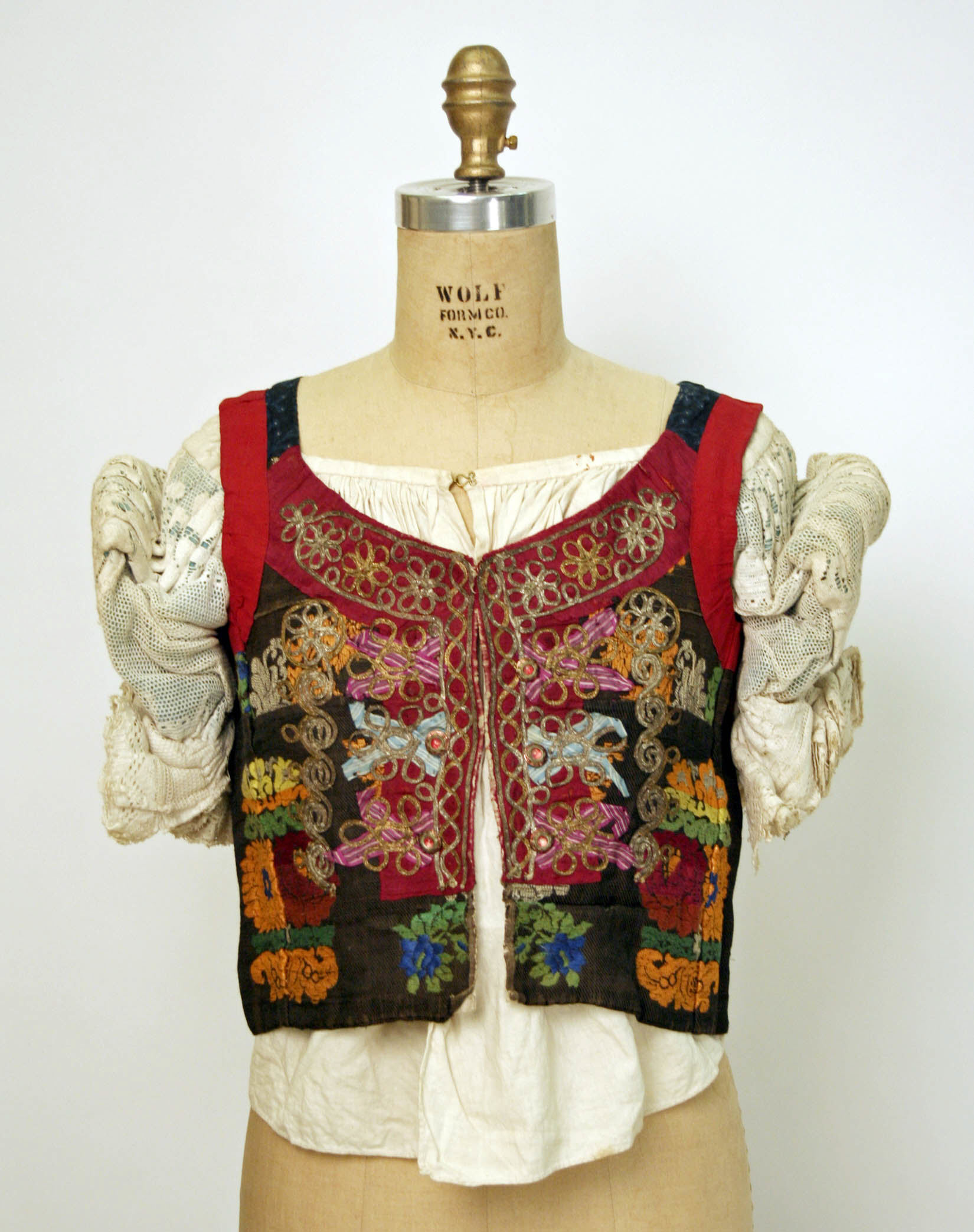
Женский корсаж, из собрания Метрополитен-музея (Нью-Йорк)

### Женская одежда
- Рубаха — как правило короткая, однако прежде женщины носили и долгополые рубахи. Рубахи обладали широкими рукавами, изготавливались из домотканого холста, а впоследствии — из шифона и холста фабричного производства.
- Юбка (венг. szoknyá) — как правило, короткая, до колен или до середины голени, а также широкая.
  - Багазия (венг. bagazia), или мусуй (венг. muszuj), — верхняя полотняная юбка, полностью открытая спереди. Особенность этой юбки состоит в том, что её подол затыкается за пояс, и таким образом из-под фартука и свисающего подола видны нижний край рубахи или нижние юбки. Багазия возникла из обычной юбки, подол которой подтыкали во время работы, в XIX веке стала элементом праздничной одежды[17]. Была распространена среди венгров в Цара Кэлатей (Румыния).
- Нижние юбки (венг. pendelyek) первоначально были нижними частями рубахи. Нижние юбки придавали пышность женскому силуэту, для чего их носили по несколько штук под верхней юбкой. В некоторых местностях Альфёльда женщины носили по дюжину нижних юбок[24]. На востоке Венгрии носили нижние юбки одинаковой ширины по всей высоте, в то время как на севере и западе страны нижние юбки были более широкими.
- Фартук, передник (венг. kötény, surc) — неотъемлемый атрибут женского костюма. В некоторых этнографических группах (например, у матьё или трансильванских калотасегов) его также носили мужчины, но мужские передники обычно отличались от женских[19].
- Корсаж (венг. pruszlik) — безрукавка, носившаяся поверх рубахи и плотно прилегавшая к талии, зачастую изготавливался из бархата. Корсаж украшался вышивкой, металлическими петельками и шнуровкой, и как и мужские жилеты, были весьма разнообразны.
- Лекри, рекли (венг. rékli) — кофта или блузка длиной до талии, носившаяся с юбкой. Изготавливалась из разнообразных тканей: шёлка, бархата, кекфештё (ткани индиго кубового крашения), ситца или фланели. Фасоны кофт также были разнообразными: как и приталенные, так и свободные; как и отрезные по талии, так и под грудью. Возникла на селе под влиянием городской общеевропейской одежды[17].
- Шаль — накидывалась на плечи поверх рубахи и корсажа. Могла украшаться бахромой.
- Кожух — также носился женщинами в качестве верхней одежды, доходил до талии.
- Шуба (венг. suba) — в отличие от мужской, женская представляла собой меховую накидку до талии, преимущественно коричневого цвета.

### Обувь
- Сапоги (венг. csizmát) — были известны ещё древним мадьярам, но наиболее широко распространились лишь в XVIII-XIX веках. Носились и мужчинами и женщинами. Мужские сапоги старого покроя, как правило чёрные, обладают швом не сзади, а сбоку. Женщины-палоцки носили красные и жёлтые сапоги.
- Бочкоры (венг. bocskor) — поршни, кожаная обувь, изготовлявшаяся из одного куска кожи и привязывавшаяся к ноге с помощью шнуров или полосок кожи. В старину носились даже бедными дворянами.
- Онучи — носились под обувь, представляли собой куски ткани и кожи.
- Туфли (венг. papucs) — были распространены на юге страны, носились женщинами, изготовлялись из кожи и бархата и украшались вышивкой. Центром изготовления традиционных женских туфель в своё время был Сегед.

### Головные уборы
- Шляпа (венг. kalap) — самый распространённый мужской головной убор, валявшийся из войлока. В некоторых местах носили соломенные шляпы.
- Кучма (венг. kucsma) — меховая овичнная шапка цилиндрической формы.
- Магерка — невысокая мужская валяная из сукна шапка с круглой или цилиндрической тульей и высоко загнутыми полями. Возникнув в дворянской среде, позднее проникла и в простонародье, и помимо венгров, также бытовала у поляков и белорусов. Магерка могла украшаться пером[25][20].
- Шапки с тканой тульей и меховой опушкой — бытовали главным образом среди дворян, как и магерки, могли украшаться пером.
- Высокий цилиндрический колпак — носился преимущественно пастухами[25].
- Чепец и косынка — самые распространённые женские головные уборы. Существовало множество вариантов чепцов.
- Парта (венг. párta) — праздничный девичий головной убор, отдалённо напоминающий русские кокошник и венец. Сзади парты на спину свешивались длинные шёлковые ленты, количество которых могло различаться.

### Аксессуары
- Тарисня — наплечная сумка-торба. Среди участников зародившегося в 1970-е годы движения танцхазов были популярны тарисни из венгерского села Сик в Румынии (жудец Клуж), поэтому противники движения уничижительно называли их «тарисняками» (с венг. — «сумочники»)[17].

### Причёски
Мужчины древних мадьяр носили чуб-айдар, представлявший собой копну волос на выбритой голове (также он получил распространение среди польских шляхтичей в период т.н. «сарматизма»). Впоследствии, с принятием христианства были заимствованы западноевропейские мужские причёски: мужчины отращивали волосы до плеч или коротко стриглись. Разнообразие венгерских мужских причёсок XVII века демонстрируют гравюры Элиаса Видемана, запечатлевшего на своих портретах около двухсот политических, духовных и военных деятелей Священной Римской Империи, включая Венгрию; особенно это заметно в сборнике гравюр «Icones illustrium heroum Hungariae» 1652 г., где изображаемые обладают и длинными волосами, разделёнными пробором, и чубом (некоторые из изображённых обладают чубами, напоминающими запорожский оселедец), и подстрижены коротко. Среди пастухов-скотоводов был распространён обычая плетения косичек. Однако на рубеже XIX-XX веков длинные волосы среди мужчин вышли из употребления, даже старики отращивали волосы до затылка, как например в Ясшаге. Среди мужчин средних лет и молодёжи распространились короткие причёски общеевропейского образца. Обязательно венгры носили усы, которые, в частности, могли закручиваться. Изредка отращивали бороды. На тех же гравюрах Видемана, изображающих венгров, присутствуют как и усачи, так и бородатые, так и люди без какой-либо растительности на лице, видимо, бритые.
В XIX веке незамужние крестьянки ходили с непокрытой головой, но замужние были вынуждены покрывать свою голову. Ещё в 1930-х годах женщины отращивали преимущественно длинные волосы. Девушки завивали и распускали волосы, замужние женщины закручивали и по-разному закалывали. У палоцев и в некоторых районах Задунавья женщины завивали волосы во множество локонов. Также было распространено плетение кос, в которые вплетались ленты.

## Региональные варианты

### Альфёльд

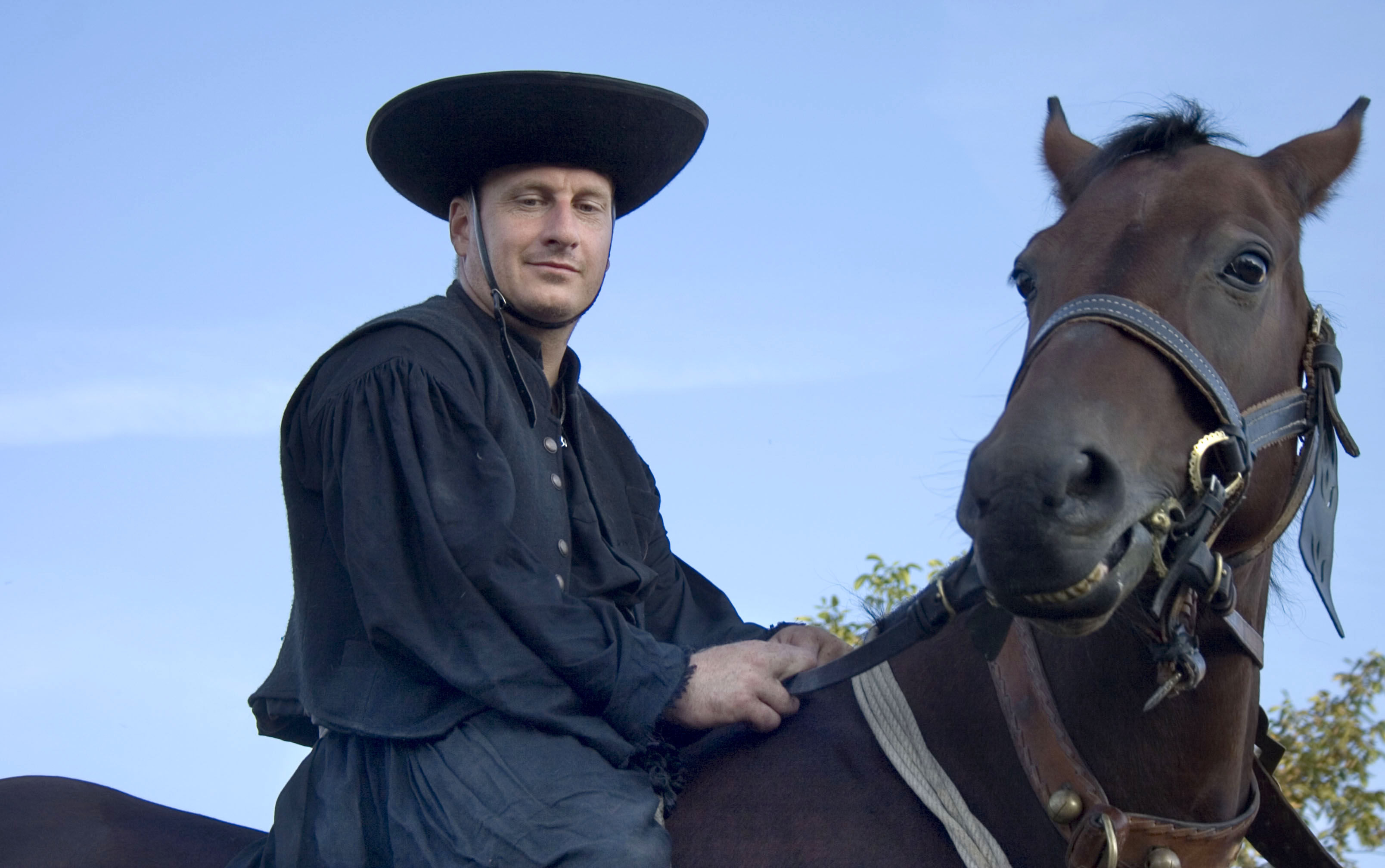
Чикош в хортобадьской одежде на фестивале, 2009 год

Альфёльдсие пастухи носили рубахи и широкие гатья из льна, впоследствии их начали изготовлять из шерсти. Отличительной чертой одежды альфёльдских табунщиков-чикошей (венг. csikós) были широкополые шляпы, носившиеся ещё в конце XX века. Перо, втыкавшееся в шляпу чаще всего с левой стороны, указывало на ранг пастуха и на его состоятельность, так как примеру, позволить себе перья белых цапель были способны немногие из-за дороговизны перьев. для обеспечения водонепроницаемости эти шляпы постоянно смазывались. Чикоши Хортобадьской пусты носили синие рубаху и гатья. Данная особенность, выделяющая хортобадьский костюм среди других, сложилась в середине XIX века, поскольку во время революции 1848-49 гг. многие кавалеристы носили синюю униформу, под впечатлением от которых хортобадьские чикоши и стали красить свою одежду в синий. Обувью служили сапоги, верхней одеждой — сюры, шубы и кожухи. Жившие в долине Тисы землекопы носили бархатные штаны.
Вместо онучей в Альфёльде под обувь носили кожаные футляры, отдалённо напоминавшие мокасины.
Для этнической группы матьё (венг. matyó, матё), проживающей в предгорьях Северовенгерских гор на самой северной границе Альфёльда, характерен особый, уникальный стиль вышивки гладью (хотя в старину применялись гораздо большее количество швов). Главной особенностью является вышивка ярких цветочных орнаментов на чёрном фоне, хотя также используется вышивка по белой ткани. Первоначально использовались лишь красные нити, но затем в палитру добавились зелёный и жёлтый цвета. Мотивы орнаментов вышивки матьё вполне типичны — стилизованные цветы, птицы и спирали. Из мужских предметов одежды активно вышиваются длинные и широкие рукава рубах и жилеты женихов, а из женских — атласные или шёлковые передники чёрного цвета. При вышивке на переднике узоры располагаются плотными рядами, почти полностью скрывая под собой ткань-основу. Промысел вышивки у матьё возник, вероятно, в XIX веке и изначально применялся лишь в постельном белье (самые ранние сохранившиеся образцы датируются серединой XIX века). Расцвета вышивка стала достигать в 1860-1870-х годах в связи с увеличением благосостояния (в частности, в венгерских сельских домах стали появляться т.н. «праздничные» комнаты, предметы интерьера которых отличались наиболее обильным количеством украшений), с 1870-х же годов вышивка начинает применяться и на собственно костюме матьё, заменив выбивавшиеся до этого крестиком геометрические орнаменты. Наибольшей популярности вышивка матьё достигла в начале XX века. Лучше всего народный костюм сохранился в сёлах Холлокё, Римоц, Галгамача, Галгахута и Казар. 6 декабря 2012 года промысел вышивки матьё внесён в список нематериального культурного наследия ЮНЕСКО. В целом, для одежды матьё характерен удлинённый силуэт, в случае женского костюма, подчёркиваемый остроконечным чепцом и узким строгим передником. Мужчины-матё также носили передники, также вышивавшиеся (вышивка располагалась выше узорной ленты, вшивавшейся по подолу), они были чёрного цвета, а более современные экземпляры также обладают бахромой. Более старшие, и мужчины, и женщины, носили более простые передники, в том числе полностью чёрные и без каких-либо украшений. Мужские же рубахи вышивались по вороту, груди и длинным и широким рукавам, в вышивке первоначально использовались красные, синие и иногда жёлтые нити, но в начале XX века стала применяться вся палитра вышивки матьё. Жилеты матьё изготовлялись из чёрной шерсти, украшались пуговицами и шнуровкой-сутажем. Из штанов мужчины-матё носили гатя, впоследствии также проникли и узкие штаны. В формальных случаях мужчины-матьё повязывали вокруг шеи узкий шёлковый платок. На голове мужчины матьё носили небольшую фетровую шляпку с округлой тульей наподобие котелка, которая могла украшаться лентами и перьями. Мужская традиционная одежда у матьё вышла из употребления после Первой Мировой войны и с тех пор используется исключительно в качестве праздничной. Женский же традиционный костюм в середине XX века носили по большей женщины старше 40 лет и иногда некоторые девушки.
Также вышивка гладью развита в городе Калоча (медье Бач-Кишкун), являющимся неофициальной «столицей» Альфёльда, и окрестных поселениях. Её главной особенностью является вышивание яркими разноцветными нитями по белому фону (всего палитра калочской вышивки насчитывает до 22 цветов). Прежде всего вышиваются основные детали женского костюма, являющиеся белыми: рубаха, корсаж и передник. Рукава у рубахи короткие, концы — фестончатые, украшаются кружевом (например, бродери англэз и ришелье); вышиваются рукава, а также область чуть ниже горловины, сейчас используются цветные нити, но раньше рубаха вышивалась белым по белому. Корсаж изготавливается из льна или хлопка, с разрезом спереди, порой вышивка на корсаже комбинируется с кружевом или же основная часть изготавливается из ришелье и вышивается поверх. Нательная нижняя юбка калочского женского костюма узкая, поверх неё несколько нижних юбок. Верхняя юбка — плиссированная, как правило, шьётся из однотонной ткани, например, синего, фиолетового, зеленого, розового или красного цветов. Посередине юбки, а иногда по подолу пришивают одну-две полосы ткани или вышивки. Чтобы не помять юбку во время сидения, садясь, её приподнимают и садятся на нижние юбки. Передник изготавливается иль льна или хлопка, и закруглён снизу. Передник служит основным средством демонстрации навыков вышивки, помимо неё, передник также украшается кружевом по краям. Традиционно носят белые вязаные чулки, но сегодня также носят и белые колготки. Женской обувью в традиционном калочском костюме служат туфельки-мюли без задника, сделанные из красной кожи. Девичьим головным убором служила лента, повязывавшаяся на голове в виде банта, замужние женщины носили небольшой чепчик, также белого цвета, и также активно вышивавшийся. Чепчик носился на затылке, и обладал типичным для чепцов кроем: округлая спинка, с прямоугольной деталью спереди или сверху. В старинных экземплярах калочских чепцов также был рюш по нижнему краю. В мужском костюме активно вышивается вырез на рубахе, на вороте и манжетах. Также калочский мужской костюм включает в себя чёрные шляпу, жилет и узкие брюки, иногда галифе. Возвращаясь к калочской вышивке, её узоры являются вполне типичными растительными: вышивают цветы, листья, бутоны, колосы, паприку, а изредка и ягоды. Конкретно из цветов изображают розы, фуксии, лилии, хризантемы, ромашки, горечавки, нарциссы, пионы, васильки, незабудки, анютины глазки, гвоздики и так далее. Помимо одежды, калочская вышивка используется для украшения полотенец.

### Куншаг

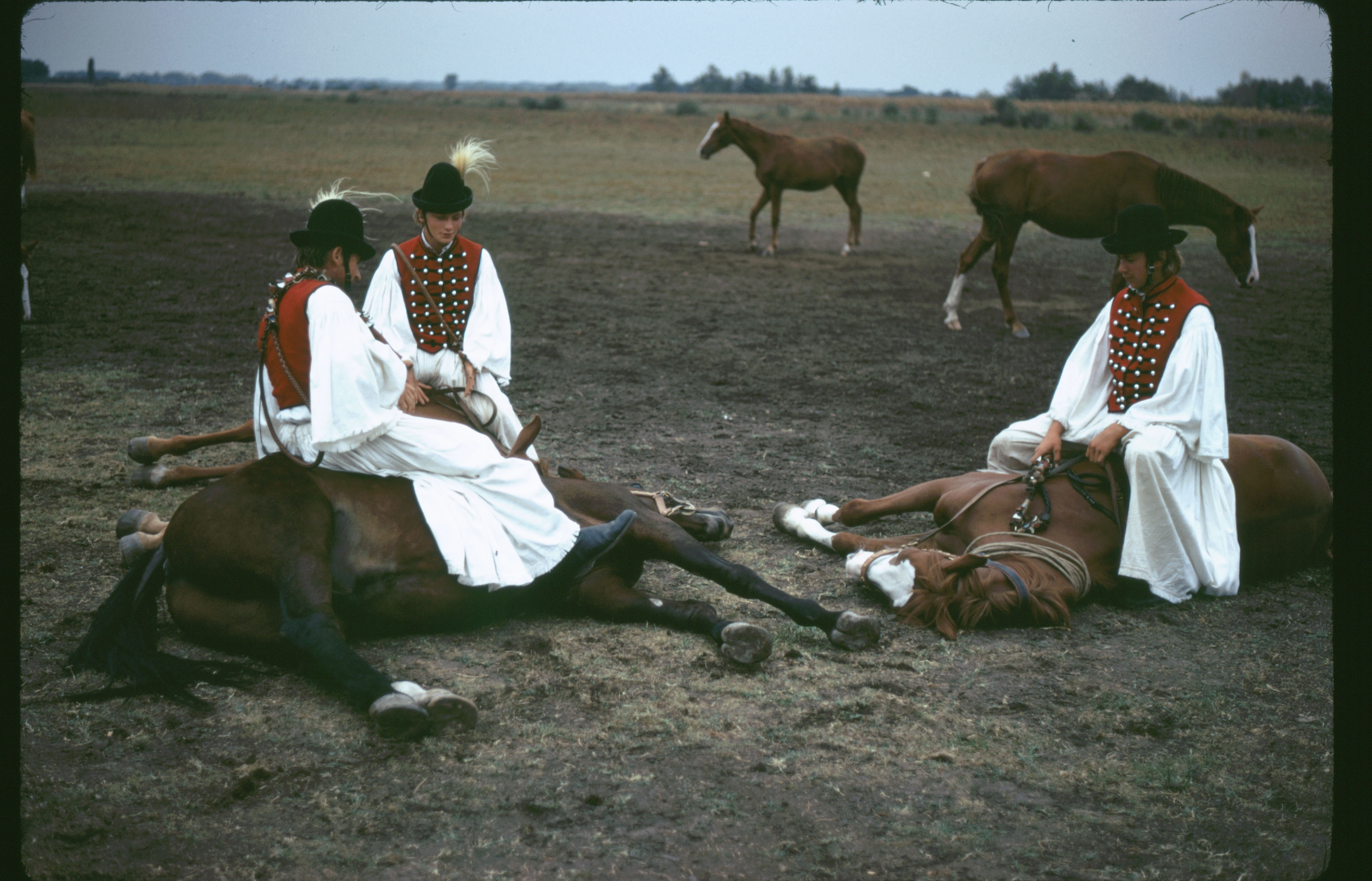
Чикоши пусты (предположительно Куншаг) в народных костюмах, 1973 г.

Своя традиция вышивки характерна и для Куншага, и значительно отличается от других венгерских. Несмотря на то, что как и везде, используются цветочные орнаменты, кунашгская вышивка использует необычные цвета, вроде розового, бежевого и коричневого. Узоры окаймлены прямыми линиями или зигзагами. Из швов используются атласный, стебельчатый и тамбурный. Сейчас вышивка осуществляется с помощью плотного шерстяного мулине.
Одежда пастухов Надькуншага (т.е. Верхнего Куншага) во многом была близка хортобадьским пастухам. Одежда Кишкуншага (Нижнего Куншага) сохраняла архаичные элементы до конца XX века, если не сохраняет до наших дней. Типичным кишкуншагским костюмом является костюм села Бугач (медье Бач-Кишкун). Пастухи носили на голове шляпы с высокой округлой тульей, поверх рубахи и гатья носили жилеты, обильно украшавшиеся серебряными пуговицами. Гуляши — пастухи, пасшие крупный рогатый скот (именно в их среде возник одноимённый суп, ставший самым известным блюдом венгерской кухни) — носили шубы, и наиболее красивые были именно у кишкуншагских. Гуляши меньшего достатка носили сюры.
Помимо шляп, в Куншаге были широко распространены магерки.

### Ясшаг
В Ясшаге память о народном костюме дольше всех сохранялись в селе Ясдожа (медье Яс-Надькун-Сольнок), что подтверждалось опытом этнографических экспедиций 1950-х годов. До 1870-х гг. одежда изготовлялась из домотканого полотна, а у бедняков — до рубежа XIX—XX веков (хотя ещё в середине XX века полотно-домотканина использовалась для изготовления скатертей, полотенец, простыней и половиков). Мужчины носили рубаху, гатья, а на голове — шляпу с округлым верхом и плотно прилегавшими полями (венг. pörgekalap). Наиболее была распространена плотно прилегавшая к телу рубаха с длинными рукавами, оканчивавшимися узкими манжетами на запястьях и застёгивавшимися на пуговицы. Пастухи носили похожу рубаху, до длиной до пояса и с расклёшенными рукавами. Будничные гатья были неширокими, праздничные были плиссированными и украшались бахромой. Люди состоятельные до 1870-х годов по праздникам также носили узкие штаны. По праздником надевали суконный жилет-безрукавку (венг. lajbit) светло-голубого цвета, украшенный серебряными кружевами. В качестве верхней одежды богатые крестьяне носили шубы, а бедняки — куртки (венг. posztókabát) из сукна и кастора. Обувью бедных крестьян служили сапоги зимой и бочкоры летом, богатые крестьяне носили сапоги круглый год. В конце XIX века мужской костюм подвергся сильному городскому влиянию, и стал частью общераспространённого из белой рубахи, узких штанов, жилета, фетровой шляпы и сапог; а в качестве верхней одежды — полушубки. Такую одежду широко носили в Ясшаге ещё в середине XX века.
Базовый комплект старинного ясдожского костюма состоял из двух нижних юбок и рубашки, либо без рукавов, либо с рукавами. В таком виде ходили дома, выходя на улицу, надевали верхнюю юбку из льна, часто поверх рубахи надевали блузку. Выходя на улицу, на голову повязывали платок. Девушки распускали волосы и плели косы, в которые вплетались красные ленты. На ногах носили туфли и башмаки. Праздничная женская одежда второй половины XIX века была красочной, и находилась под сильным влиянием городской моды. Однако в 1920-е гг. его окончательно сменила сшитая на заказ одежда из фабричных тканей. Старинный праздничный костюм Ясдожи, наибольшую красочность приобретший в последних десятилетиях XIX века, носили короткую рубаху из тонкого полотна, накрахмаленные нижние юбки, верхнюю юбку, вышитый золотом и серебром корсаж; на плечи набрасывали шаль. Длина и количество юбок менялось со временем: если в XIX веке носили по 4-5 юбок, то в XX веке — только две; в старину юбки доходили до лодыжек, а впоследствии — до голени. По-видимому, на ношение большого количества нижних юбок повлияла одежда соседних палоцев: так, в расположенном в 5 км от Ясдожа селе Тарнаёрс (Хевешский яраш одноимённого медье) носили по 10-12 юбок. Рубаха обладала короткими сборчатыми рукавами. Верхние праздничные юбки изготовлялись из шёлка и реже тафты, женщины и девушки победнее носили батистовые юбки. Цвет юбок был разнообразен, особой популярностью пользовались розовые. Корсаж изготовлялся из бархата и тафты разных цветов: голубого, зелёного и т.д. Шаль носили крест-накрест, покрывая перед корсажа. Поверх чулок (часто белых) носили высокие туфли фабричного производства, летом — также и низкие туфельки. Невесты и молодухи до рождения второго-третьего ребёнка носили чепцы, примером которых может послужить экземпляр из музея ясов, расположенном в Ясберень и датирующийся 1874 годом. Чепец выполнен на бархатной основе с очень обильным серебряным шитьём. Женщины средних лет носили юбки тёмных цветов, кофты (зимой — с толстой подкладкой), на голове носили косынку, подвязывавшуюся под подбородком. Праздничный костюм украшался богатой тесьмой и золотыми кистями, которые крестьяне едва могли позволить из-за высокой цены. Поверх юбки на талии повязывался фартук (венг. kecele) с ажурным краем. Обувь была аналогичной, однако чулки были темнее, например, коричневого цвета. Старухи носили одежду чёрного цвета. Верхней одеждой служили шубы и тулупы, последние широко использовались в Ясшаге ещё в середине XX века.

### Матра
Проживавшие в этом нагорье (в составе Северовенгерского горного массива) свинопасы-кандаши носили брюки чёрного цвета.

### Палоцфёльд
Среди этнической группы палоцев, проживающих в предгорьях Матры и Бюкка (северная Венгрия), половцев по происхождению (что и отражено в названии), в старину была распространена вышивка крестиком, однако в первой половине XX века она была заменена ручной гладью. Среди палоцев вышиваются главным образом передники: белые — красными и синими хлопчатобумажными нитями, а чёрные – многоцветной шерстяными и шёлковыми нитями. Ещё в середине XX века народный костюм был широко распространён. Среди палоцких вариантов народного костюма особо стоит отметить костюмы ряда деревень под городом Сечень: Холлокё, Римоц и Надьлоц (все перечисленные пункты входят в состав медье Ноград). Мужчины из этих сёл носили льняные рубахи, скромно расшитые, а поверх — чёрный жилет, украшенный пуговицы, цвет которых зависел от возраста носителя — красный, зелёный, синий. На шею повязывали платок с яркой вышивкой по низу. Женские рубахи изготовлялись чаще из льна, реже из тюля, на плечи набрасывали узко сложенную шаль, из-под которой виднелась существенная часть рубахи. Состоятельные женщины и девушки носили кожаный корсаж, украшенный вышивкой. Юбки, как правило, были синего цвета. Девушки носили бусы ярких цветов, замужние женщины средних лет — синие или зелёные, а старухи не носили бус вовсе. Кроме того, девушки вплетали в свои косы разноцветные ленты, а замужние женщины сложным способом повязывали косынку, полностью закрывавшую лоб.

### Задунайский край

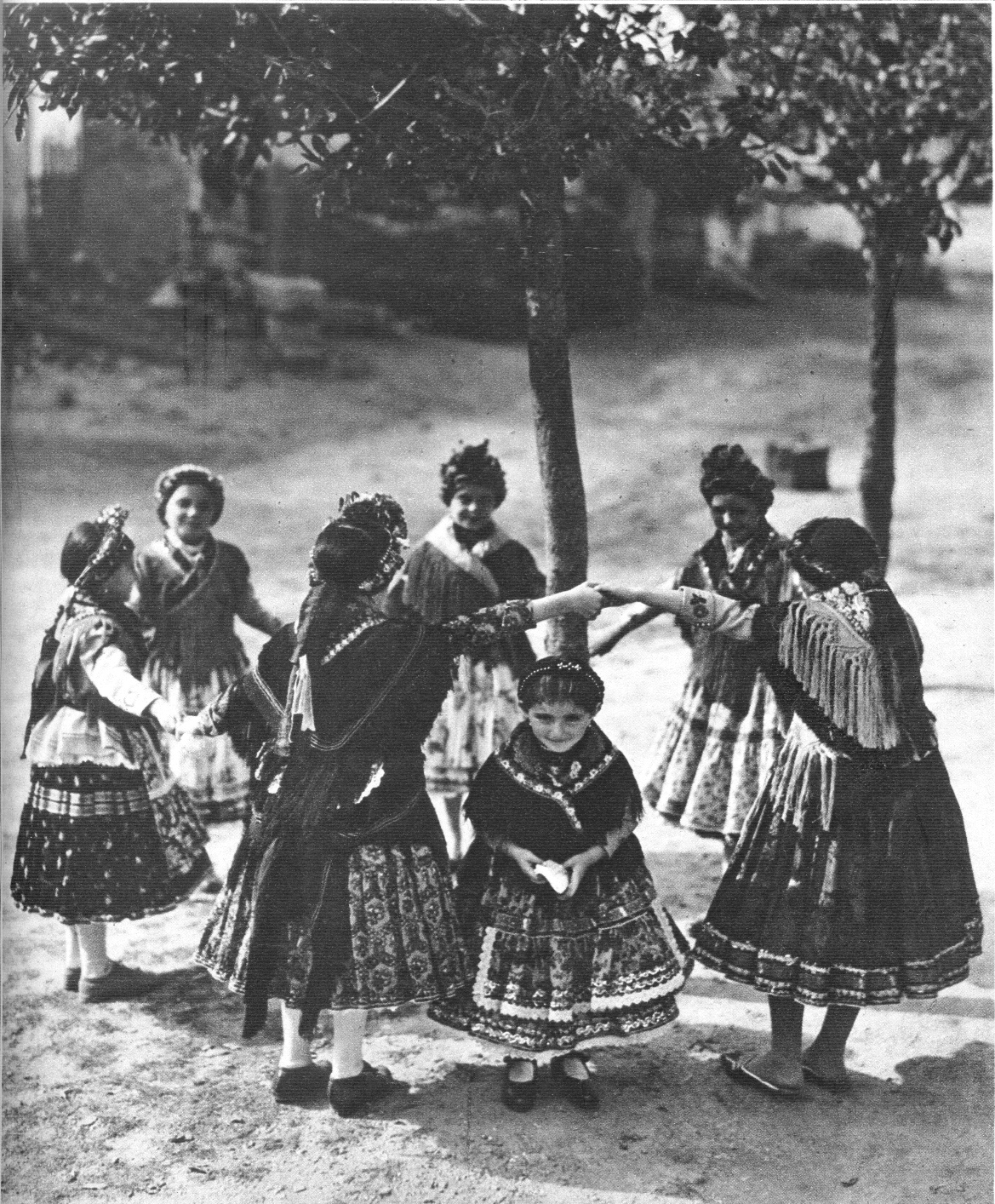
Хоровод (до 1930 г.), девочки одеты в шаркёзский народный костюм

Народные костюмы Задунавья благодаря своему расположению на самом западе Венгрии, являются наиболее вестернизированными: западное влияние проявляется как и в материалах, так и в предметах одежды. Также на одежду задунайских венгров повлияла одежда хорватов и словенцев, юго-западных соседей, а кроме того, поскольку Дунай проходит в том числе и по южнославянским землям, традиции, к примеру сербского, а также других южнославянских костюмов проникли на север, в область расселения венгров.
В области Шаркёз, расположенной в Задунайском крае, до сих пор сохранился промысел изготовления изделий ручного тканья, таких, как узорчатые подушки и скатерти. Самый часто встречаемый узор — пара птиц в окружении звёзд и сердечек. Касемо вышивки, в Шаркёзе распространены узоры, схожие с таковыми к венгерской дворянской вышивке XVI-XVII вв. В частности, довольно разнообразными узорами вышиваются чепцы, вышивка производится белыми нитями по чёрному фону. Позже таким же способом начали вышивать скатерти. Женщины и девушки из Шаркёза ещё в 1950-е годы носили платья из тяжёлого броката (парчи) или из тонких прозрачных тканей, украшавшихся тюлем и кружевами. Также шаркёзки (как и палоцки) носили юбки и кофты старого покроя, но с новыми, покупными чулками и ботинками. Более старинный женский костюм состоял из длинной рубахи из тонкого льна с короткими сборчатыми рукавами (манжеты обычно собирались чуть выше локтя), которые могли вышиваться, льняной широкой и плотно собранной нижней юбки, ещё трёх-четырёх нижних юбок, верхней юбки из парчи или набивных тканей и передника. Обычно к середине юбки пришивалась лента или ряд лент, подол юбки часто обтачивался широкой лентой из контрастного материала. В прохладную погоду, а также для торжественных случаев поверх рубахи носили корсаж на шнуровке и с разрезом спереди. Дабы придать одежде нарядный вид, на плечи накидывали богатую шаль с бахромой. Впоследствии в обиход вошла кофта-блузка, обладавшая кокеткой и узкими рукавами, и изготовлявшаяся из дамаста и набивных тканей. В прохладную погоду, а женщины определённого возраста — круглый год, носили жакет с длинными узкими рукавами и высоким вырезом. Передник иногда мог украшаться длинной шёлковой бахромой, в старину он изготавливался из контрастных юбке тканей, а сейчас же — из той же ткани, что и юбка. По низу и двум боковым сторонам фартука пришивались ряды лент. Старухи носили белые передники. На шее женщины носили ожерелье из бус, нанизанных на сетку. Начиная с конфирмации, праздничным девичьим головным убором служил сложный трёхчастный венок из цветов, украшавшийся лентами сзади. Молодухи носили особые чепцы (венг. főkötő), характерные только для Шаркёза. Эти чепцы изготовлялись из чёрной материи, и вышивались белыми нитями. Сзади завязывались белые ленты. На парту нашивали по пять, семь или девять рожков.

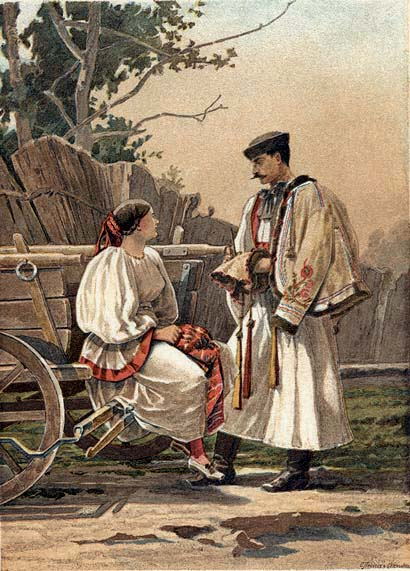
Костюм Орманшага, гравюра по рисунку Арпада Фести, конец XIX века

В отдельных районах Задунавья долгое время в одежде преобладал белый цвет (хотя прежде в этих областях белый цвет был траурным) и простые линии. Старухи постепенно заменяли одежды из синих тканей на одежды из тканей белого цвета. К примеру, белый в качестве траурного (и старушечьего) сохранялся в области Орманшаг, расположенной в пойме Дравы (юго-запад Бараньи) неподалёку от границы с Хорватией. Вообще, орманшагский костюм сохранял очень много архаичных черт. Девушки, ходившие с непокрытой головой, носили две разделённые косы, украшавшиеся вплетавшимися в них лентами; замужние женщины носили чепцы, чей цвет различался в зависимости от возраста: молодухи, женщины до 35 лет, носили красный чепец; с возраста 35-40 лет красный цвет в чепце смешивался с синим; затем на чепце появлялись белый и зелёный цвет; а с 50 лет чепец, лишённый всяких украшений, был полностью белым. По праздникам женщины и девушки носили тюлевую рубаху. Юбка изначально была белая, но с начала XX века среди старух под влиянием моды начинает набирать популярность чёрный цвет, и к середине этого же столетия чёрный стал доминирующим, почти вытеснив белый.
В селе Шиоагард платья украшаются вышивкой цветной гладью.
Довольно отрывочные сведения о народных костюмах области Гёчей (венг. Göcsej, медье Зала) и села Хетеш (венг. Hetes, медье Шомодь). Старинные мужские рубахи не доходили до талии, однако впоследствии, во второй половине XIX века в обиход вошли длинные рубахи, вышивашиеся белыми нитями по белому. В середине XIX века простые гатя с одним-полутора швами были заменены гатья с пятью-шестью швами, обладавшими бахромой по низу штанин, и носившимся по праздникам. В то же время появились узкие брюки. Девушки отращивали длинные косы, порой доходившие до пят, замужние женщины собирали волосы в пучок, наматывая их на специальную деревяшку (венг. fakontyra), впоследствии она была заменена аналогичным изделием из картона. Поверх пучка женщины надевали льняные чепцы. Юбки также были сделаны из льна. И зимой, и летом носили бочкоры.
Довольно интересные причёски носили девушки села Тёрёккоппань (медье Шомодь): они, в отличие от других мест, собирали волосы в пучок, как и замужние женщины. Поверх него надевали чепец (венг. kis pille), обильно украшавшийся жемчугом. Праздничные юбки изготовлялись из бархата. Мужчины носили рубахи навыпуск, поверх гатья, низ мог украшаться кружевом. К тёрёккоппаньскому костюму близок костюм села Дёбрёкёз (медье Тольна), даже несмотря на очень сильное влияние города. Кроме того, с тёрёккоппаньским костюмом схожи костюмы поселений в долинах рек Коппань и Капош. С начала XX века женихи накалывали на лацканы своих пиджаков банты из длинных белых лент.
Баконьские свинопасы-канасы носили шляпы цилиндрической формы, с закрученными кверху полями.
В Задунавье поверх чепцов одевали плат (венг. bíbor) из очень тонкой льняной ткани, наподобие восточнославянского убруса, и представлявший собой длинный узкий отрез ткани прямоугольной формы, прикреплявшийся к каждой стороне чепца с помощью булавок. На концах он вышивался шёлковыми или металлическими нитями, первоначально использовался геометрический узор, хотя впоследствии к нему также добавился и растительный. Такой плат до сих пор сохранился у некоторых трансильванских венгров, например, калотасегов, а вышивка на концах также стала использоваться для оформления скатертей, платков и полотенец. Кроме того, в Задунавье (к примеру, в тех же Гёчее и Хетеше) носили поверх чепцов другой характерный убор — пача (венг. pacsa), отдалённо напоминавший капюшон, изготовлявшийся из полотна и крахмалившийся. Схожие головные уборы были известны и у хорватов.

### Диаспора

#### Румыния
До сих пор трансильванские венгры ходят в церковь в народном костюме, поскольку данная привычка является важным средством национальной самоидентификации. Женский корсаж нередко выкраивался вместе с юбкой, в результате чего готовое изделие напоминало сарафан.
Среди секеев каждая социальная группа общества обшивала одежду шнурами определённого цвета.
Венгерки из области Цара Кэлатей (рум. Țara Călatei), она же Калотасег (венг. Kalotaszeg), также, как и палоцки, носили сапоги красного и жёлтого цветов. Вышивка на калотасегских женских рубахах весьма обильна, равно как и на венгерских женских рубахах коммуны Риметя (она же Тороцко) в жудеце Алба. Так же обильно украшены калотасегские женские фартуки. Мужчины-калотасеги поверх жилета носили синее суконные пальто-буйки, прилегавшие к талии. Калотасегский костюм в целом является одним из наиболее красочных среди народных костюмов за пределами Венгрии.
Чангоши, этническая группа венгров, живущая в румынской Молдове (не путать с Республикой Молдавией), также довольно долго, ещё в середине XX века, сохраняли элементы народного костюма. Чангошки поверх нижних юбок обертывали кусок цветной шерстяной ткани, укреплявшимся на талии шерстяным поясом (венг. katrinca). Так же поступали женщины на западе Венгрии.

#### Словакия
Народный костюм венгров, живущих в окрестностях бывшего города Зобор (ныне часть города Нитра), отличаются многокрасочностью.

## Влияние на общеевропейский костюм и военную форму
Влияние на иностранную одежду венгерская начинает оказывать ещё в XVI-XVII веках, прежде всего это влияние распространяется на страны Восточной Европы, в частности, Речь Посполитую и Московскую Русь. В частности, именно из Венгрии на Русь пришла отделка одежды шнурами, а бекеша стала одним из самых первых иностранных элементов одежды, заимствованными москвитянами в XVI в.. В XVII веке на Руси венгерская одежда, наряду с польской, была популярной альтернативой западноевропейской одежде, неоднократно запрещавшейся на протяжении столетии. Особо популярной венгерская одежда стала в последнюю четверть XVII века, к чему, в частности, косвенно подтолкнул указ Фёдора Михайловича от 22 октября 1680 года, запрещавший служилым людям традиционные долгополые одежды — охабень и однорядку — на службе в целях сокращения убытков (хотя ношение нерусской одежды всё равно преследовалось). Так, австрийский дипломат, секретарь австрийского посольства в Москву в 1698-1699 гг. Иоганн Георг Корб вспоминал, что «платье они [мужчины-москвитяне] некогда имели общее с татарами, потом стали одеваться изящнее, на польский лад; теперь их одеяние всего больше похоже на венгерское». Царь-реформатор Пётр I до Великого посольства и последующей масштабной вестернизации страны любил носить венгерскую одежду. При нём, в 1695 году, по венгерскому же образцу была создана новая униформа русской армии, продержавшаяся, однако, довольно непродолжительное время и достаточно быстро заменённая общеевропейской. Также в самом начале своего существования, в XVI веке, одежду, приближенную к венгерской, носили запорожские казаки: в частности, магерку (вышедшую из употребления среди запорожцев в начале XVII века) и узкие штаны (шаровары появятся только к XVII веку, будучи заимствованными у восточных народов, став непременной частью одежды запорожского казачества). Также по венгерскому образцу была создана униформа выбранецкой (т.е. выборной) пехоты армии Речи Посполитой, кроме того, доломан носила и польская знать. В XVIII веке такой изначально венгерско-польский род войск, как гусары, распространяется в вооружённых силах практически всех стран Европы, включая Российскую Империю. Гусарская униформа носит в себе следы венгерской дворянской одежды, в частности, венгерского происхождения куртка доломан (доходила до талии, обладала дои 18 рядов петель) и лосины-чакчиры. Однако начиная с 1849 года сами венгерские гусары начали переходить с доломана на более удобный мундир-«аттилу», также основанный на национальном костюме. В русских гусарских полках кафтан подобный мундир был введён в 1845 году, кроме того, среди русских гусар похожий на «аттилу» однобортный полукафтан длиной выше колен с пятью рядами застёжек-петель получил название «венгерка» (хотя так же назывался и доломан), а с 1866 года это название было официально закреплено в гусарских полках РИА, хотя ещё в конце XVIII века русские гусары называли венгеркой длинные куртки с пятнадцатью рядами петель, без кушаков, носившиеся вне строя. Кроме того, гусарский головной убор — шапка с цилнидрической меховой тульей и небольшим шлыком с кисточкой на конце — был основан на венгерской кучме. Такая шапка украшалась султаном, плюмажем или металлической бляхой. Во Франции такая шапка, известная под названием «кольбак» (фр. colback), была частью элитных гусарских и шассёрских (егерских) полков армии Директории, а затем в великой армии Наполеона. В то же время в гусарских полках русской армии шапка со шлыком в 1803 году была заменена на кивер (также венгерского происхождения). В России бекеша вновь получила популярность в 1750-х годах.
Повлияла венгерская одежда на общеевропейскую и в XIX веке, во время расцвета национально-освободительных движений и романтического национализма, гусарская форма также стала оказывать влияние ввиду особого положения гусар в европейских армиях и престижности службы. В частности, среди русских деревенских помещиков начала-середины XIX века был популярен такой предмет одежды, как венгерка, которая, однако, имеет мало общего с гусарской курткой. Это короткая суконная куртка, отделанная шнурами по швам и на груди, подражая таким образом доломану и ментику, хотя носили её даже не имевшие отношения к военной службе. Во второй половине XIX века венгерка выходит из моды, хотя, исчезнув из мужского гардероба, повлияла на женский и детский. Так, в 1870-х годах в России стал модным костюм «Денис» — изящный дамский жакет, отделанный по образцу гусарской формы времён Отечественной войны 1812 года. Во второй половине XIX века также вошли женская одежда, напоминавшая и доломан, но петли были в тон основной ткани, а не контрастные, как на настоящих доломанах. На петли, как и на венгерке и доломане, застёгивалась и другая мужская домашняя одежда XIX века — курительный пиджак, или пиджак для курения, представлявший собой короткую куртка с бархатными лацканами. Бекеша же с середины XIX века значительно укоротилась. В Германии словом «Pekesche» называлась короткая куртка с четырьмя-пяти рядами петель и стоячим воротом, наподобие венгерки, которую носили в том числе члены студенческих братств. По цвету шнура, проходившего по борту бекеши, вороту и клапанов карманов, можно было догадаться, к конкретно какому братству принадлежит тот или иной студент. Также немецкая студенческая бекеша была известна под названием «пивной китель» (нем. Kneiprock).
В начале XX века в Австро-Венгрии, помимо собственно гусар, доломан носила пехота гонведа и венгерские генералы. В 1906–1908 гг. Аладар Кёрёшфёи-Криш выдвинул теорию, что модные в то время и вредные для женского здоровья платья с корсетом следует заменить на одежду, восходящую к народной, а его единомышленница, художница Маришка Унди, разработала фасон платьев на основе женского венгерского народного костюма, которое критик Артур Элек в своей статье в журнале «Magyar Iparművésze» назвал «облагороженным и усовершенствованным вариантом народной одежды». Эта одежда представляла собой платья современного покроя, изготовленные в разных техниках, переработанные в стиле ар-деко и украшенные народными вышивками. Однако к концу Первой мировой войны данный тренд сошёл на нет. Вновь венгерские модельеры стали обращаться к народному костюму, опять же, в 1930-х годах, так, ряд моделей на основе венгерского костюма создала Клара Тюдёш-Жиндейне, они имели успех не только в самой Венгрии, но и за рубежом. На модных в дефиле в Париже 1934-1935 гг. были представлены модели а-ля «гусарская униформа», украшенные позументом. Так венгерские модельеры пытались найти компромисс между общеевропейской и традиционной венгерской одежды, как бы «примирить» современную на тот момент моду и народный костюм. К народному костюму кутюрье и модельеры также обращались и во времена социалистического строя (не в последнюю очередь из-за набравшего популярность во второй половине XX века этно-стиля в одежде). С другой же стороны, ношение предметов народной одежды среди молодёжи стало в такой же степени выражением бунтарства, как и принадлежность к субкультуре хиппи. Молодёжь, ставшая ходить в танцхазы в 1970-е годы, не только полностью облачалась в народное, но и комбинировало элементы народного костюма с модной в то время одеждой. Однако народную одежду, продававшуюся в госмагазинах, они считали слишком «попсовой» и вульгарной (по словам исследовательницы Каталин Юхас, «сувенирной»), поэтому закупались антиквариатными предметами одежды на блошиных рынках, и даже завозить их из Румынии, в частности, из села Негрени (жудец Клуж), где издревле проходит ярмарка.
Также венгерский национальный костюм отчасти влияет на моду и в наше время.

## Галерея

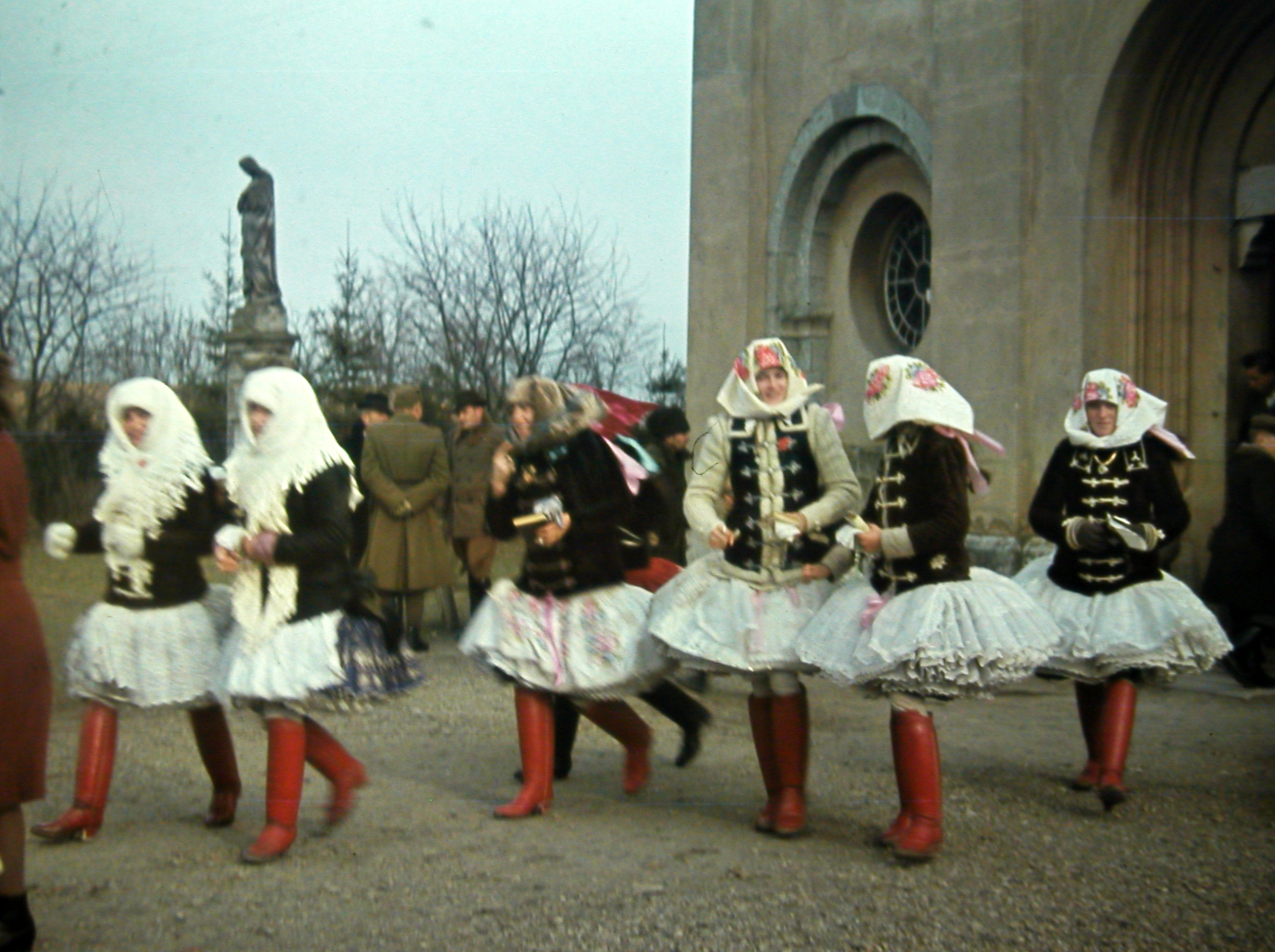
Девушки в народных костюмах, входящие из церкви в селе Биня[словац.] (район Нове-Замки, Нитранский край, Словакия), 1939 г.
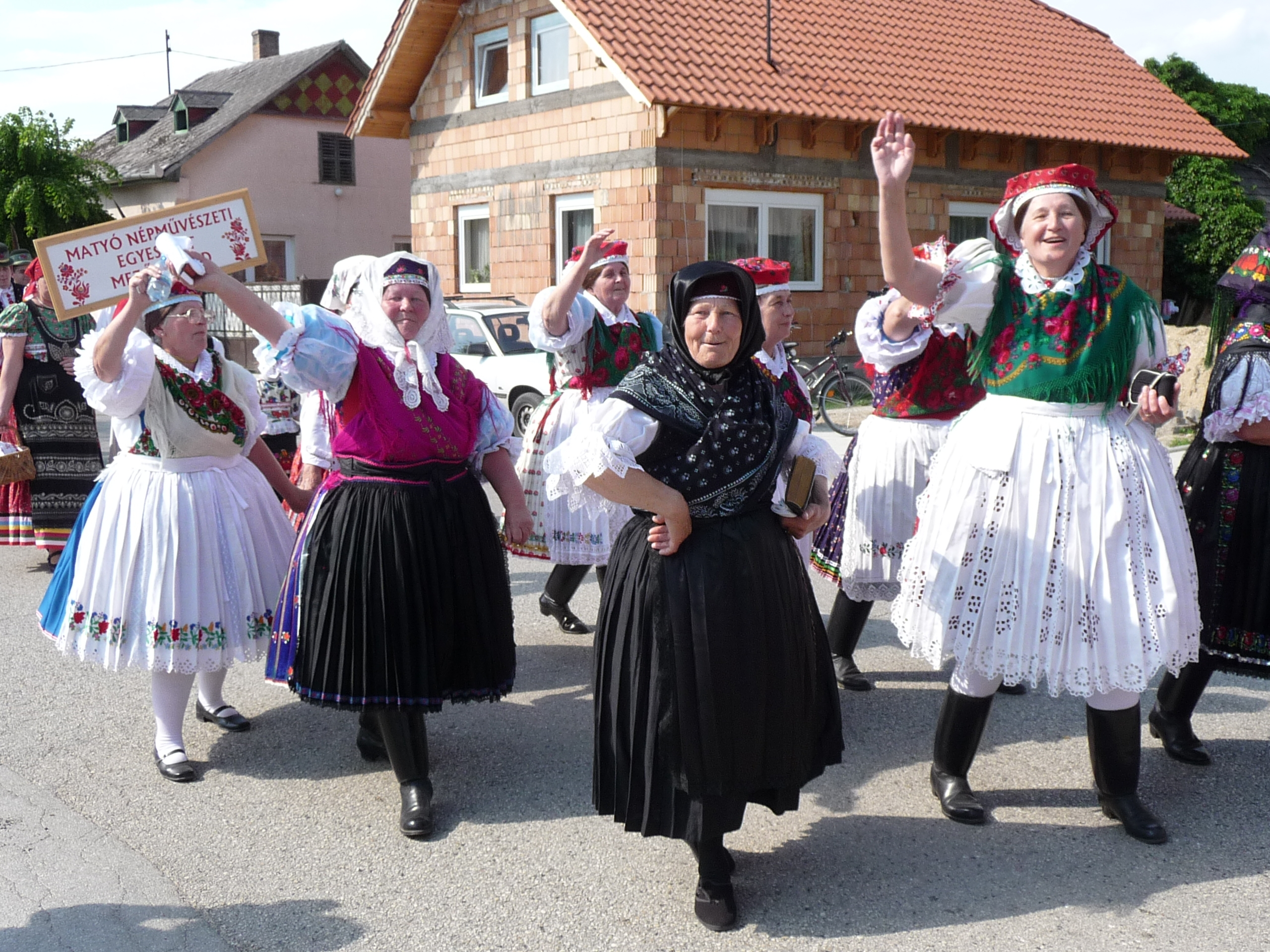
Шествие в селе Байна[венг.] (медье Комаром-Эстергом), участницы одеты в народные костюмы, 2009 г.
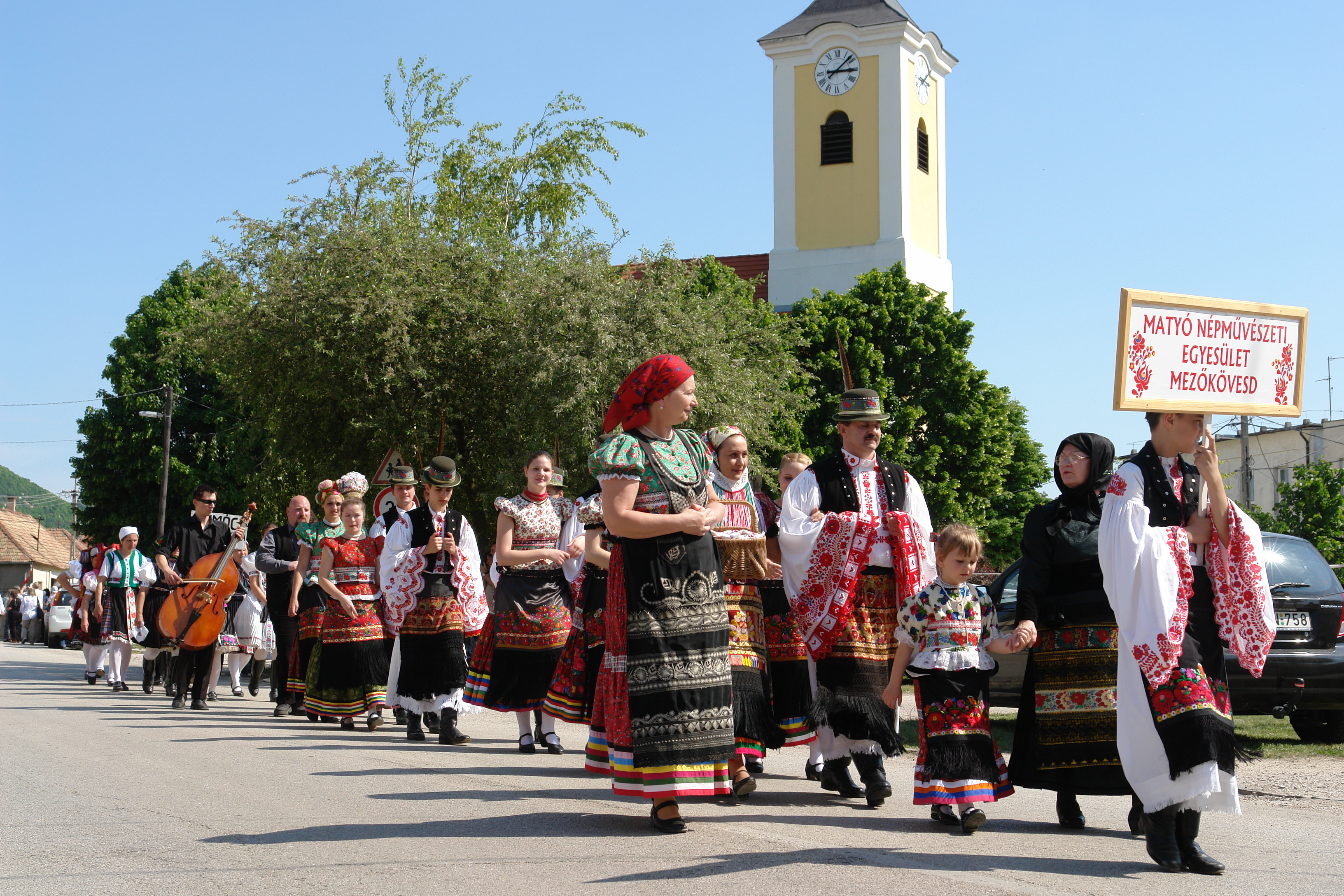
Матьё из Мезёкёвешда на шествии в том же селе, тот же год.
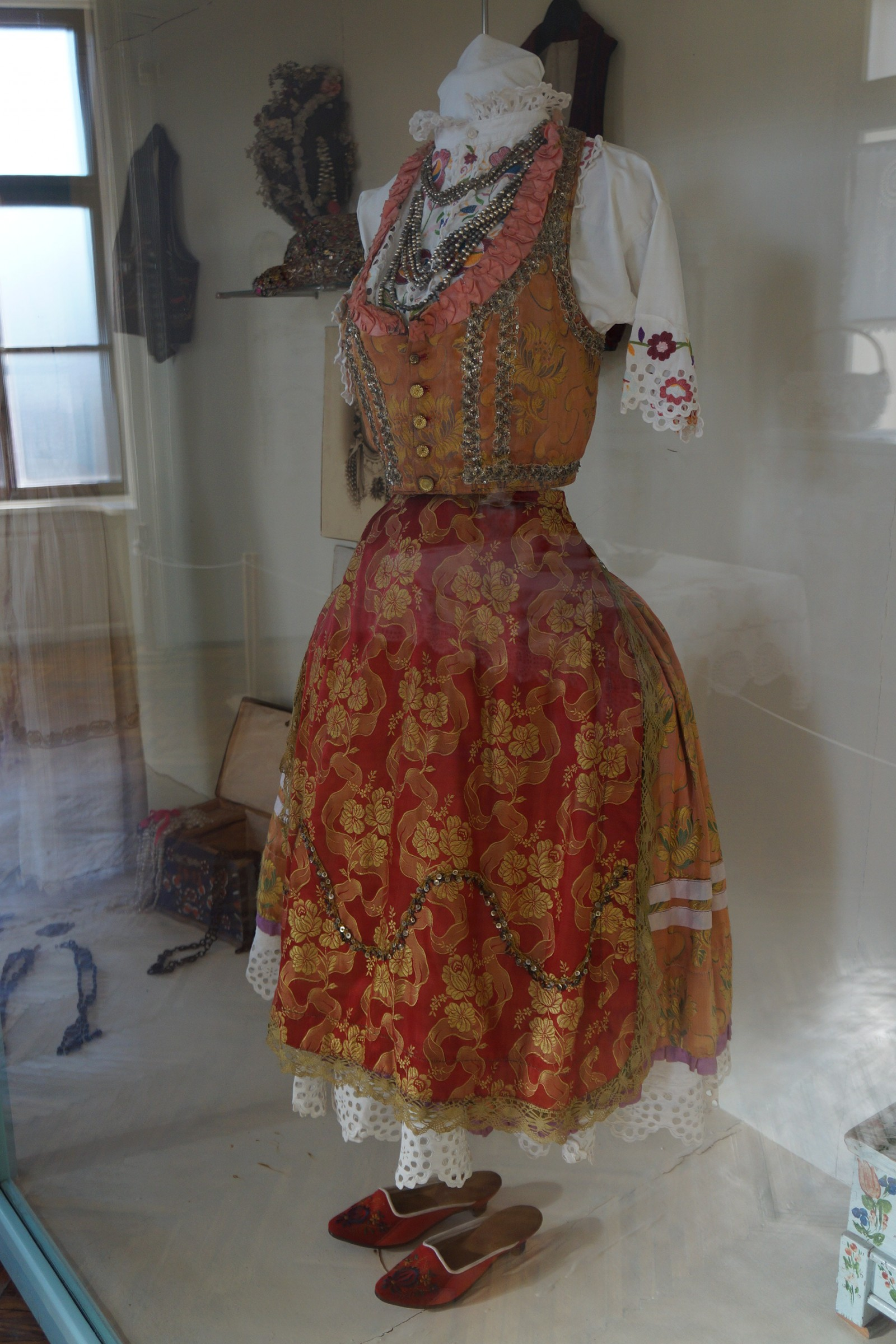
Венгерское женское платье из Бачки, Воеводина, Сербия. Экспозиция музея в Сомборе.
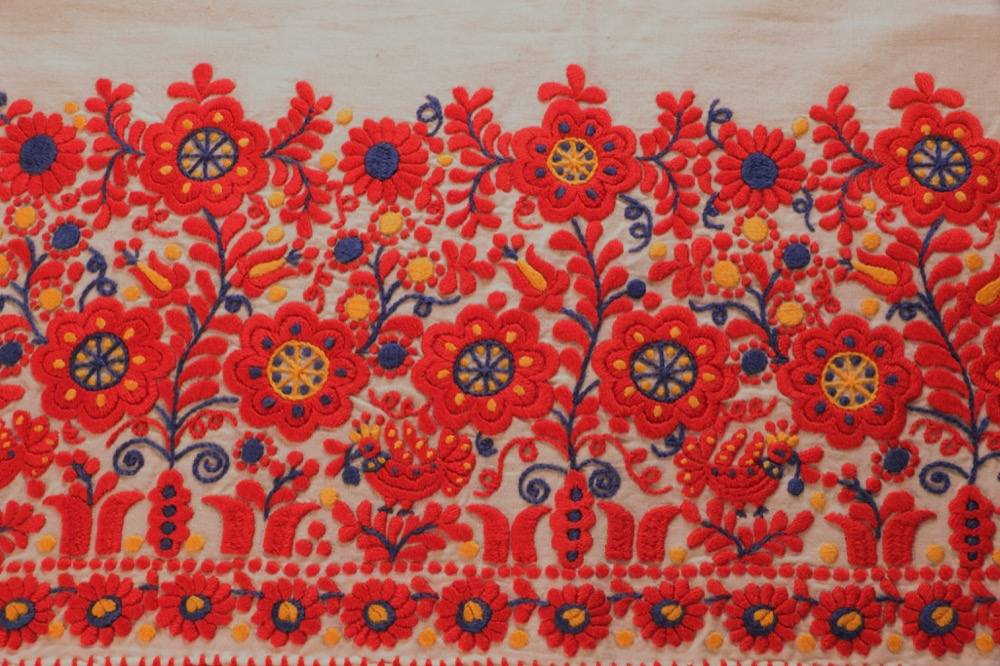
Образец вышивки матьё
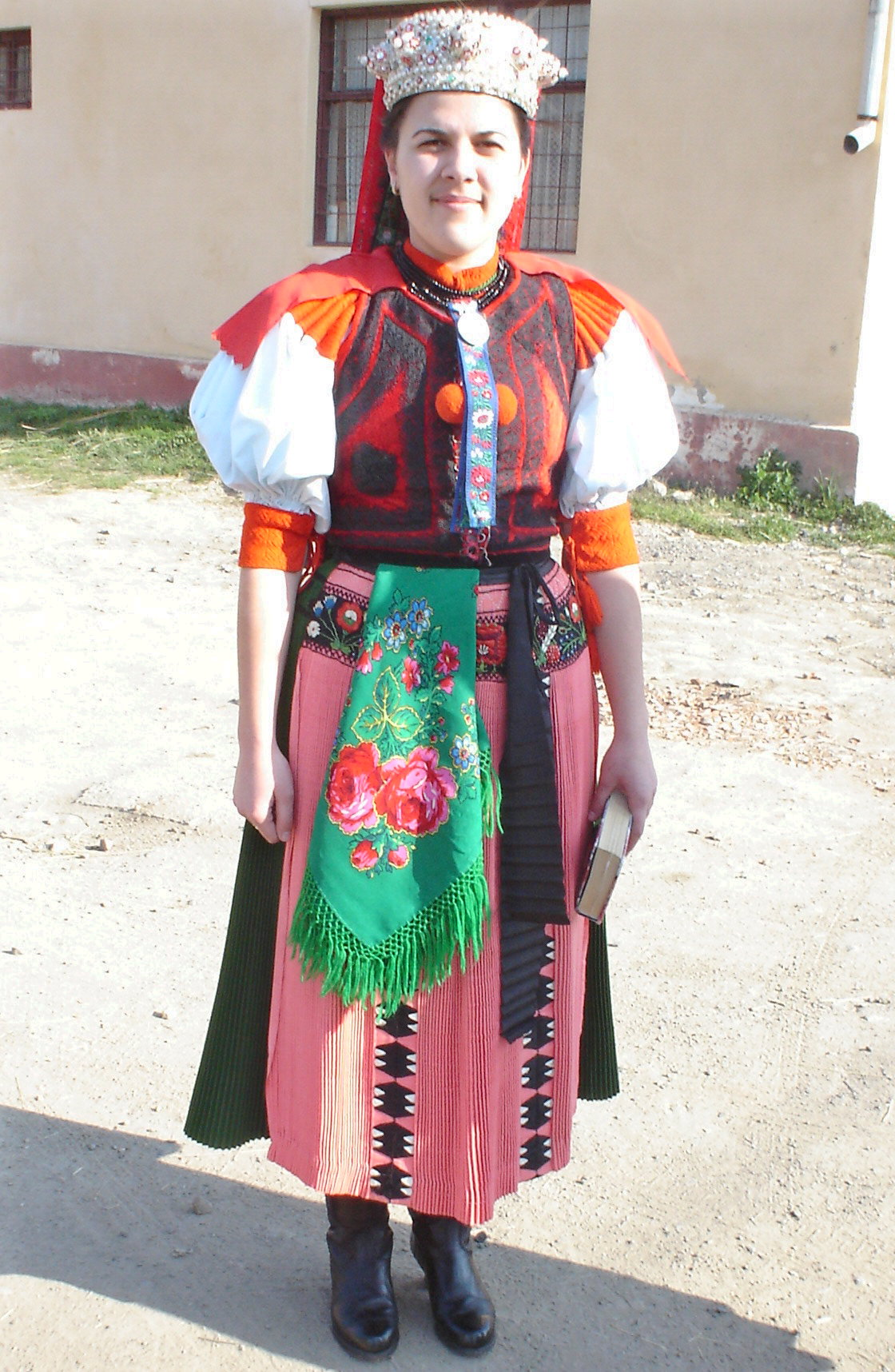
Венгерский женский костюм коммуны Сынкрайю (рум. Sâncraiu), жудец Клуж, Румыния
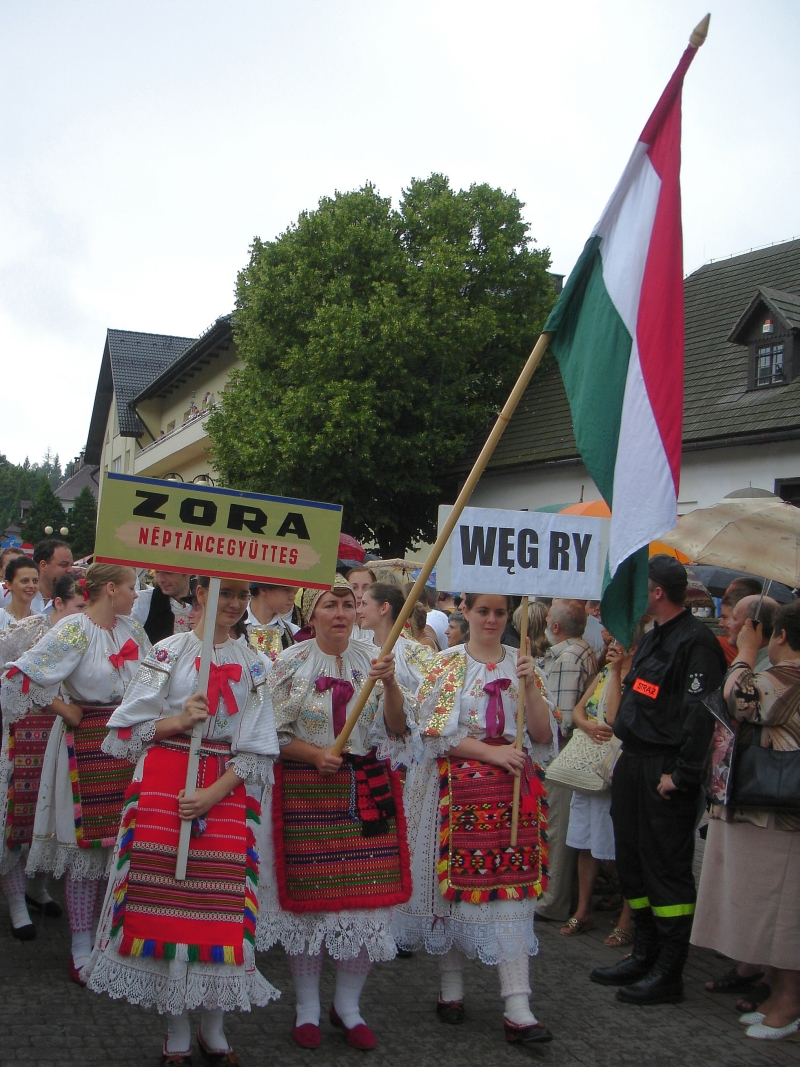
Народный ансамбль из Мохача, 2008 г.
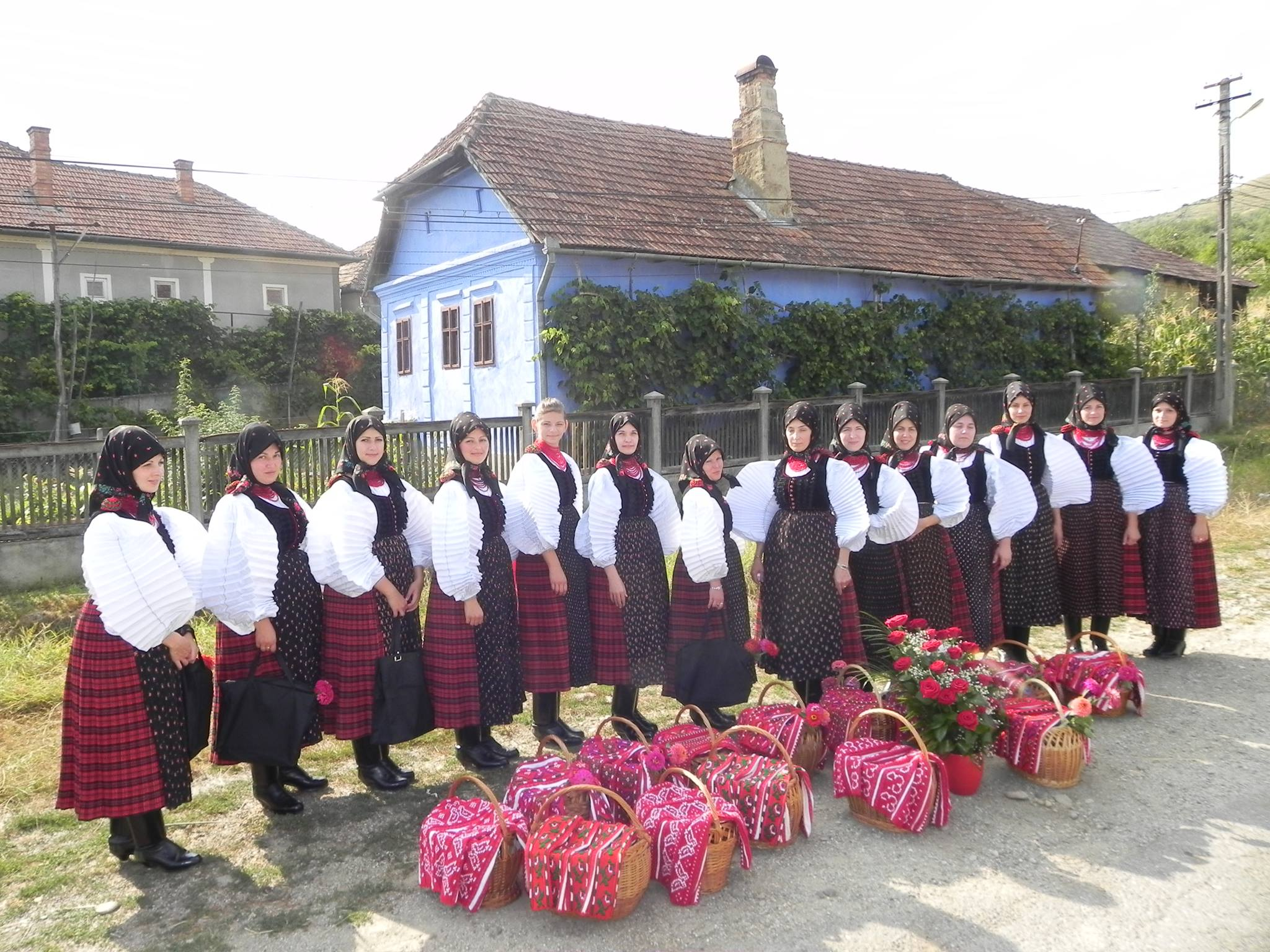
Женщины на свадьбе в Сике (жудец Клуж) в народных костюмах
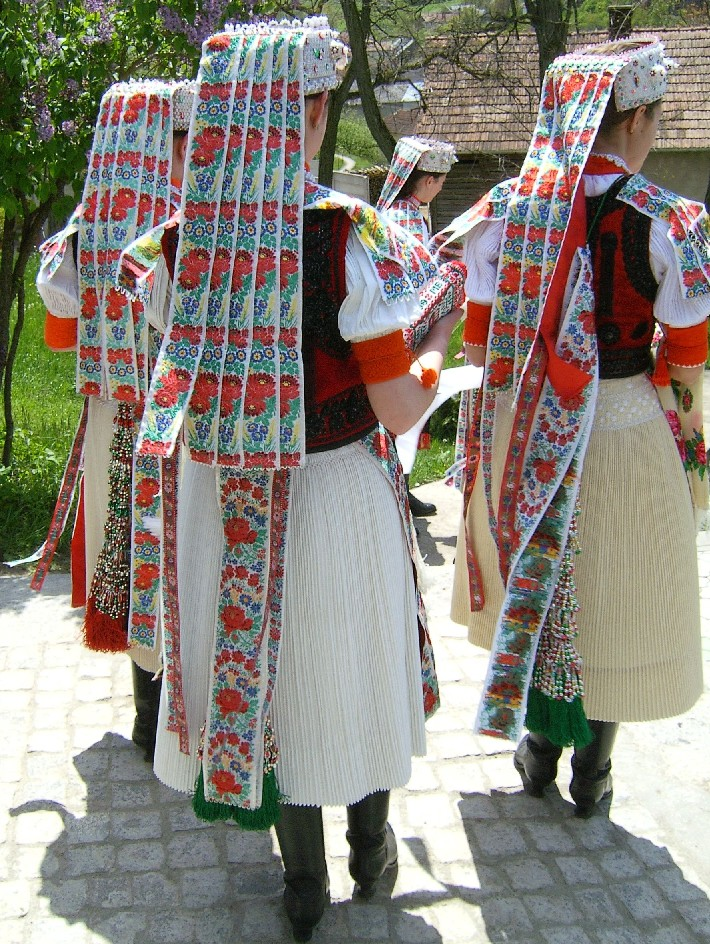
Венгерки из Извору-Кришулуй (жудец Клуж) в народных костюмах, обратите внимание на вид парты сзади.
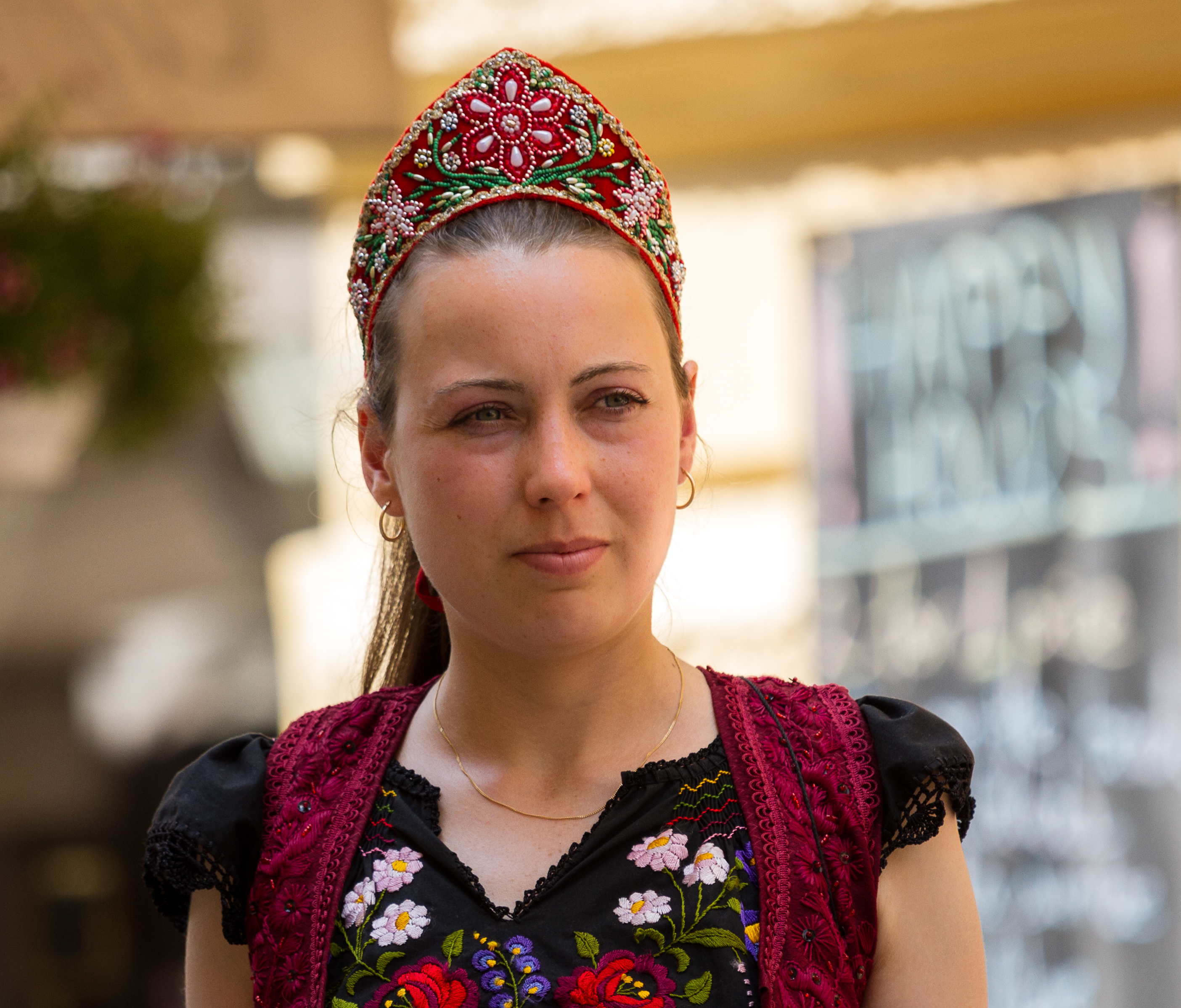
Женщина в парте, Будапешт, 2013 г.
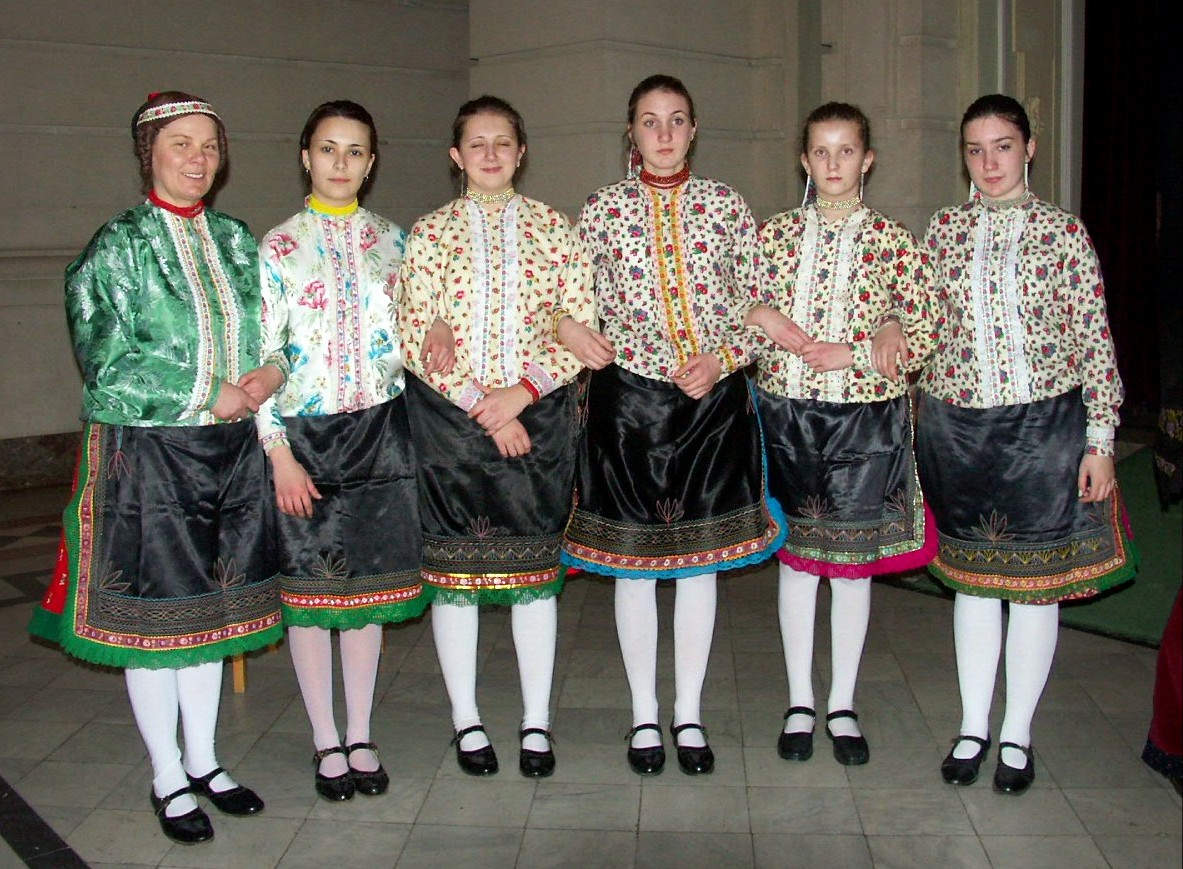
Группа девушек-жительниц села Болдог (медье Хевеш) в народных костюмах своего села.
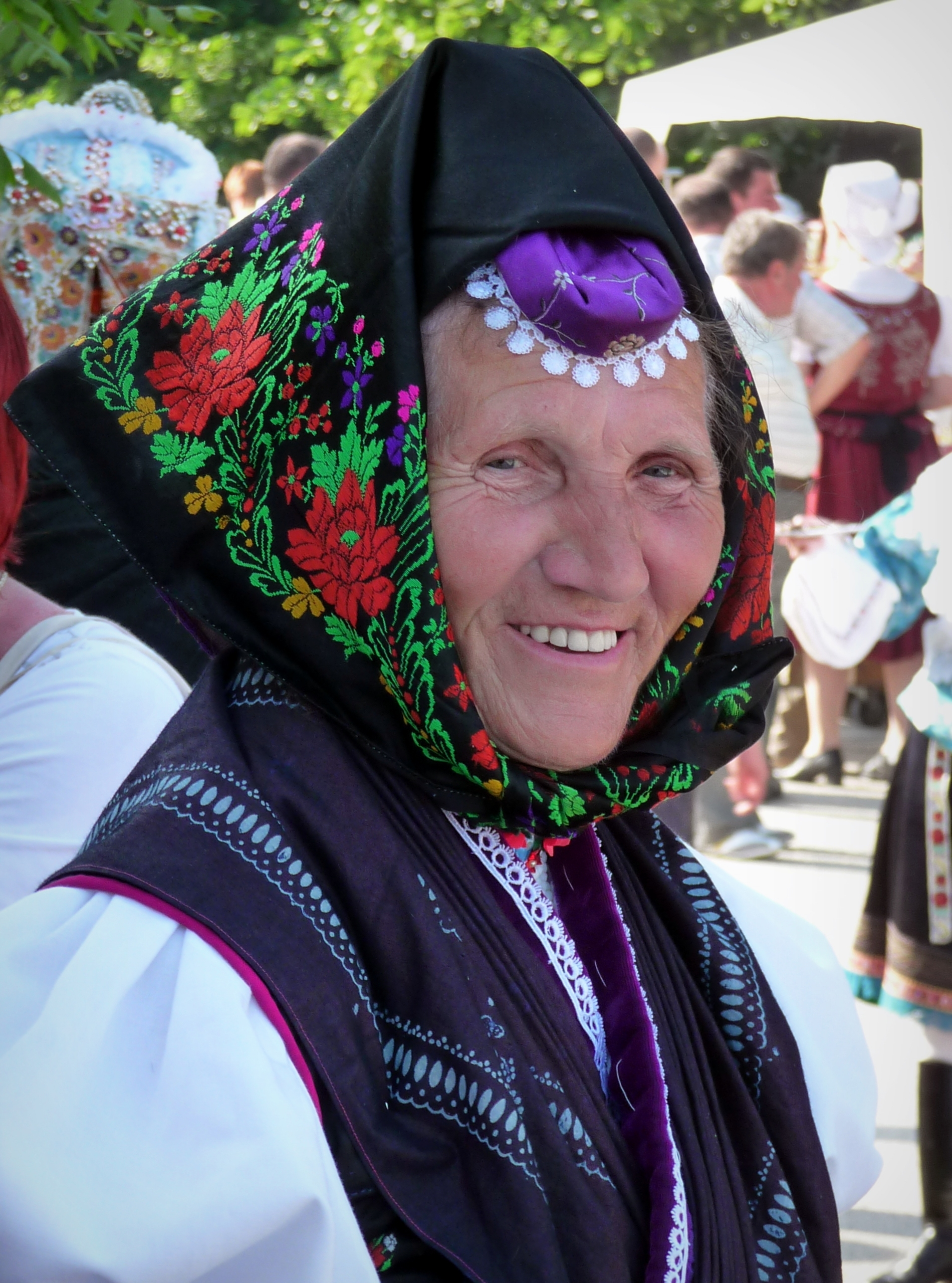
Женщина в народном костюме села Римоц (медье Ноград)
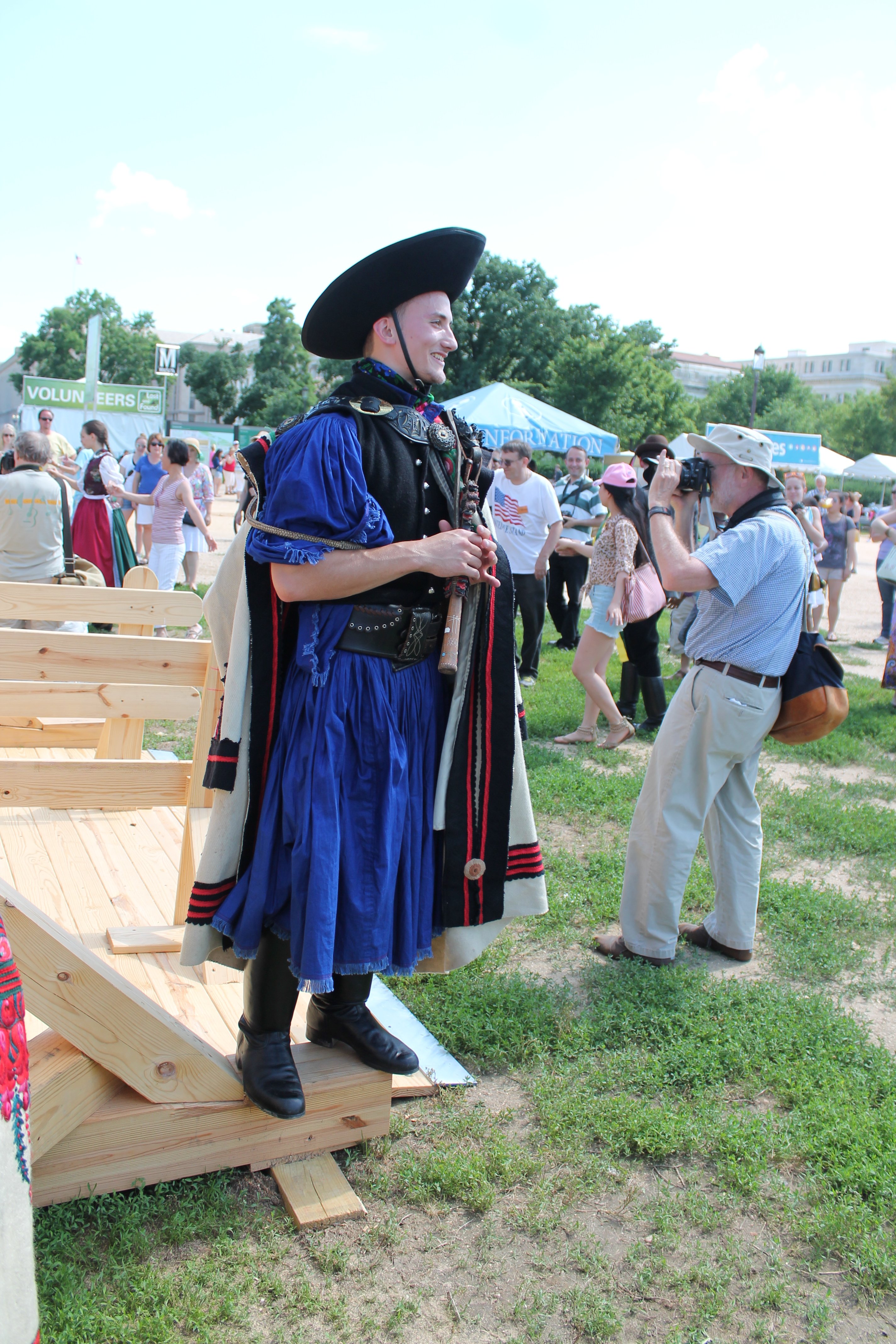
Волынщик в хортобадьском костюме на фестивале в Вашингтоне, 2013 г.
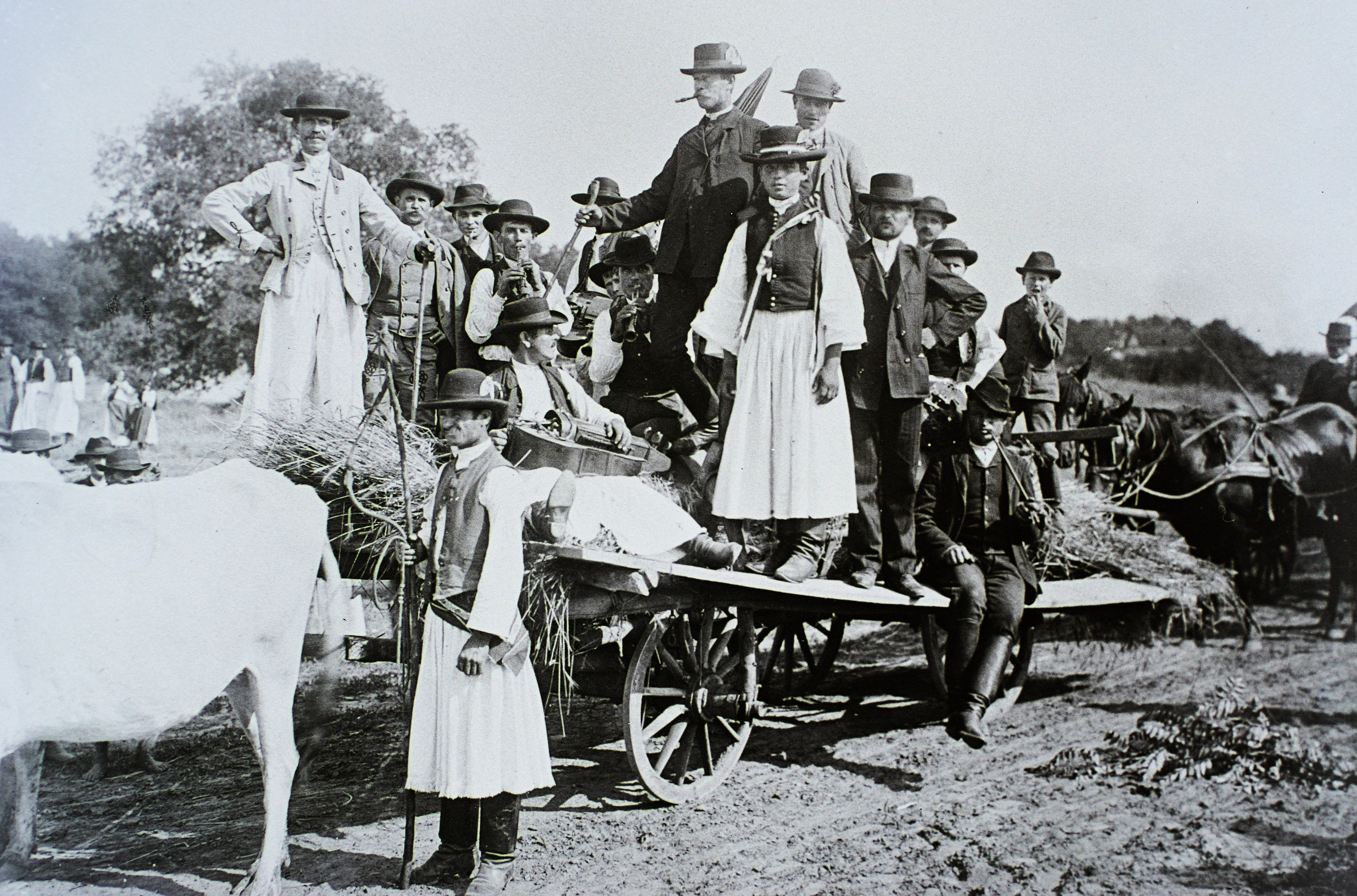
Группа людей в народных костюмах, 1908 г.
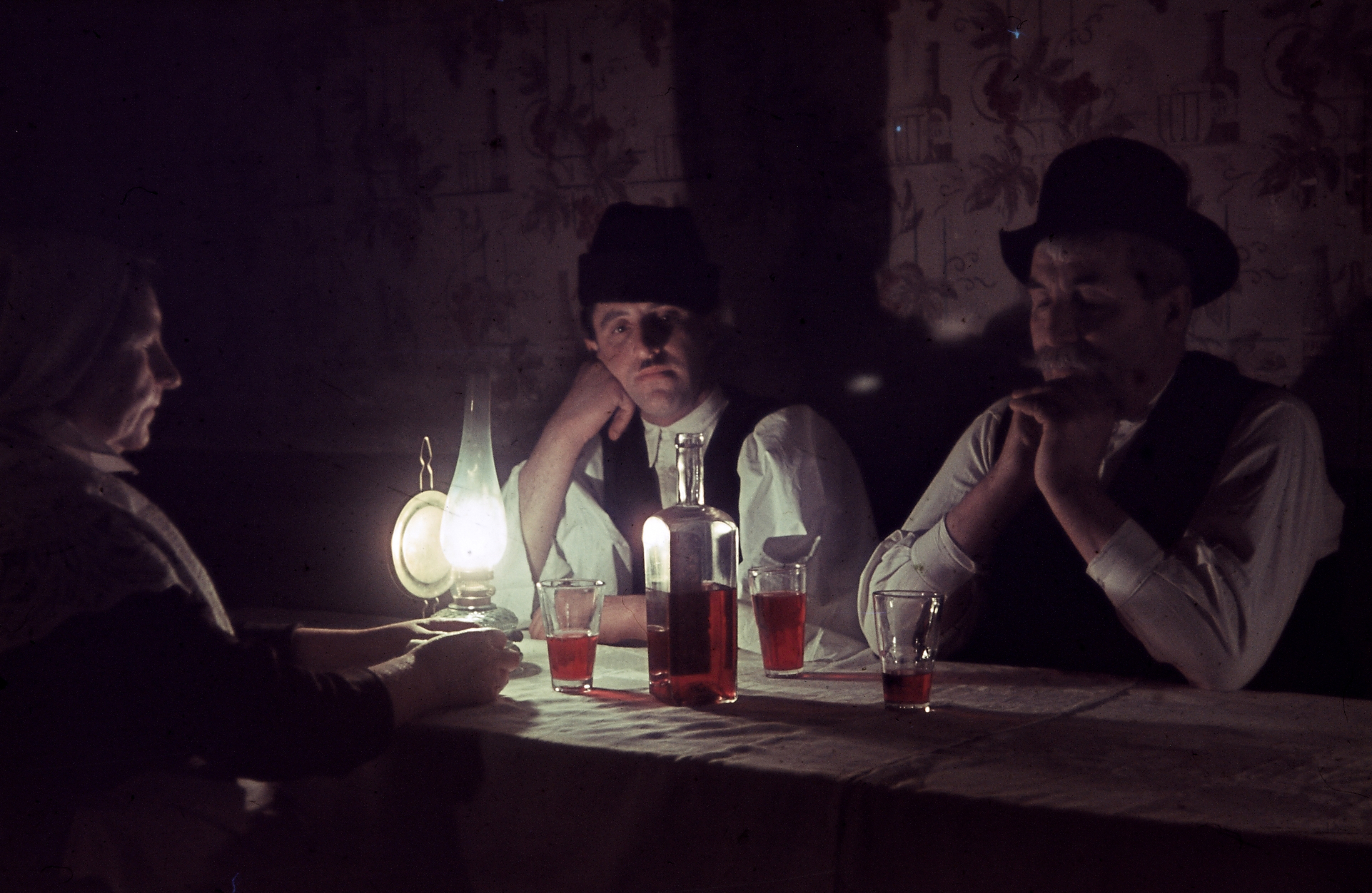
Попойка в ночную пору, 1938 г.
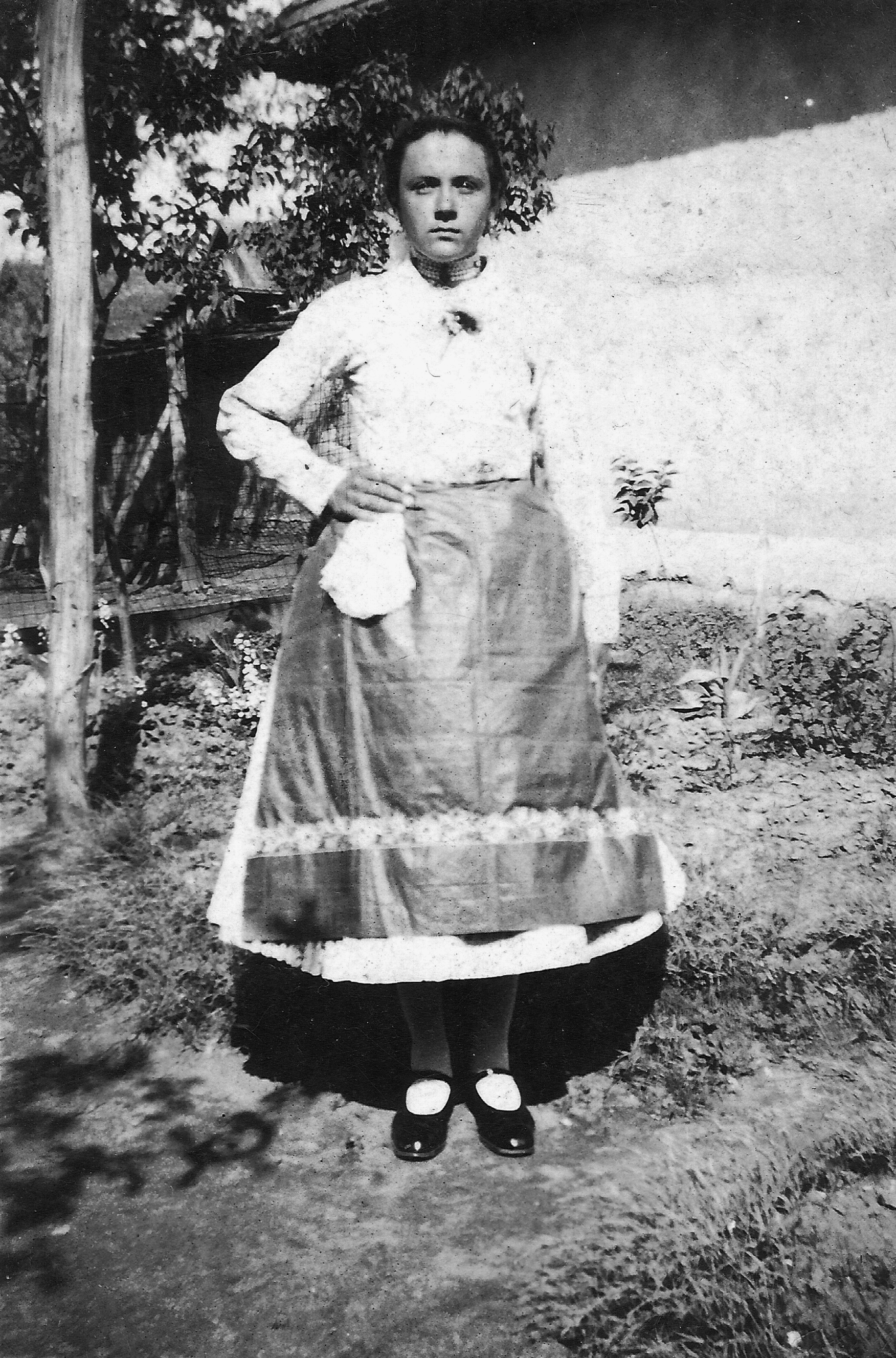
Жительница Ишасега (медье Пешт) в народном костюме, 1940 г. На женщине одет поздний вариант народного костюма с кофтой и юбкой
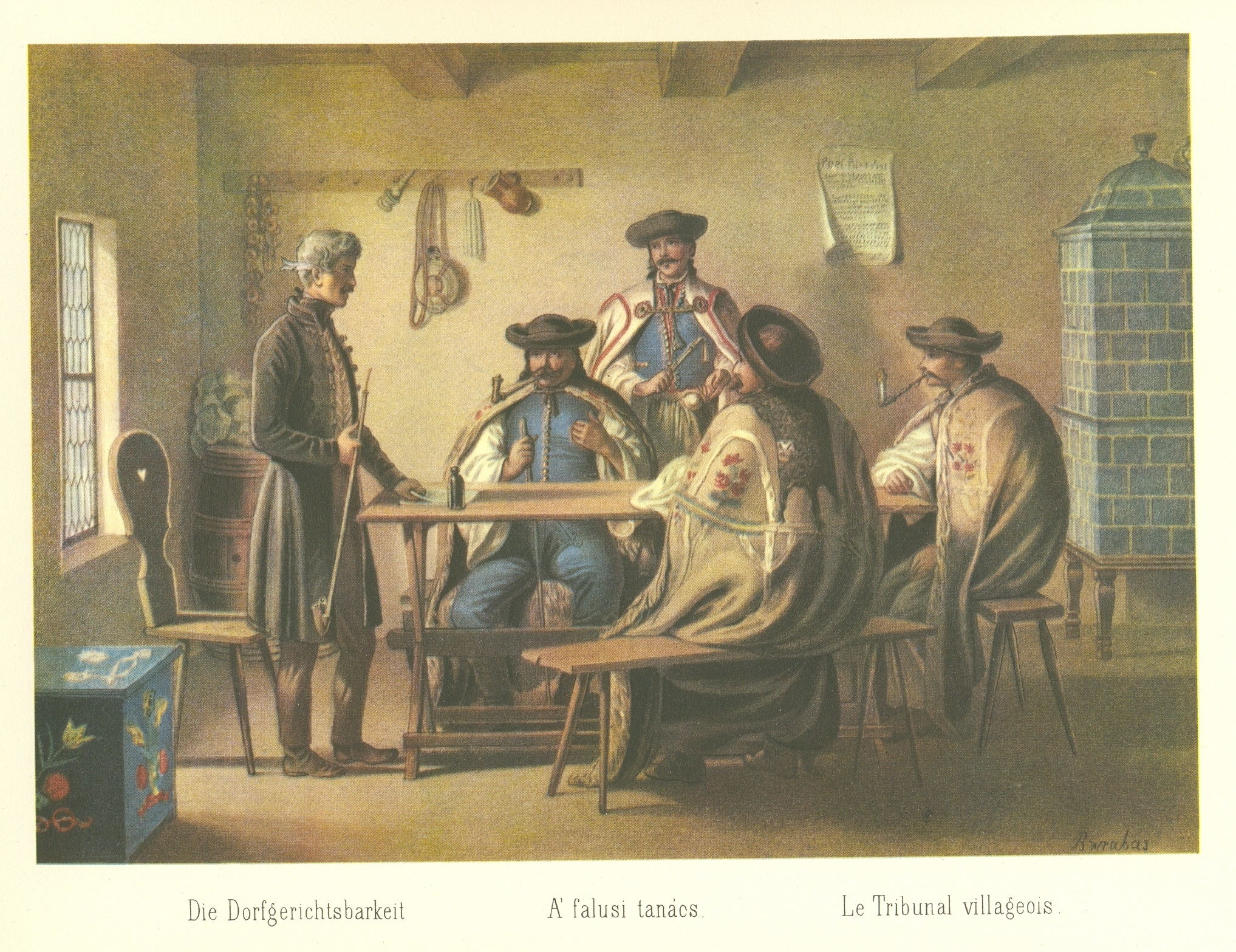
Сельский сход, гравюра Миклоша Барабаша, 1855 г.
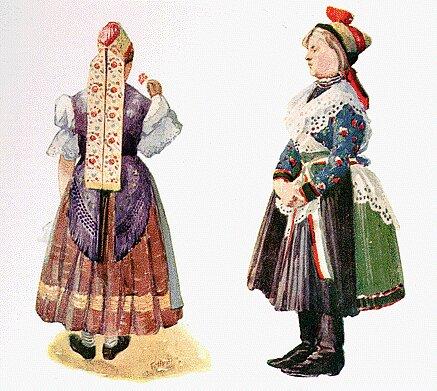
Женский народный костюм палоцев
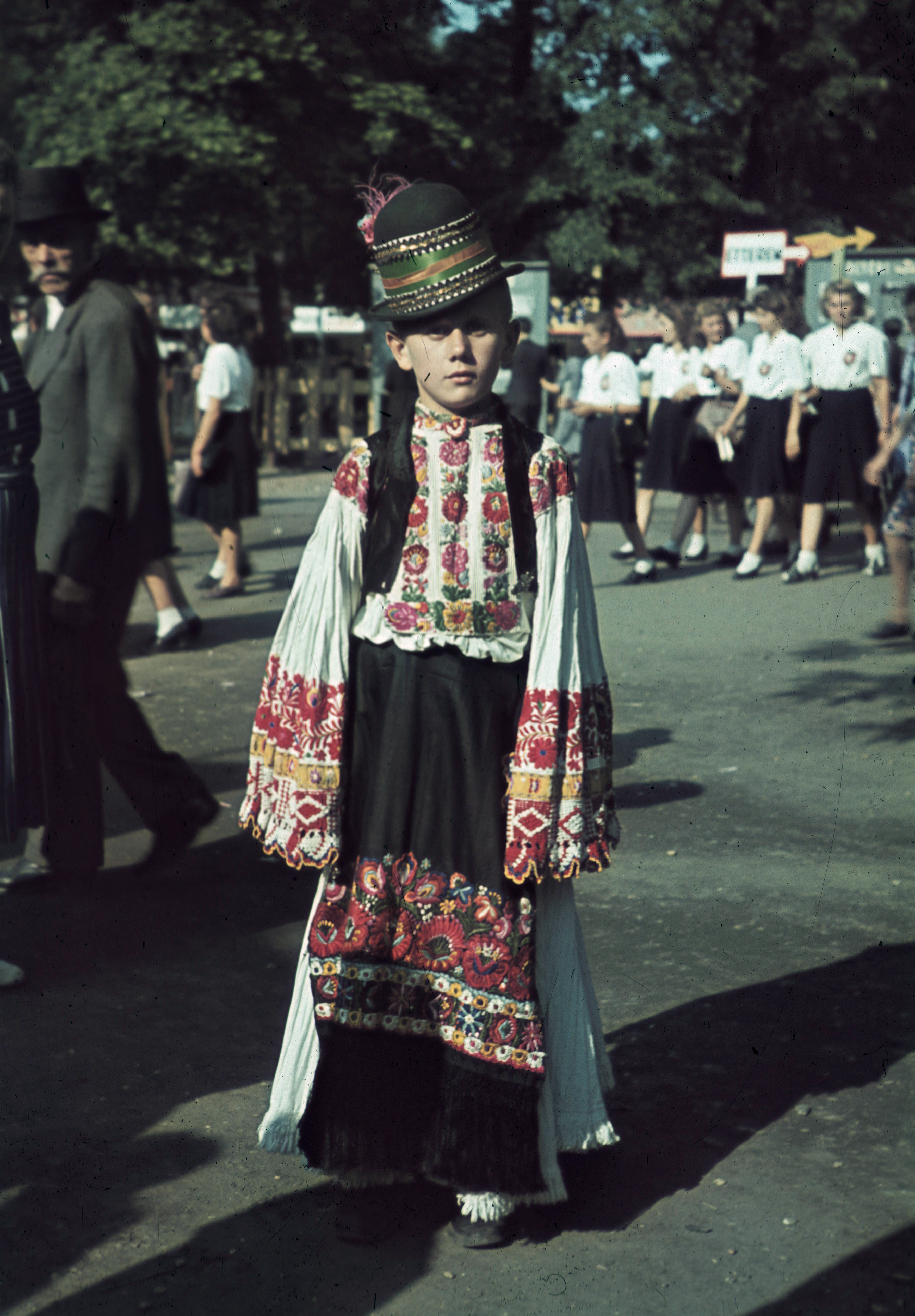
Юноша-матьё в народном костюме, Будапешт, 1939 г.
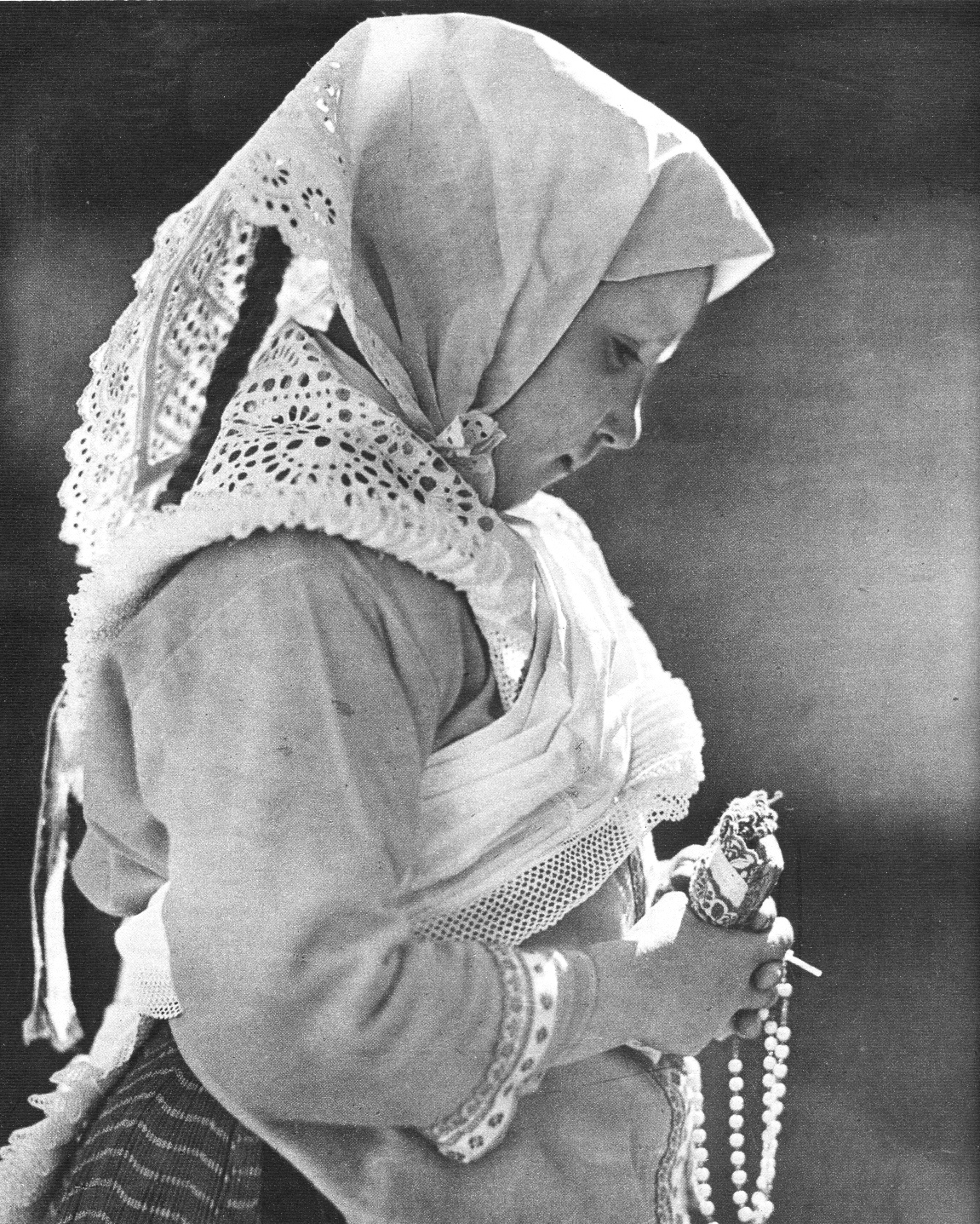
Девушка из Альфёльда в народном костюме, начало XX в.
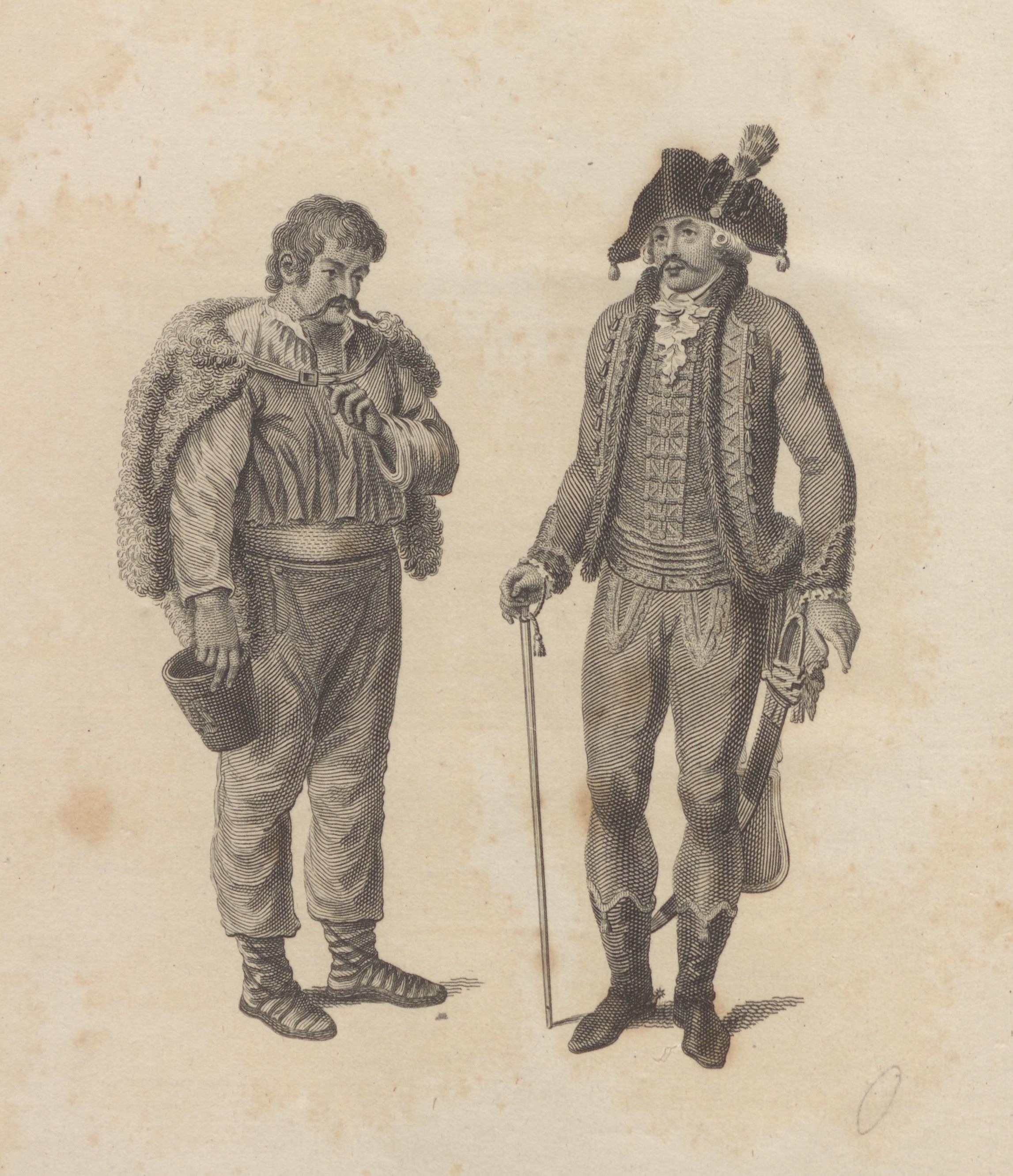
Крепостной крестьянин (слева) и дворянин (справа), иллюстрация из книги «Travels in Hungary with a short account of Vienna in the year 1793» за авторством Роберта Таунсона
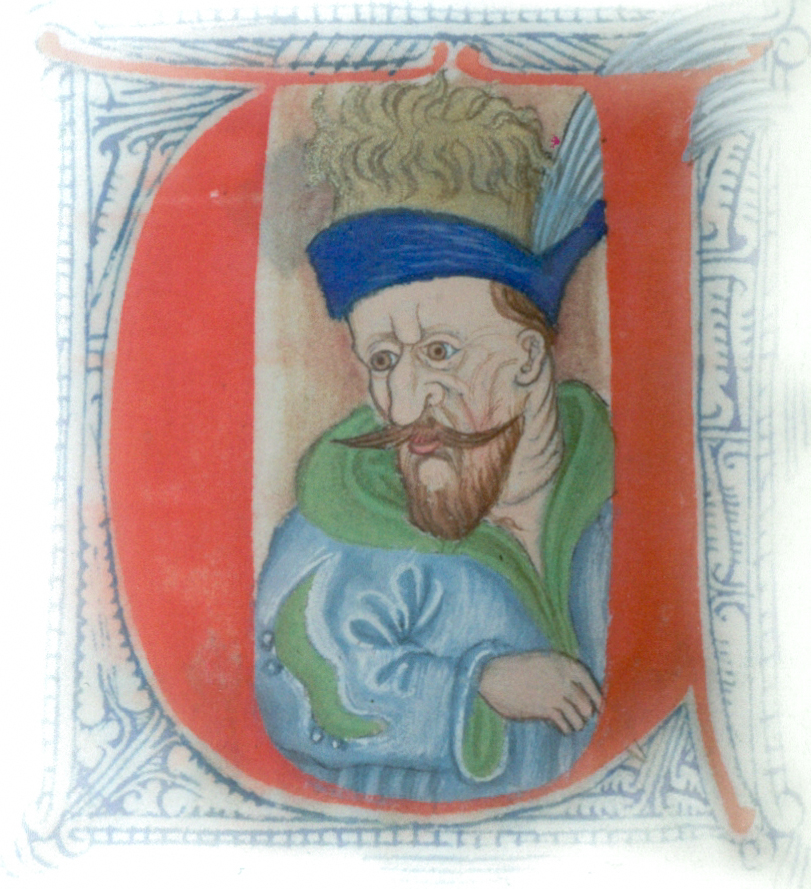
Буквица-маргиналия «А» из антифонария XV в., изображающая венгра
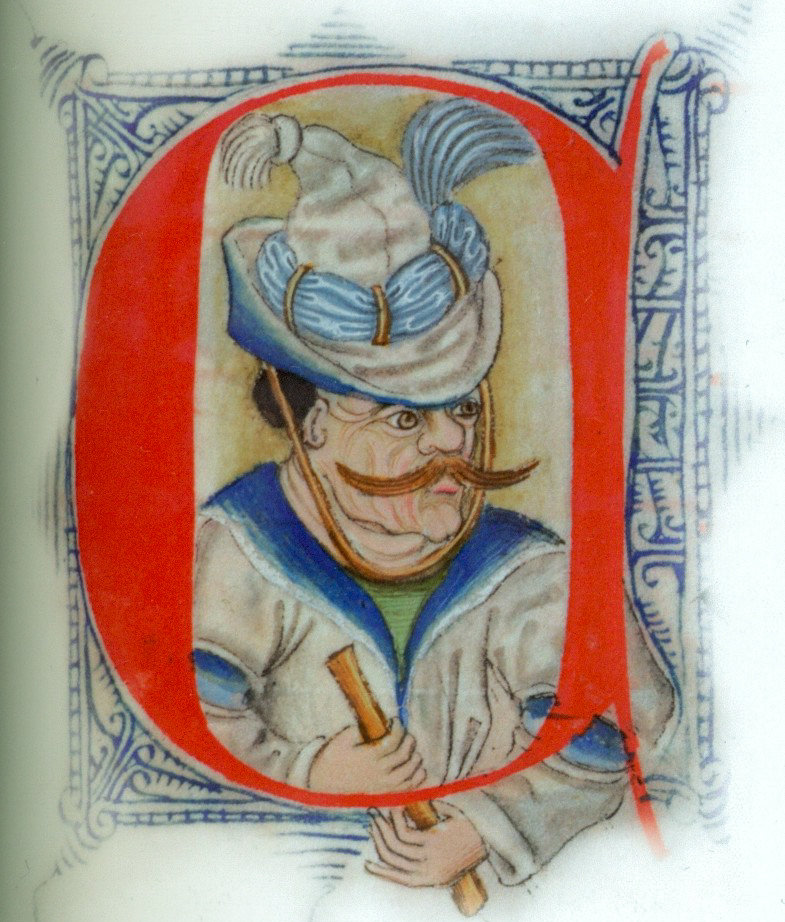
То же самое
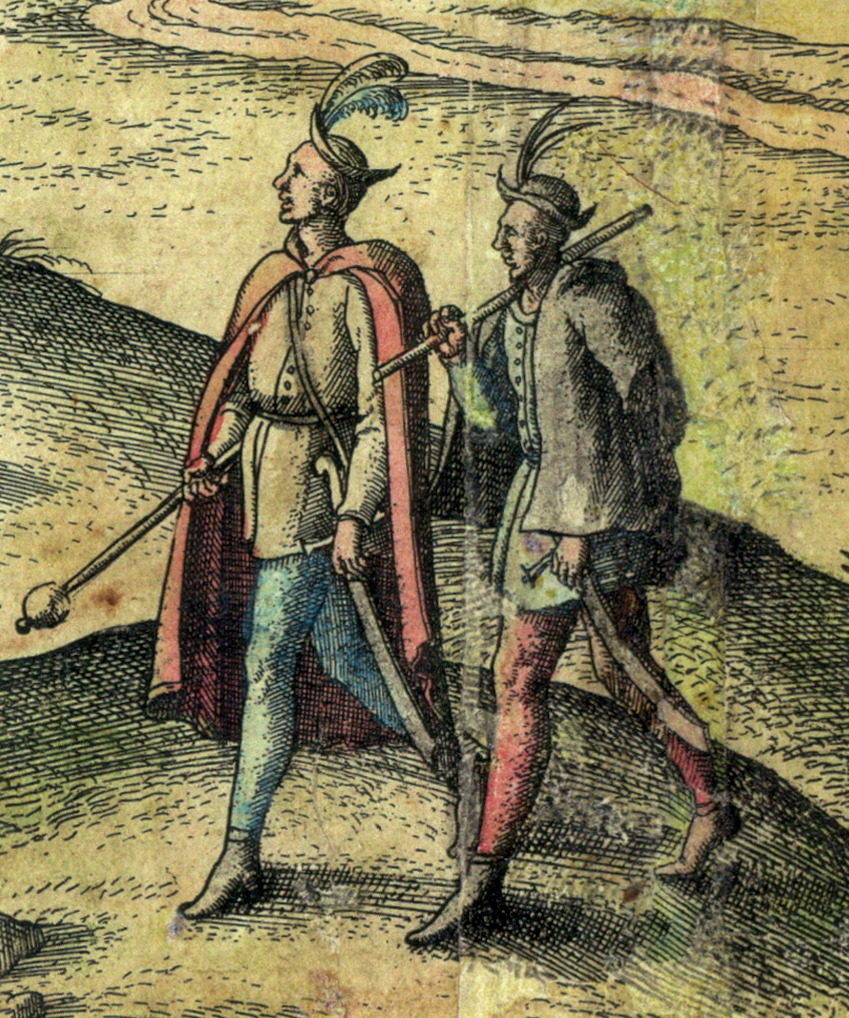
Венгерские гайдуки, фрагмент офорта конца XV в.
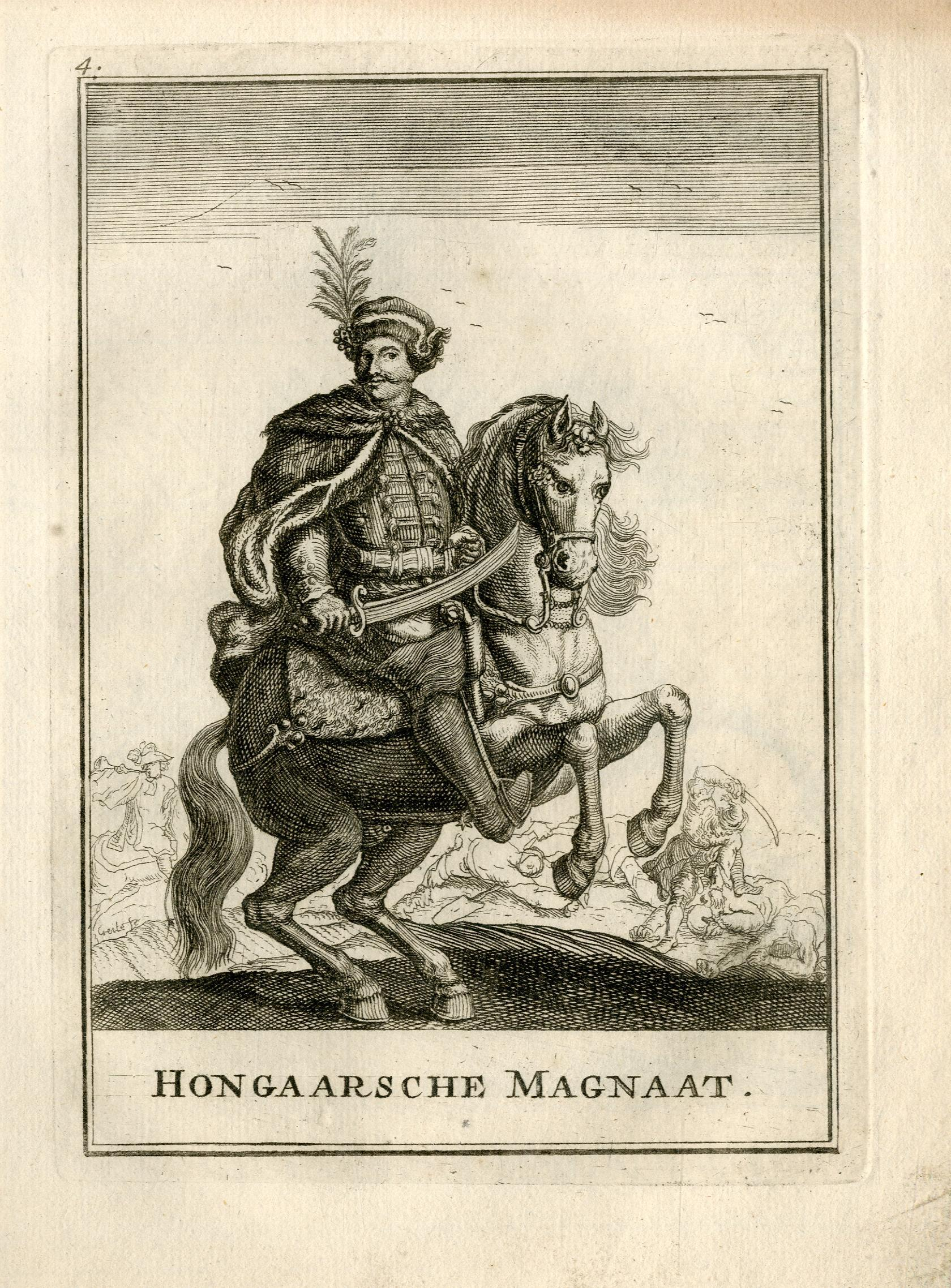
Венгерский магнат, гравюра XVIII века
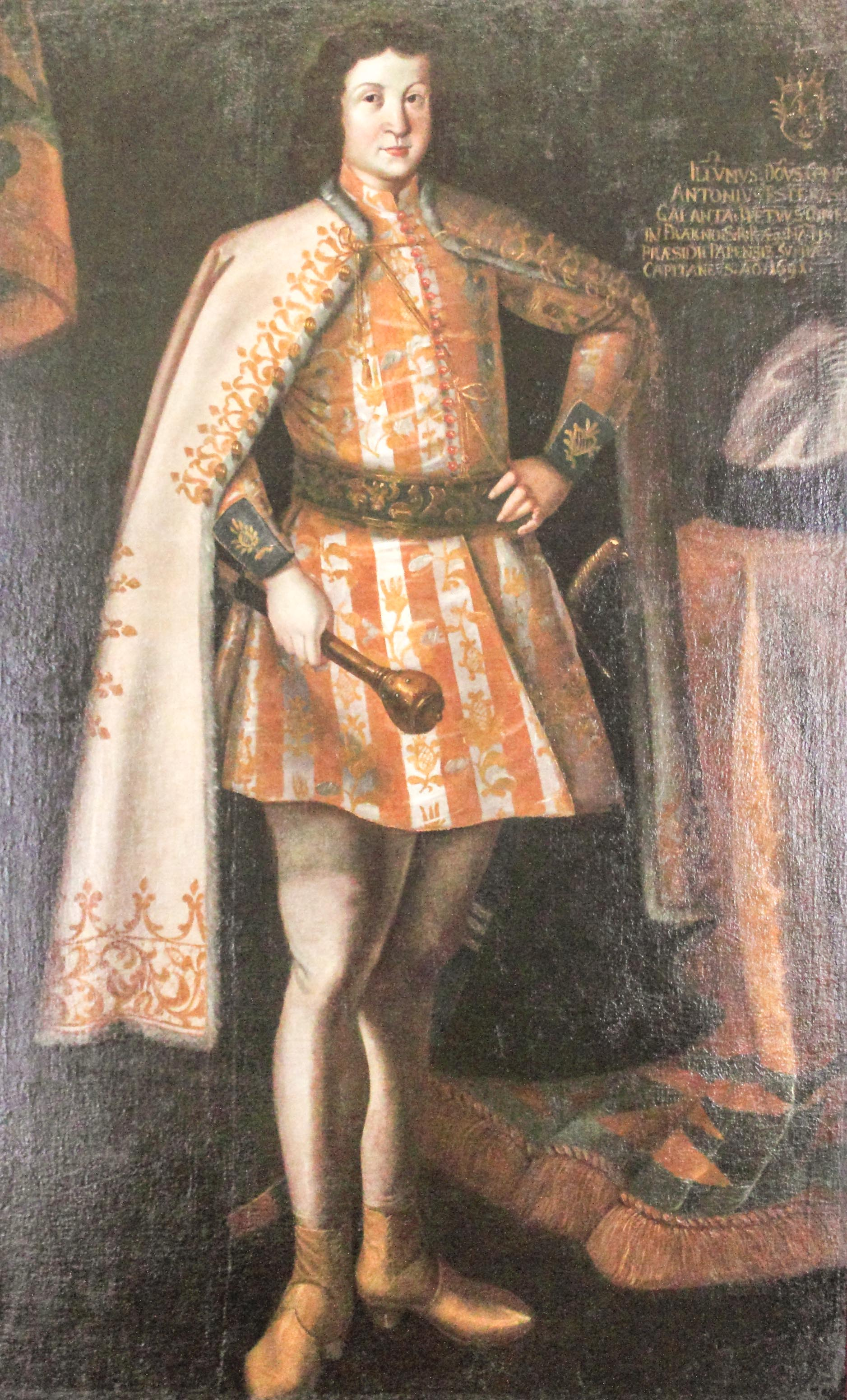
Граф Антал Эстерхази (1676-1721), портрет XVII в.
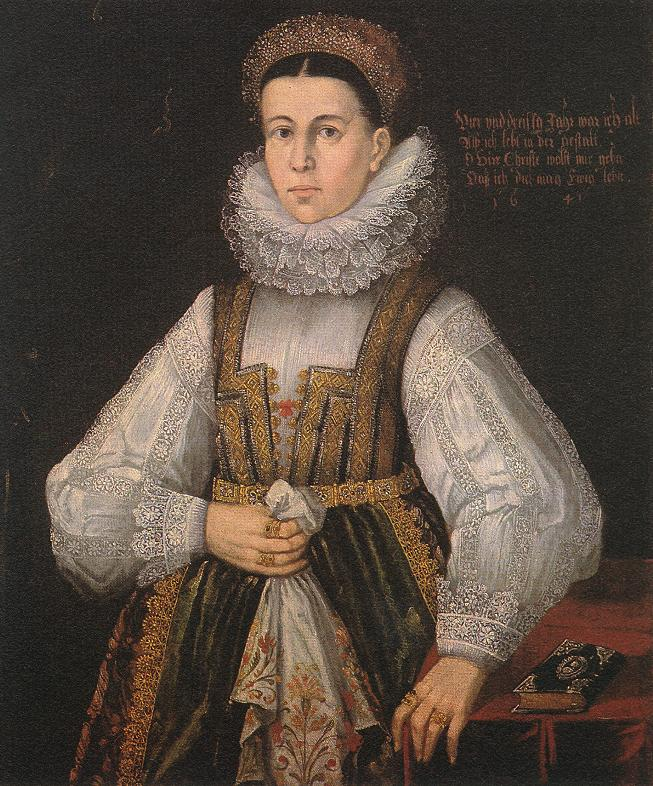
Неизвестная из города Лёче (ныне Левоча, Словакия), портрет 1641 г. из собрания Венгерской национальной галереи
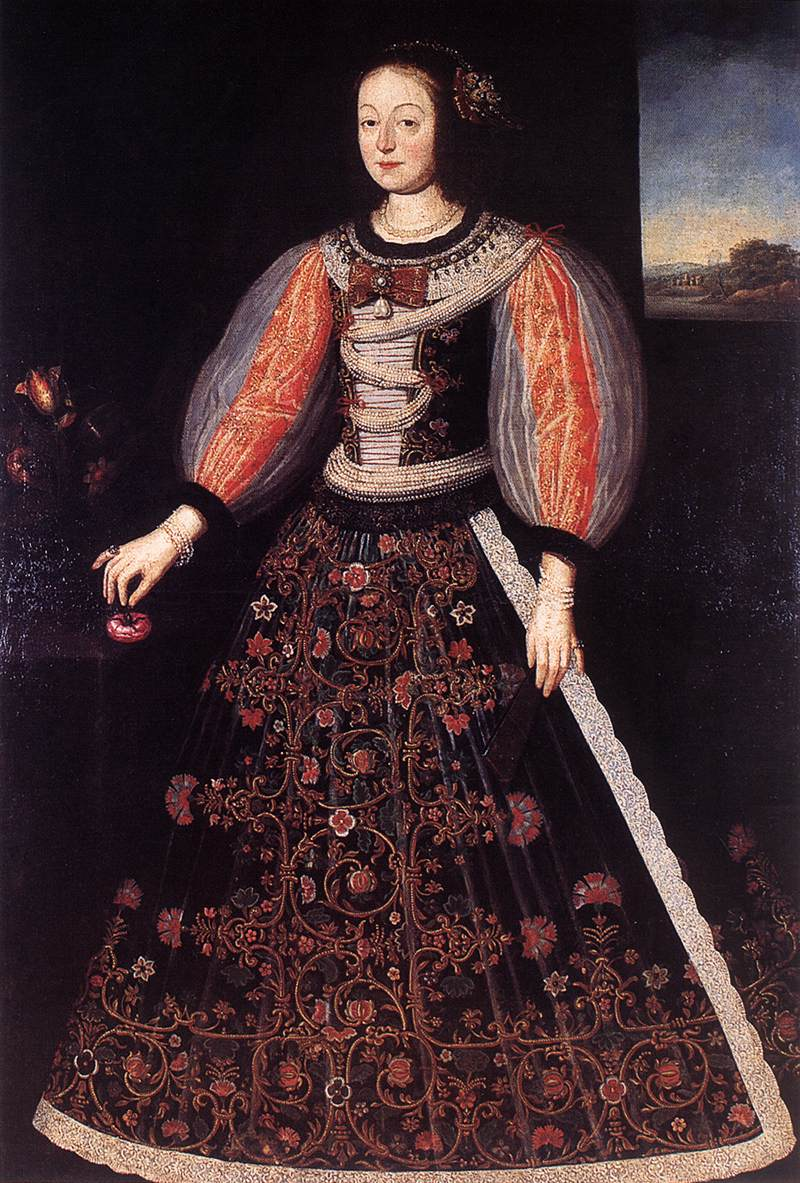
Портрет супруги графа Ференца Надашди и дочери Пала Эстерхази, Анны-Юлии Эстерхази, кисти Беньямина фон Блока[нем.], 1656 г., из собрания Венгерского национального музея.
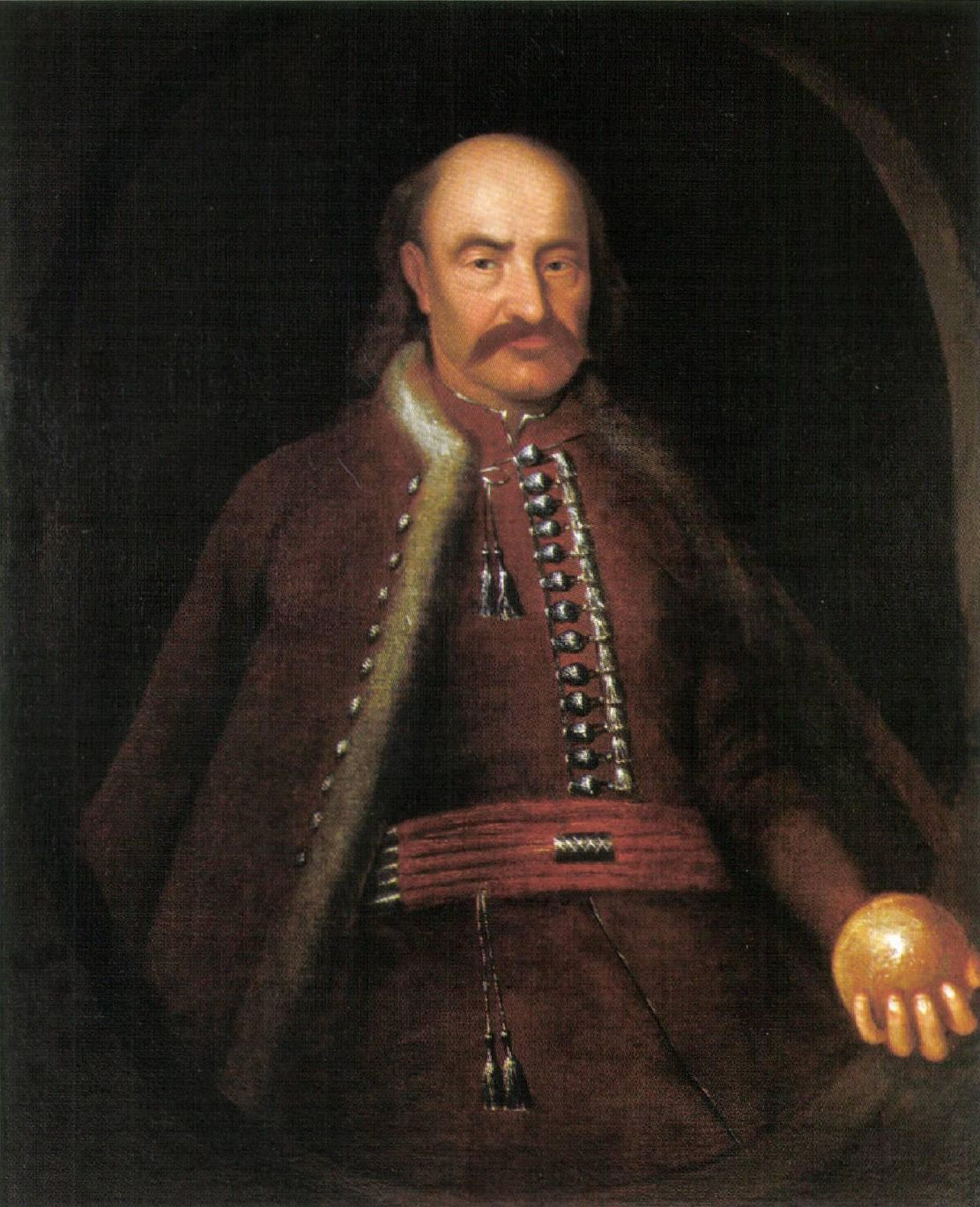
Портрет графа Иштвана Кохари, нач. XVIII в., тот же музей
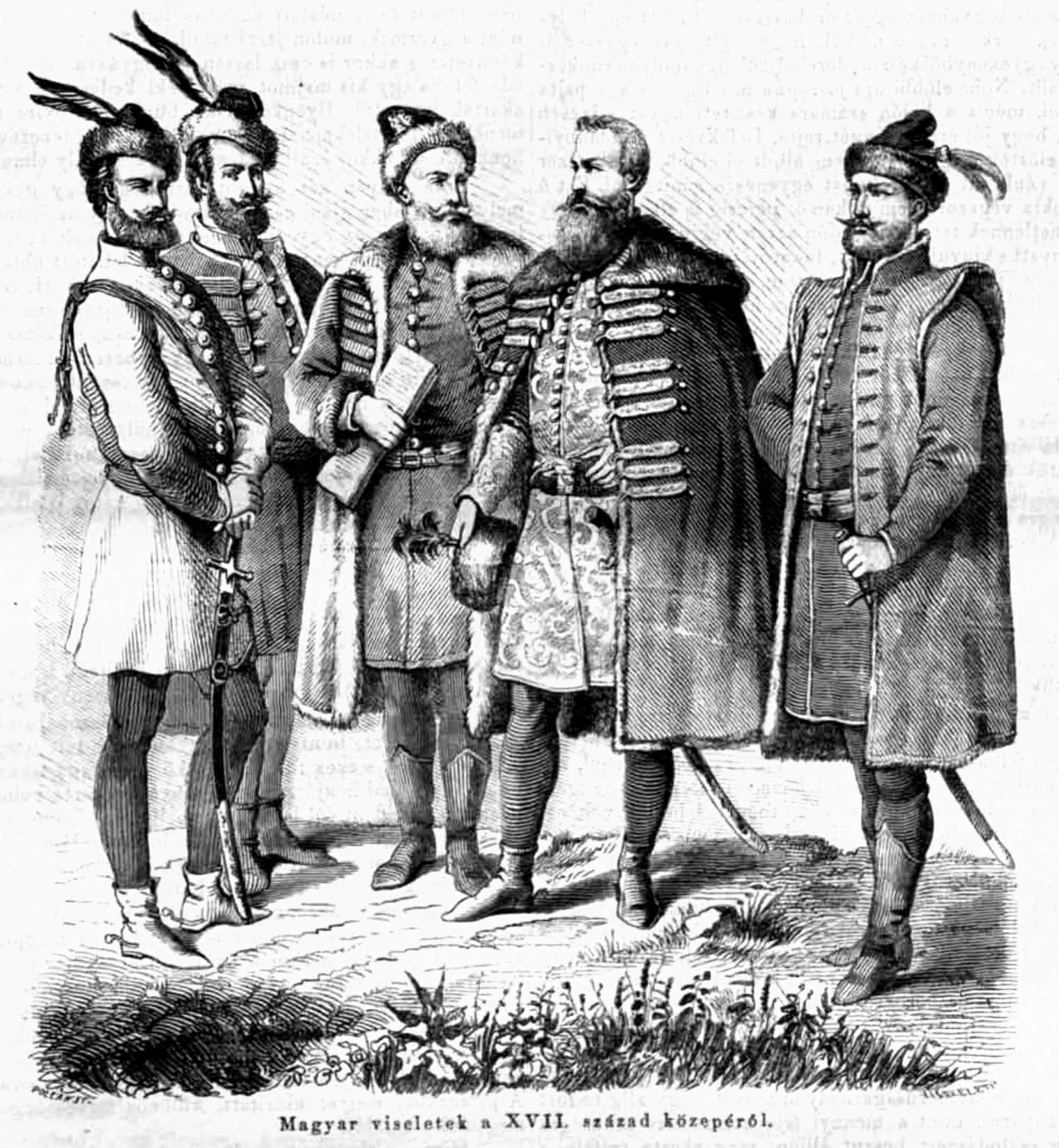
Мужская одежда венгерского дворянства XVII в., гравюра 1860 г.
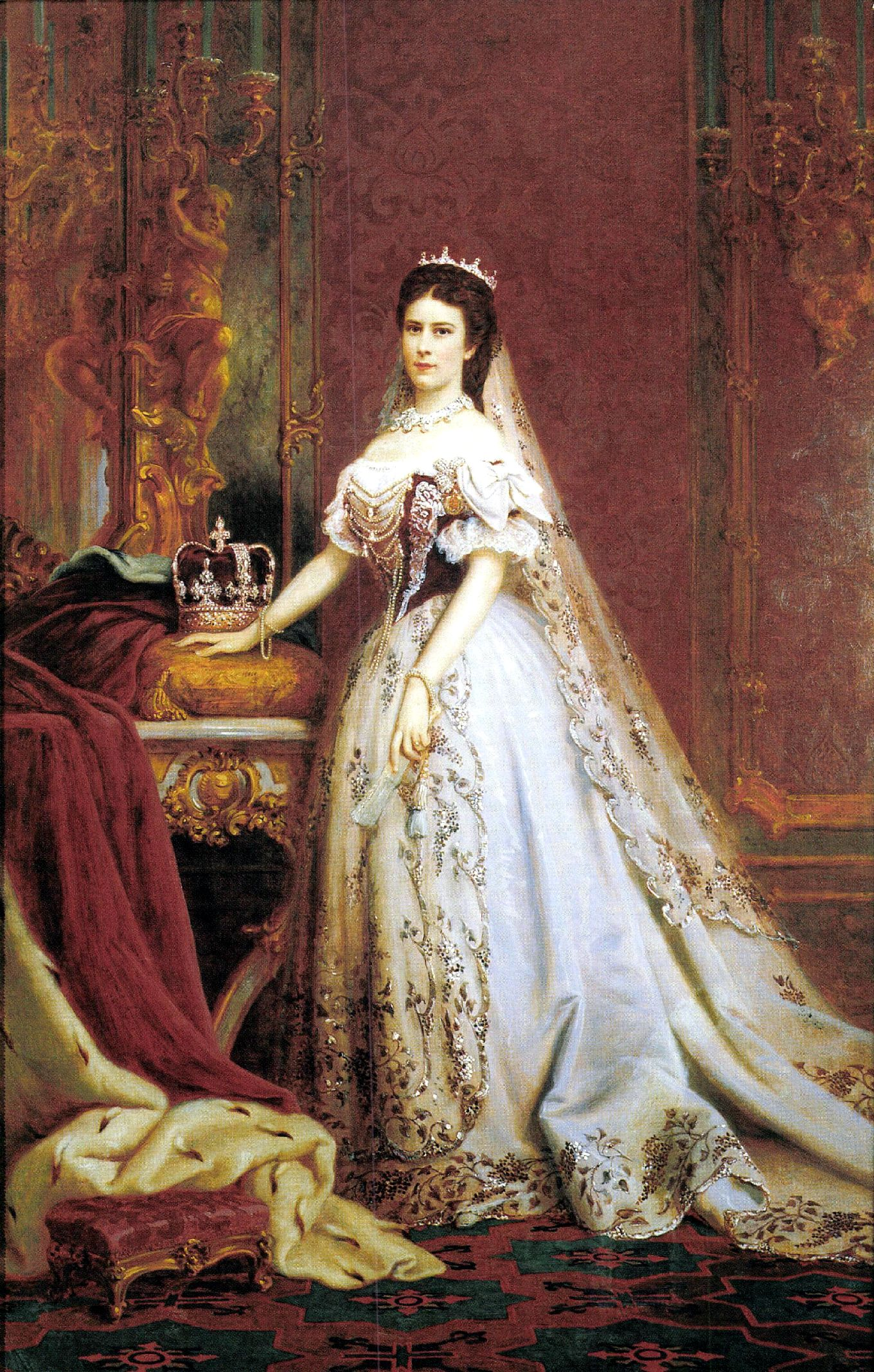
Портрет Елизаветы Баварской (Сисси) в венгерском придворном платье кисти Берталана Секея, 1869 г.
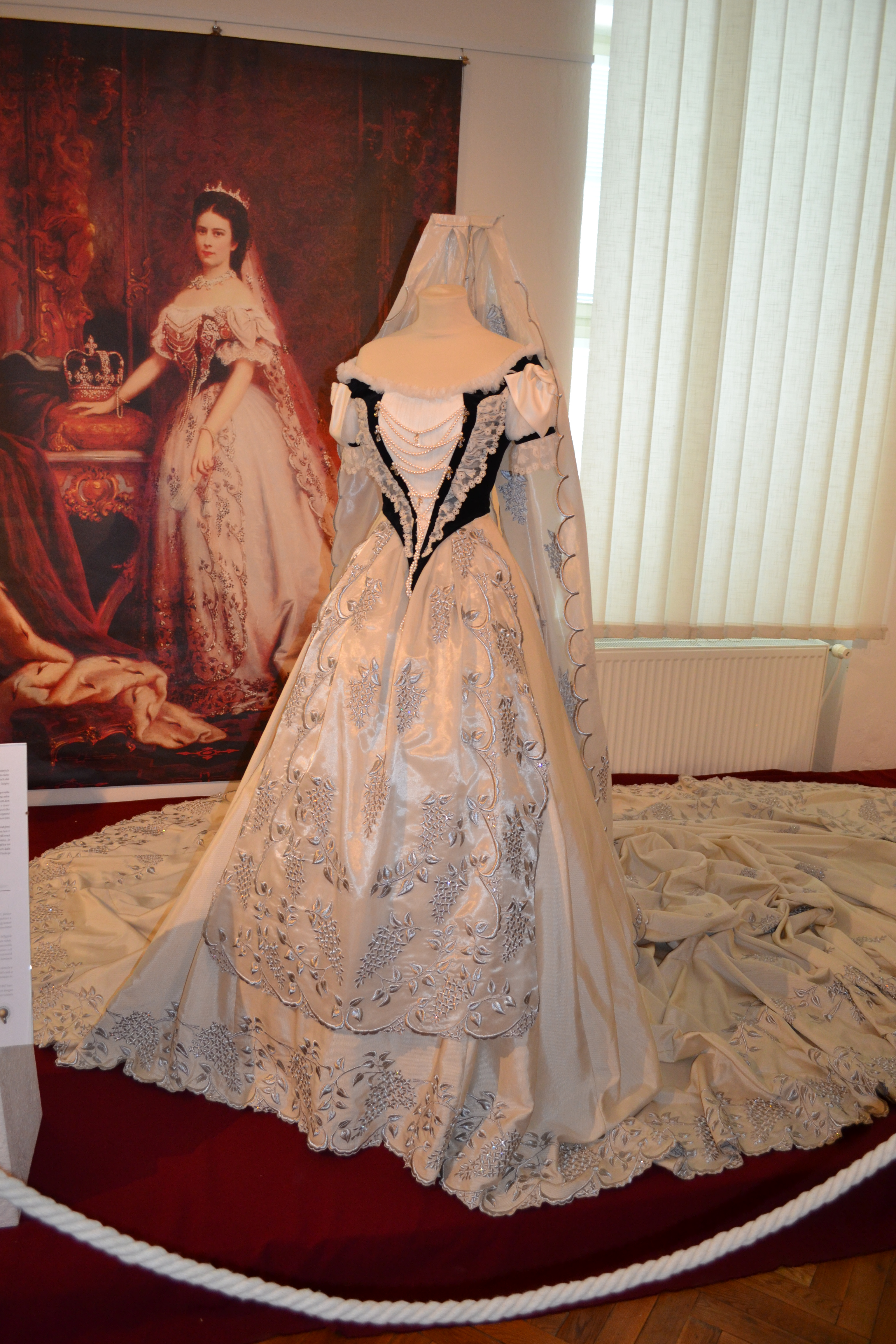
Коронационное платье Елизаветы Баварской (1867 г.), из собрания Гемерско-малогонтского музея (Римавска-Собота, Словакия). Платье является типичным экземпляром венгерского придворного костюма.
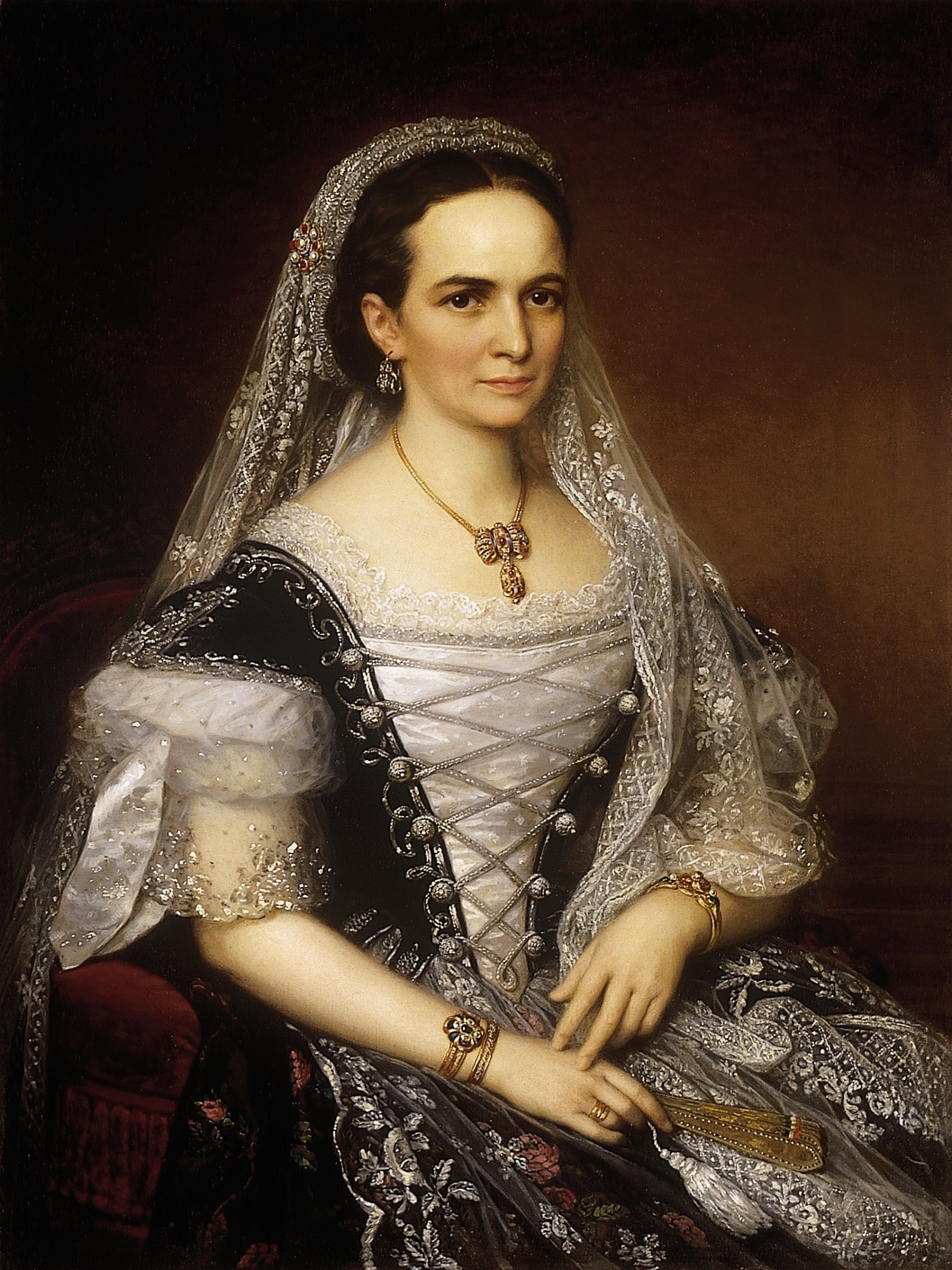
Портрет баронессы Каты Радак в венгерском придворном платье кисти Миклоша Барабаша, ориентировочно середина XIX в.
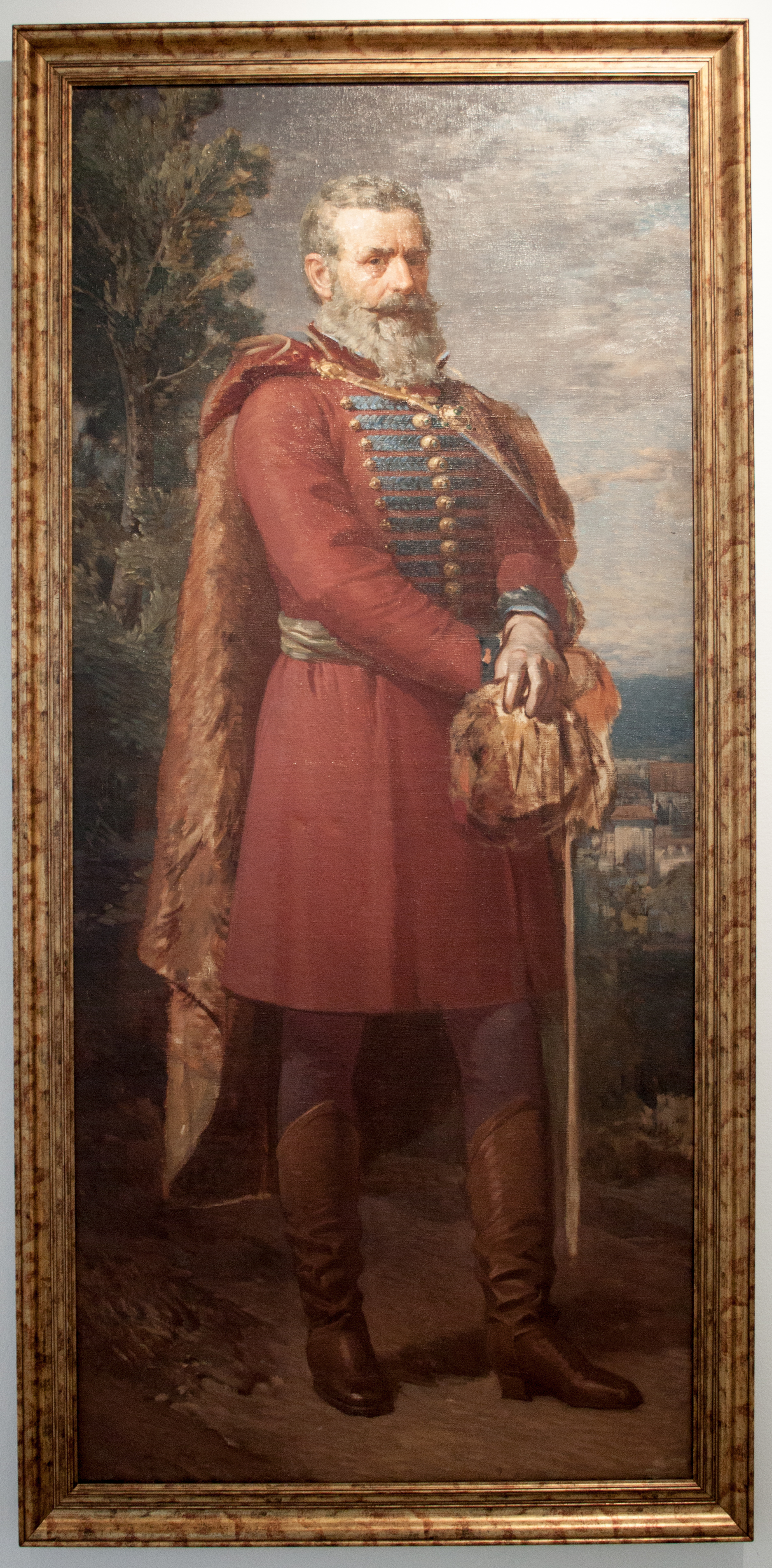
Портрет неизвестного венгерского дворянина кисти Яноша Стайна, примерно кон. XIX-нач. XX вв.

- Зарисовки венгерского народного костюма за авторством Йожефа Хайнбюхера (венг. József Bikkessy Heinbucher), начало XIX в.

Зарисовки венгерского народного костюма за авторством Йожефа Хайнбюхера (József Bikkessy Heinbucher), начало XIX в.
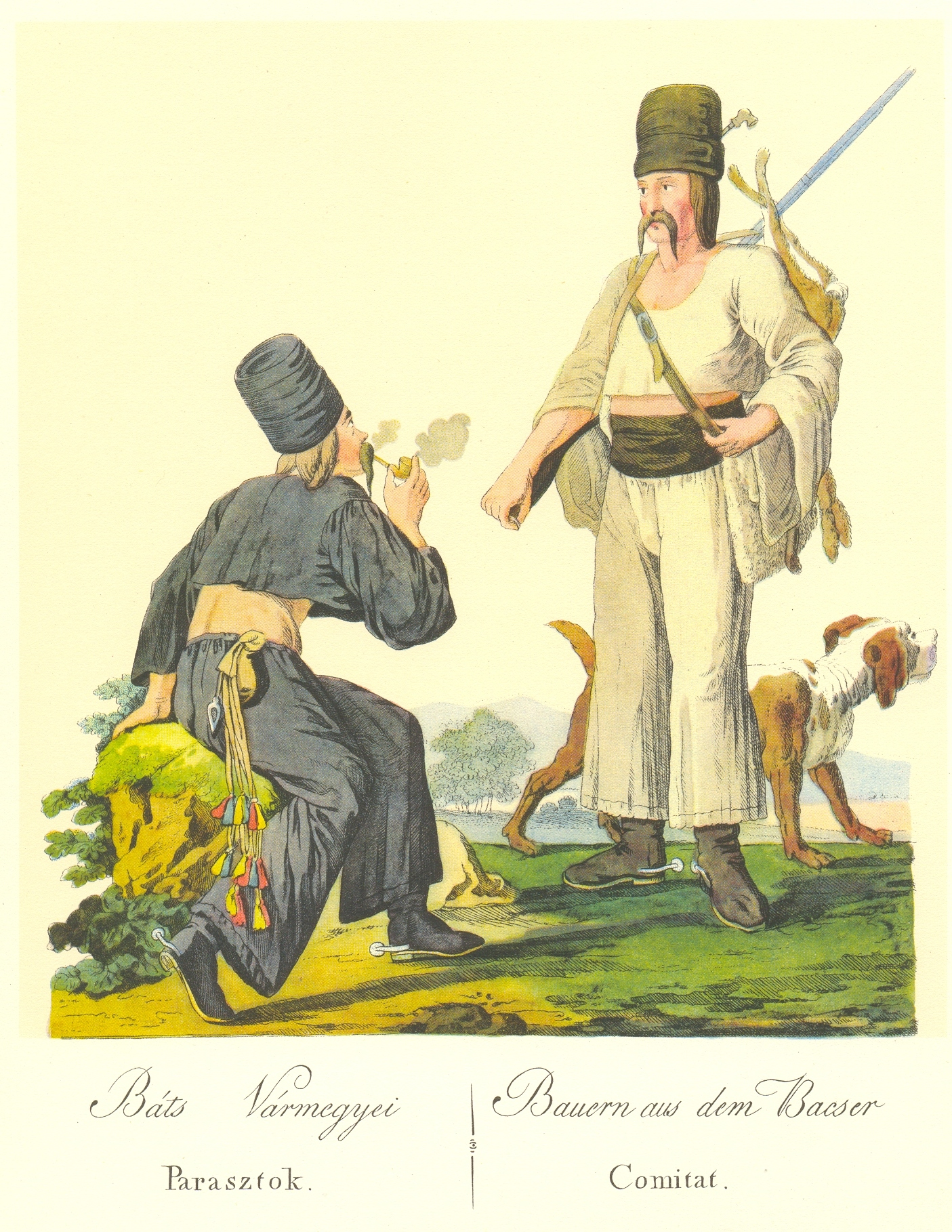
Крестьяне комитатов Бач
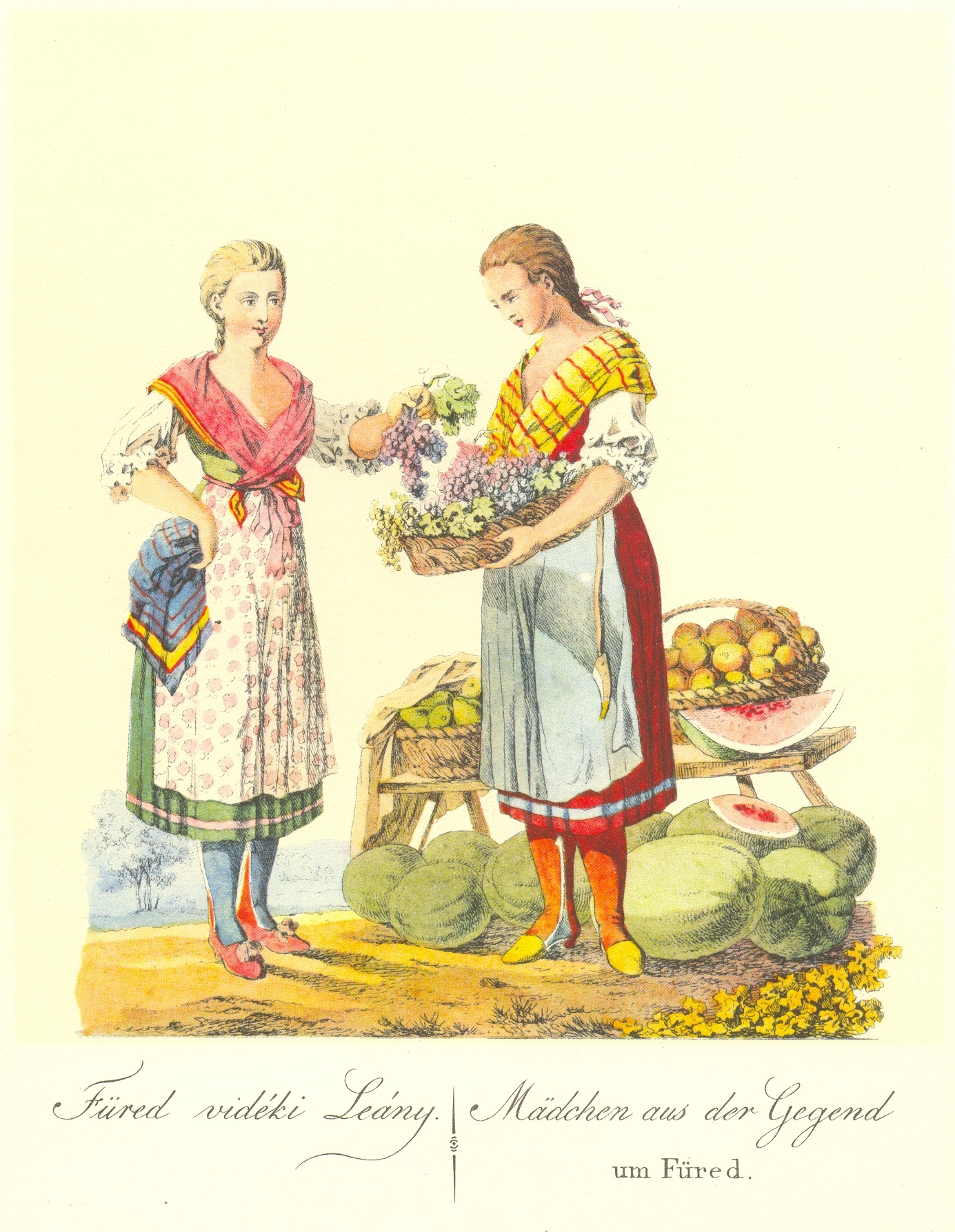
Базарные торговки из Балатонфюреда
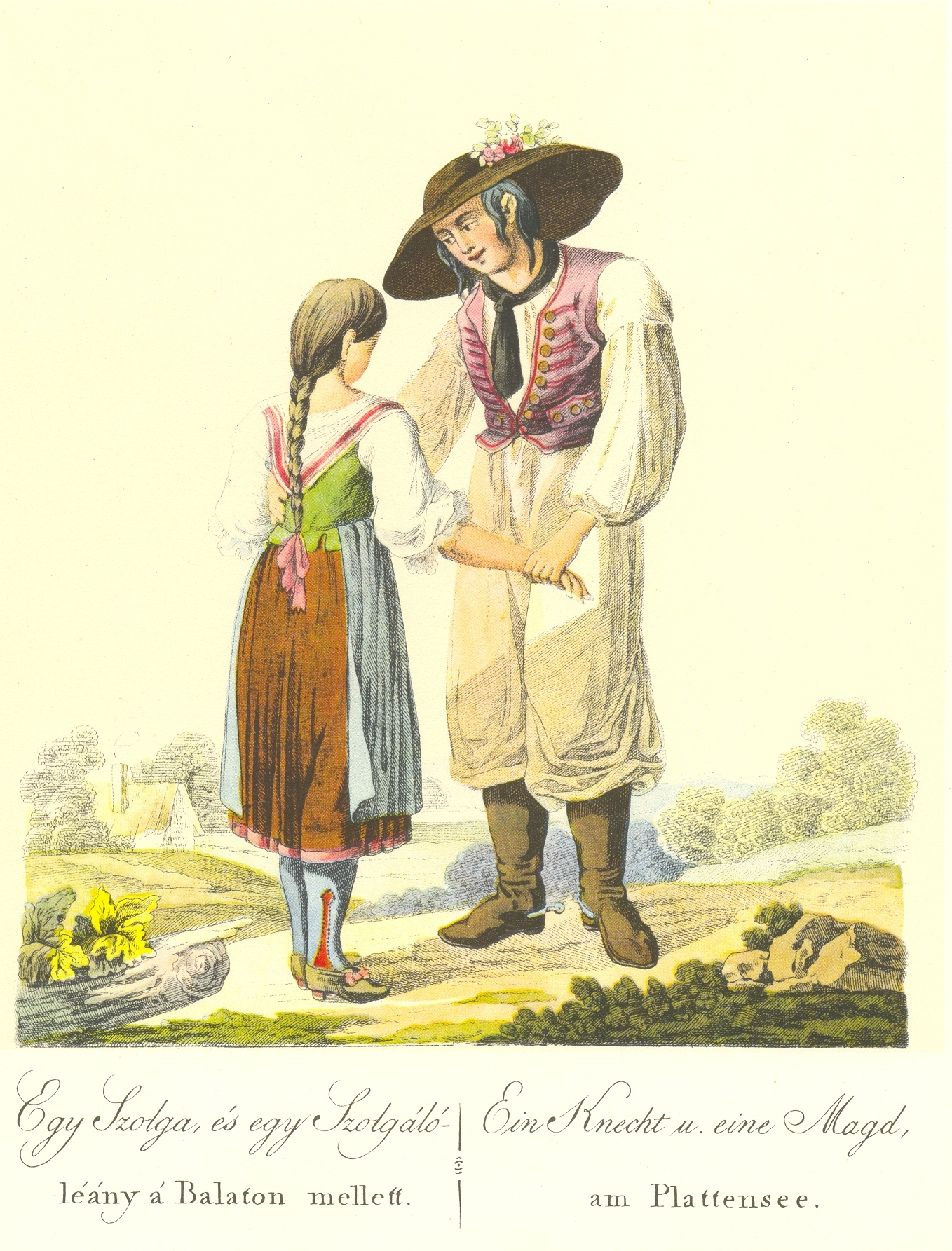
Юноша-слуга и  горничная с побережья Балатона
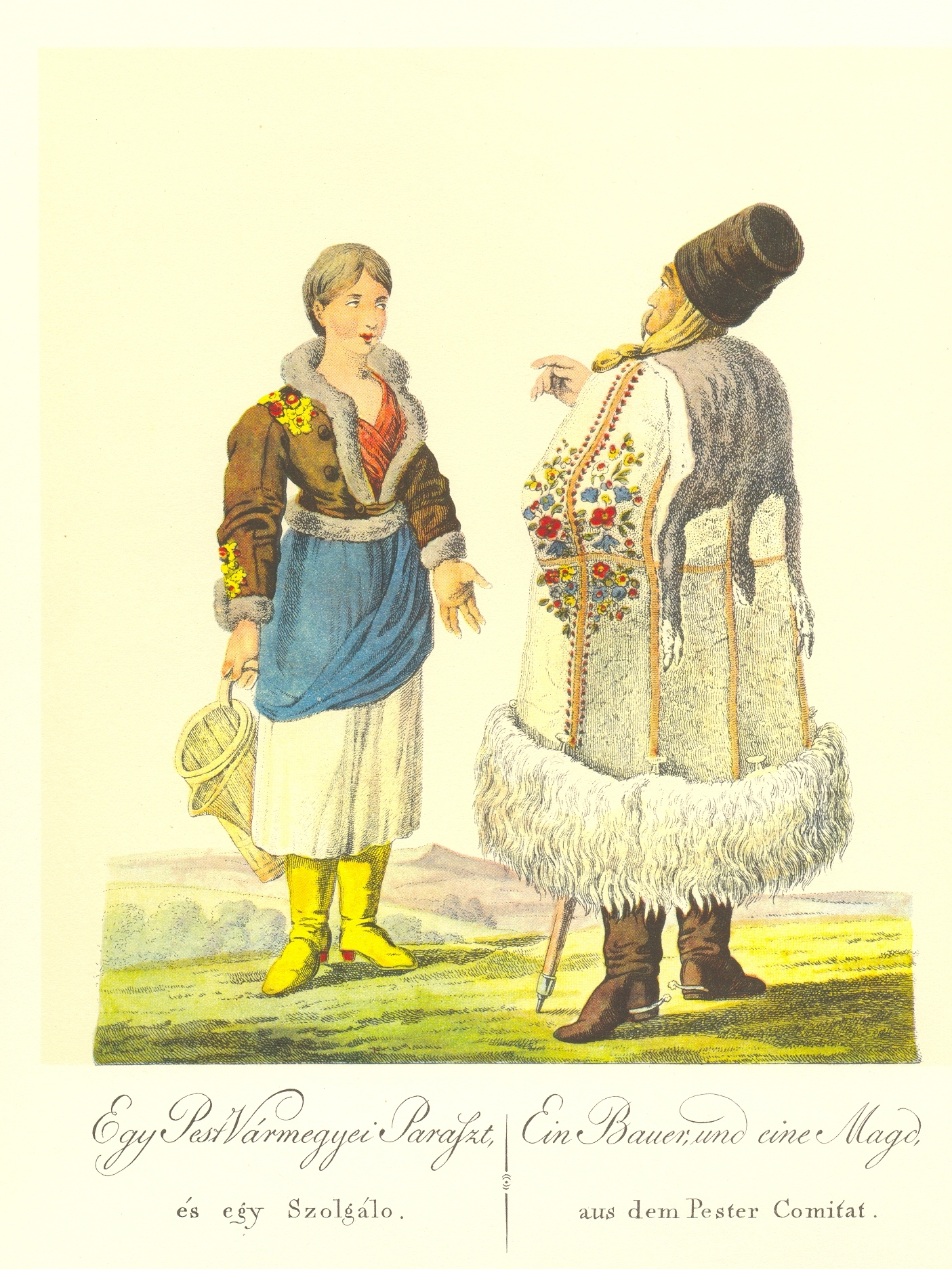
Горничная и крестьянин комитата Пешт
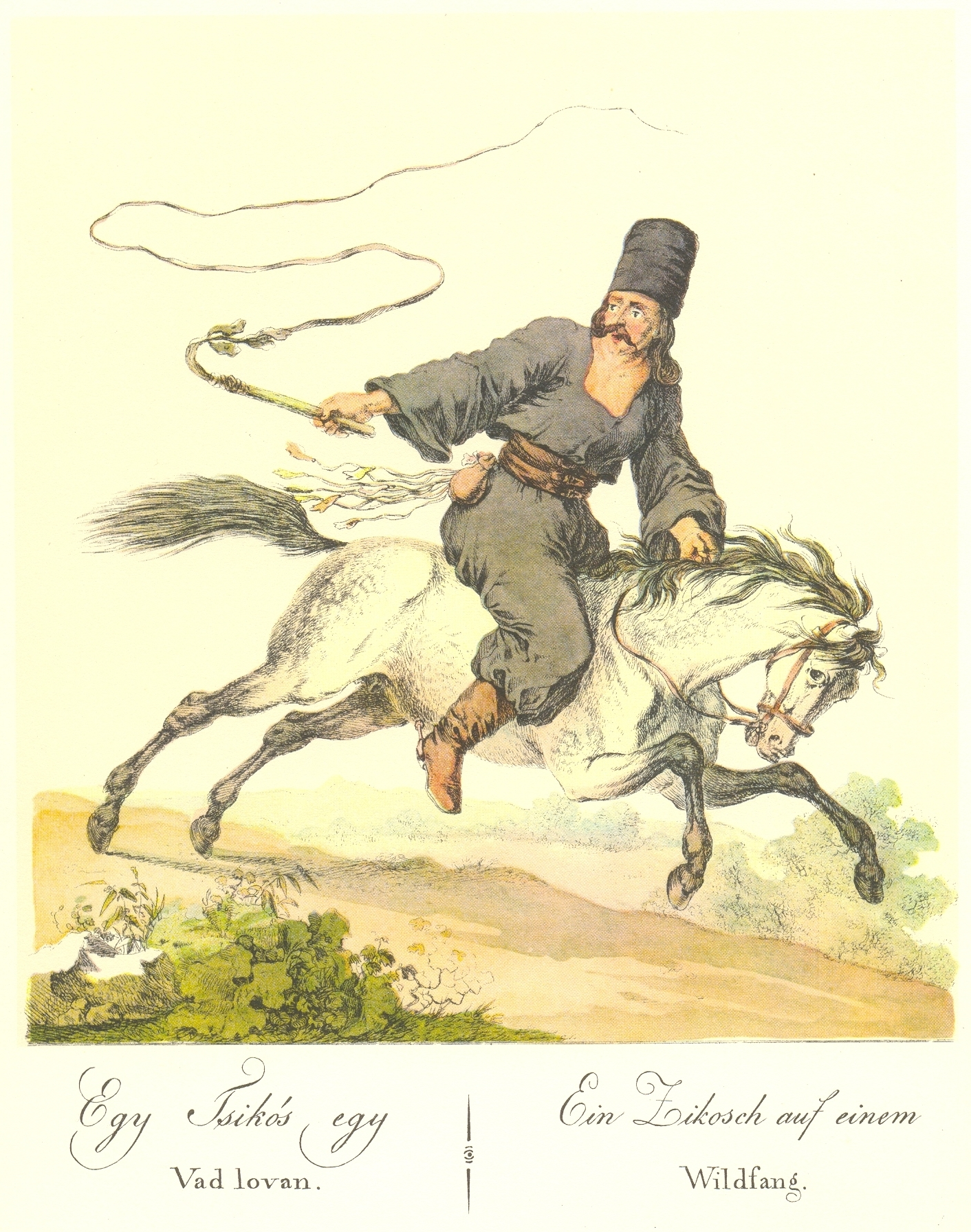
Чикош, оседлавший одичавшего коня
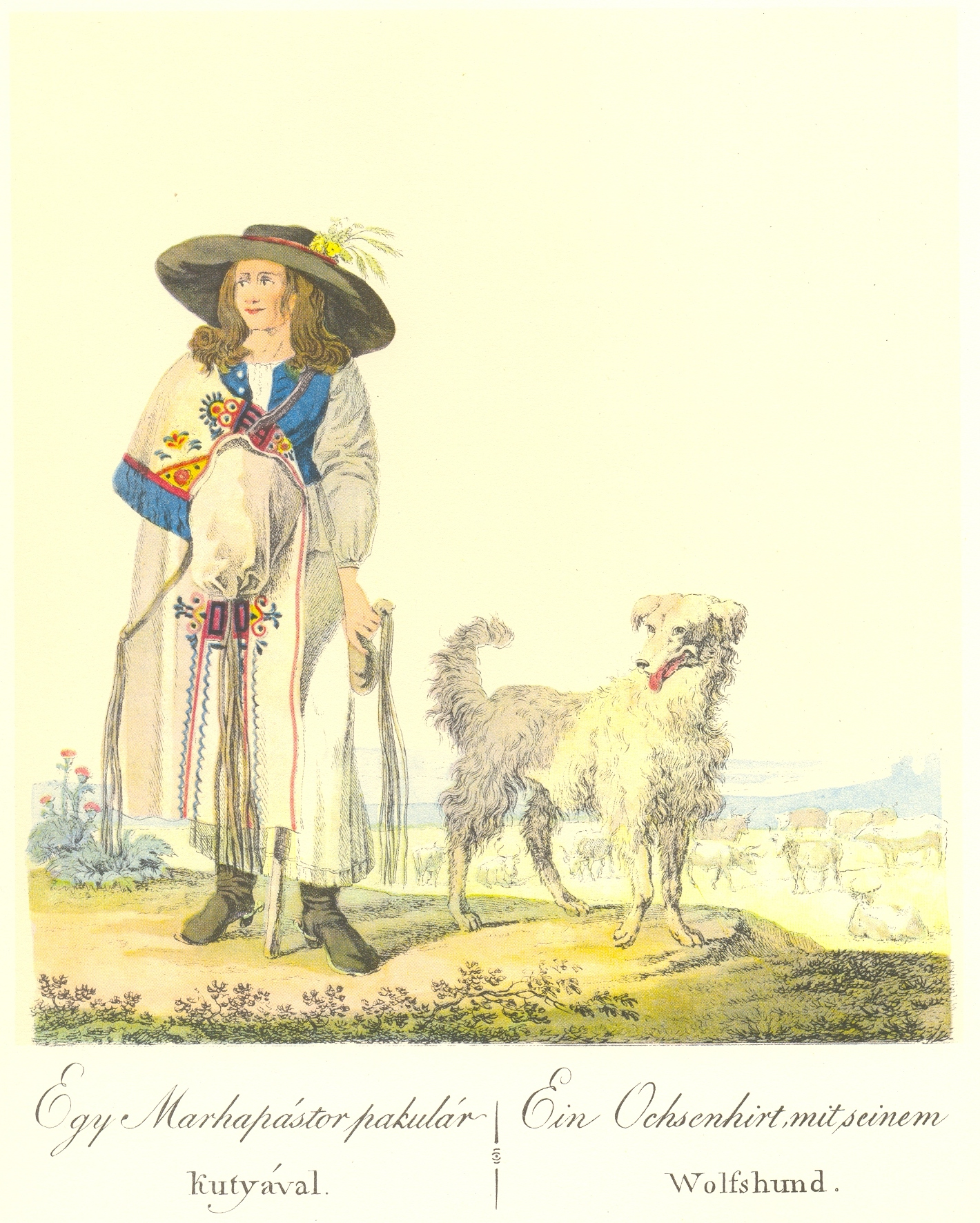
Пастух с овчаркой
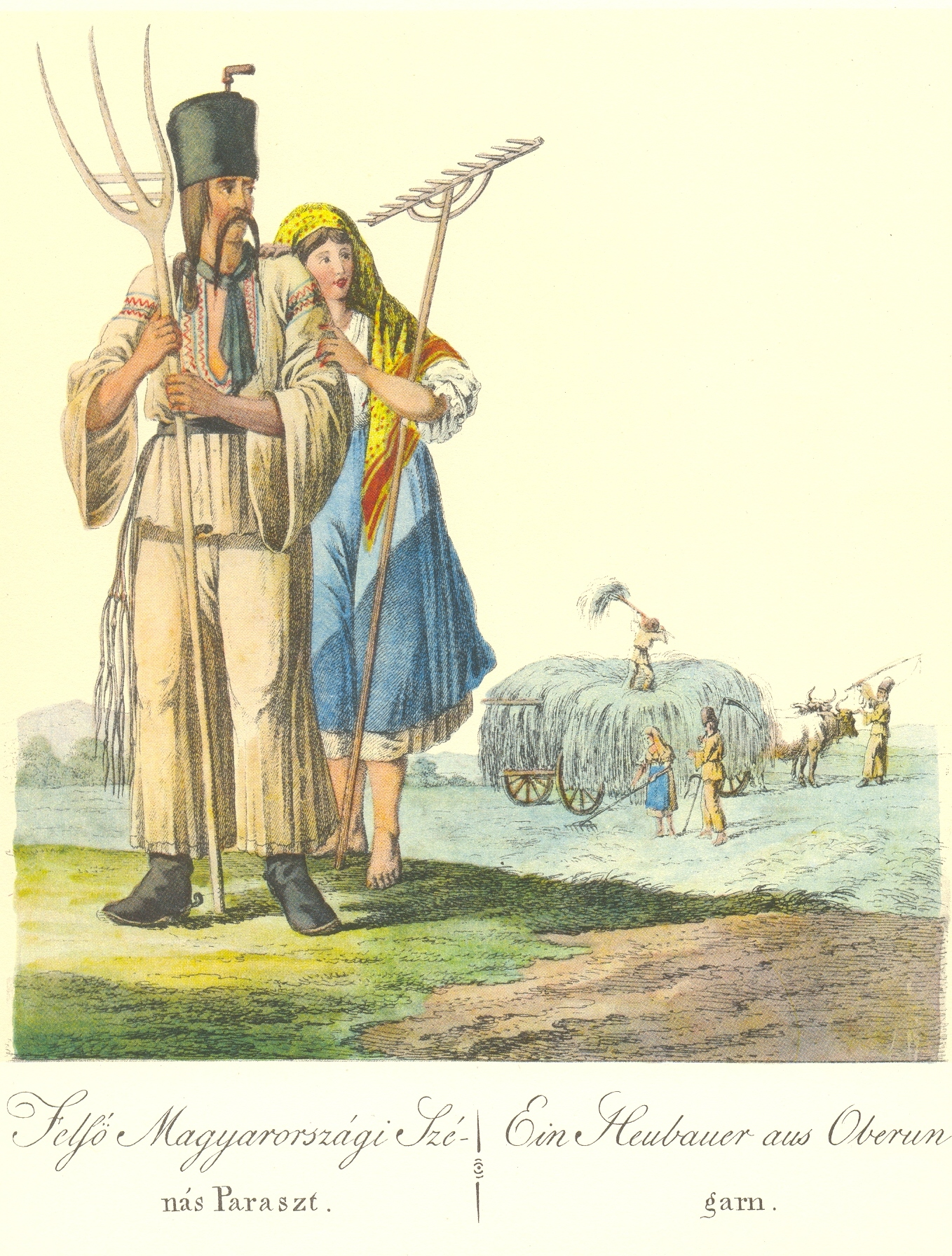
Крестьяне из Верхней Венгрии (венг. Felső-Magyarország)/Нагорья (венг. Felvidék)
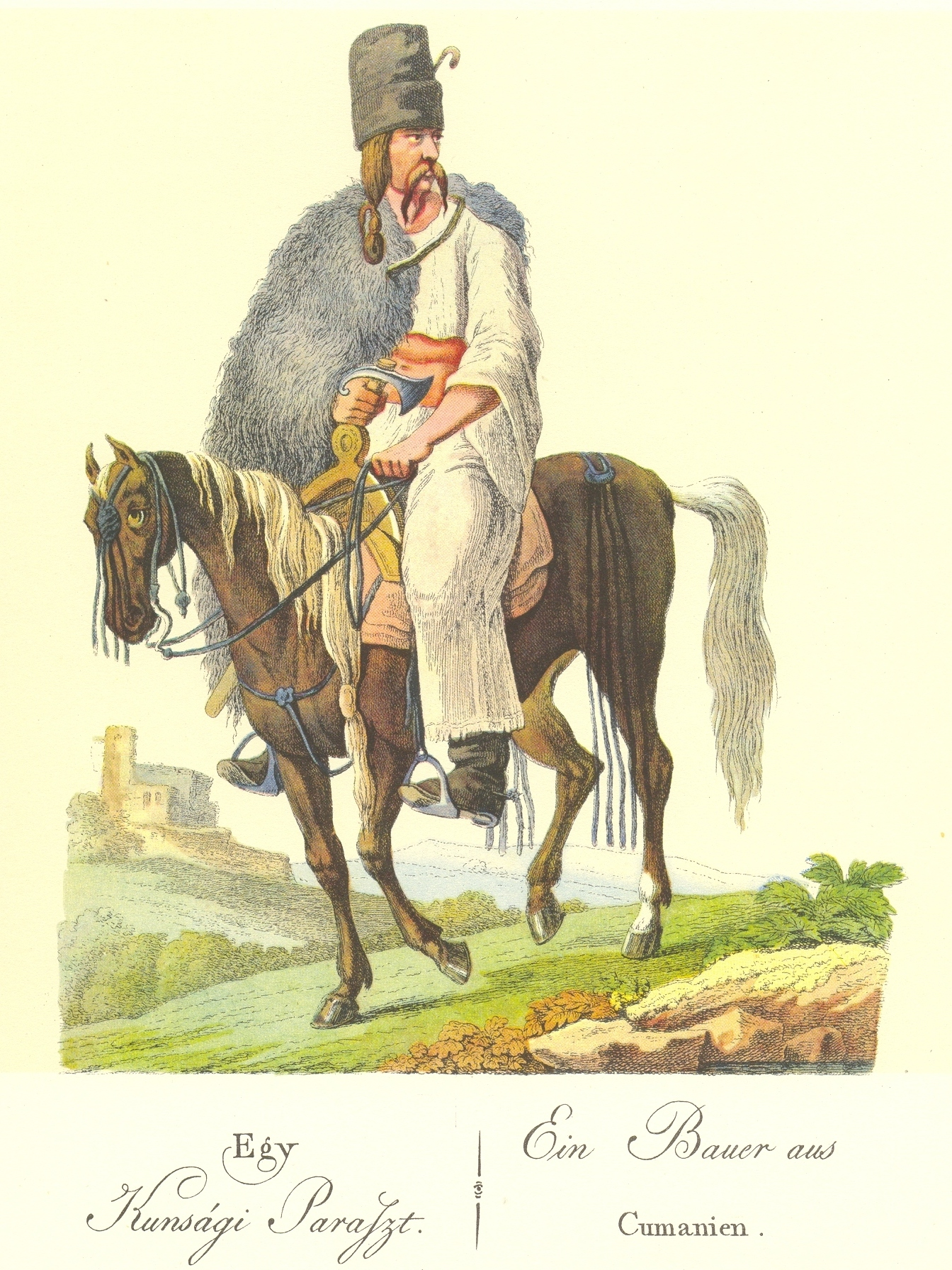
Крестьянин из Куншага
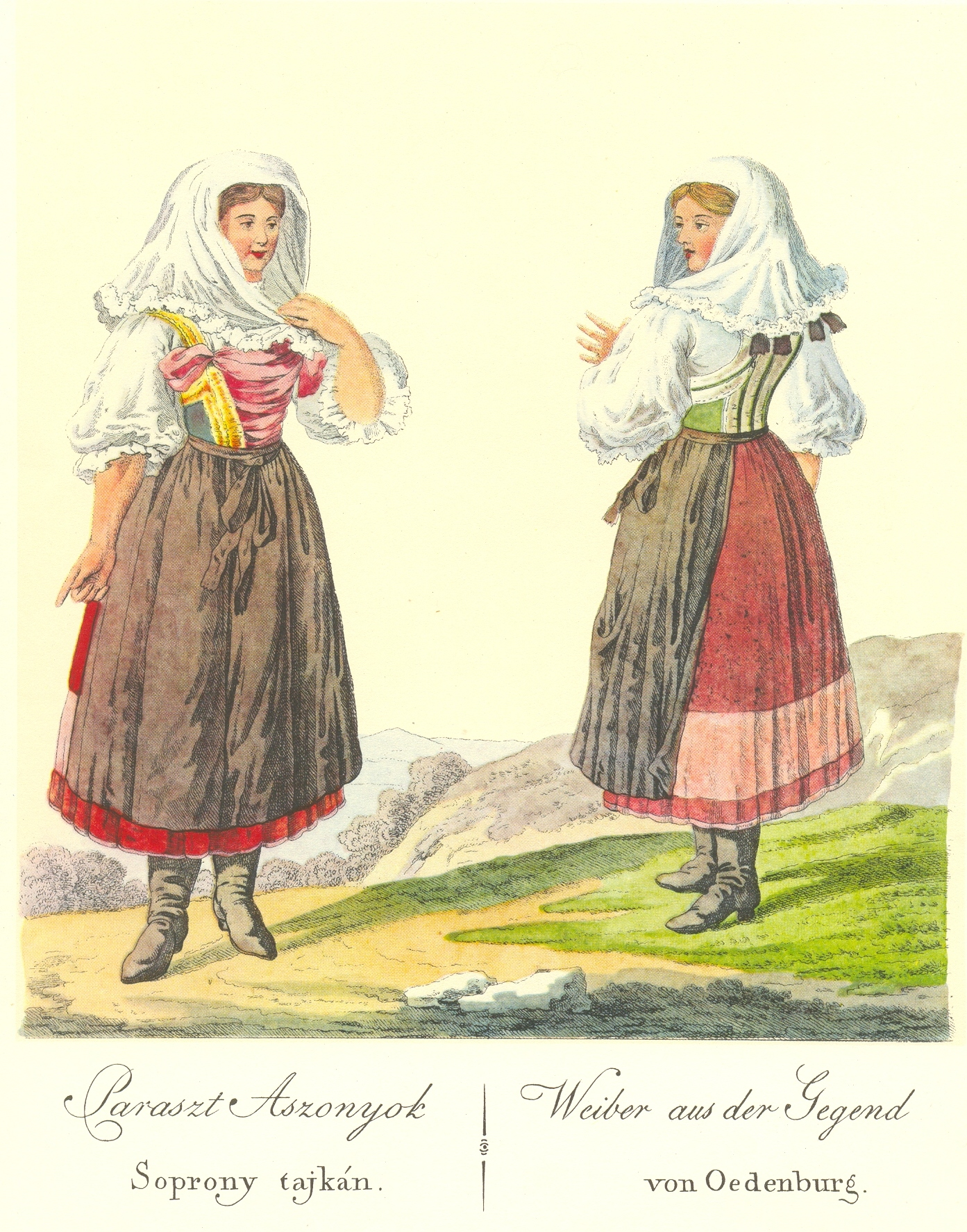
Крестьянки из-под Шопрона
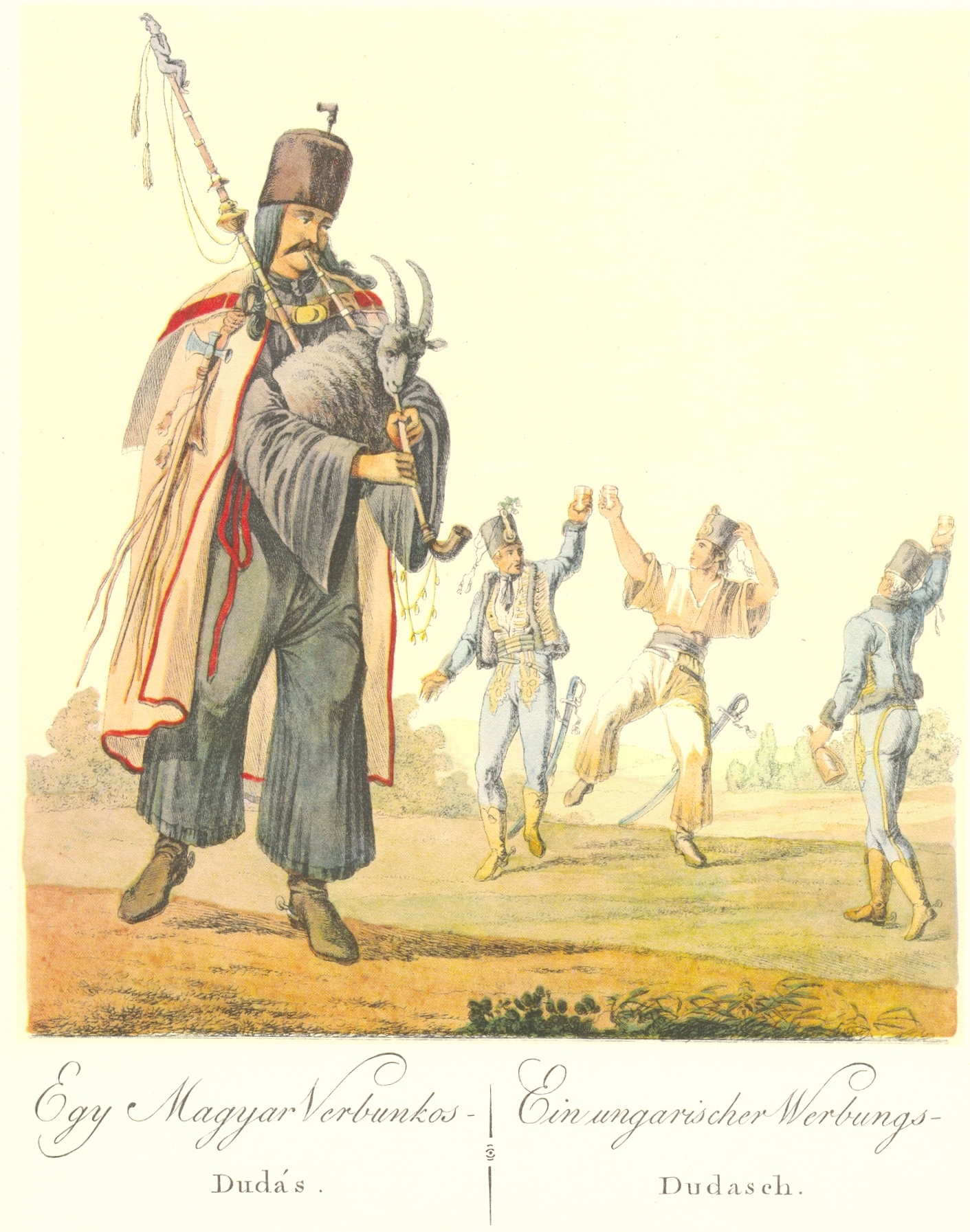
Вербункош в 32-м гусарском полку австрийской армии, играет полковой музыкант Йожеф Роман (венг. Román József)